# Plauen

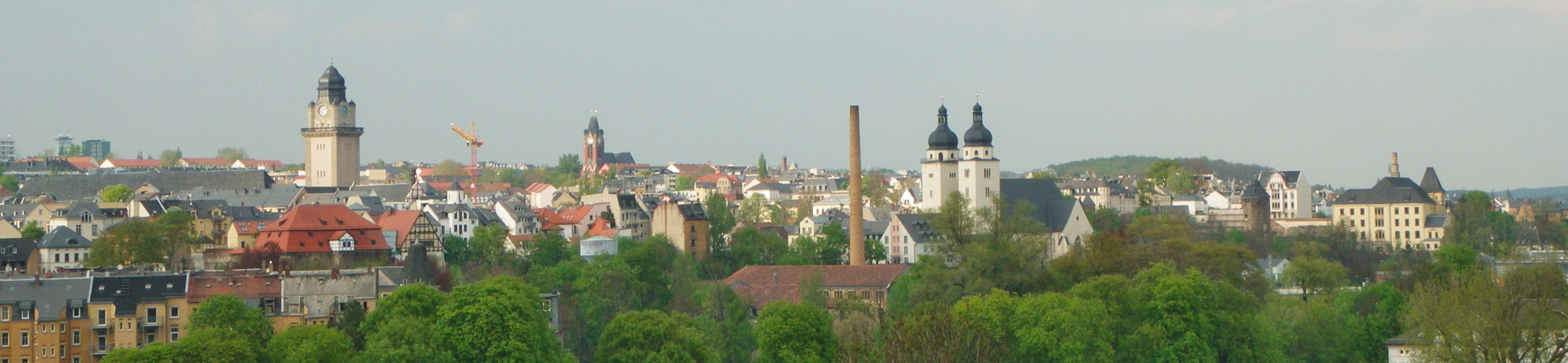
Silhouette von Plauen

Die Große Kreisstadt Plauen (obersorbisch Pławno, tschechisch Plavno) ist ein Oberzentrum im Südwesten des Freistaates Sachsen und die Kreisstadt des Vogtlandkreises. Zugleich ist sie die größte Stadt des sächsischen Vogtlandes und fünftgrößte Stadt im Freistaat. Seit dem 1. Januar 2025 trägt Plauen das Prädikat Hochschulstadt.
Plauen wird 1122 erstmals urkundlich erwähnt. Im Mittelalter wurde die Stadt ein Handelszentrum, ab dem 18. Jahrhundert ein bedeutender Standort der sächsischen Stoff- und Textilindustrie, was mit einem erheblichen Bevölkerungszuwachs einherging. Ab den 1920ern wurde die Industriestruktur der Stadt stärker durch verarbeitendes Gewerbe im Maschinenbau geprägt. Plauen wurde durch Bombenangriffe 1945 erheblich getroffen, aber überwiegend wieder aufgebaut. Ein Großteil des Plauener Zentrums ist von urbaner, großstädtischer Bebauung des 19. Jahrhunderts geprägt. Wahrzeichen der Stadt sind das Alte Rathaus mit seinem Renaissance-Giebel und der Kunstuhr sowie die Johanniskirche. Mit der Friedensbrücke befindet sich in Plauen einer der größten steinernen Brückenbögen weltweit und am nordöstlichen Stadtrand mit der Elstertalbrücke die zweitgrößte Ziegelbrücke der Welt. Daneben gibt es zahlreiche weitere Bau- und Kulturdenkmale in der Stadt.

## Geografie

### Topografie

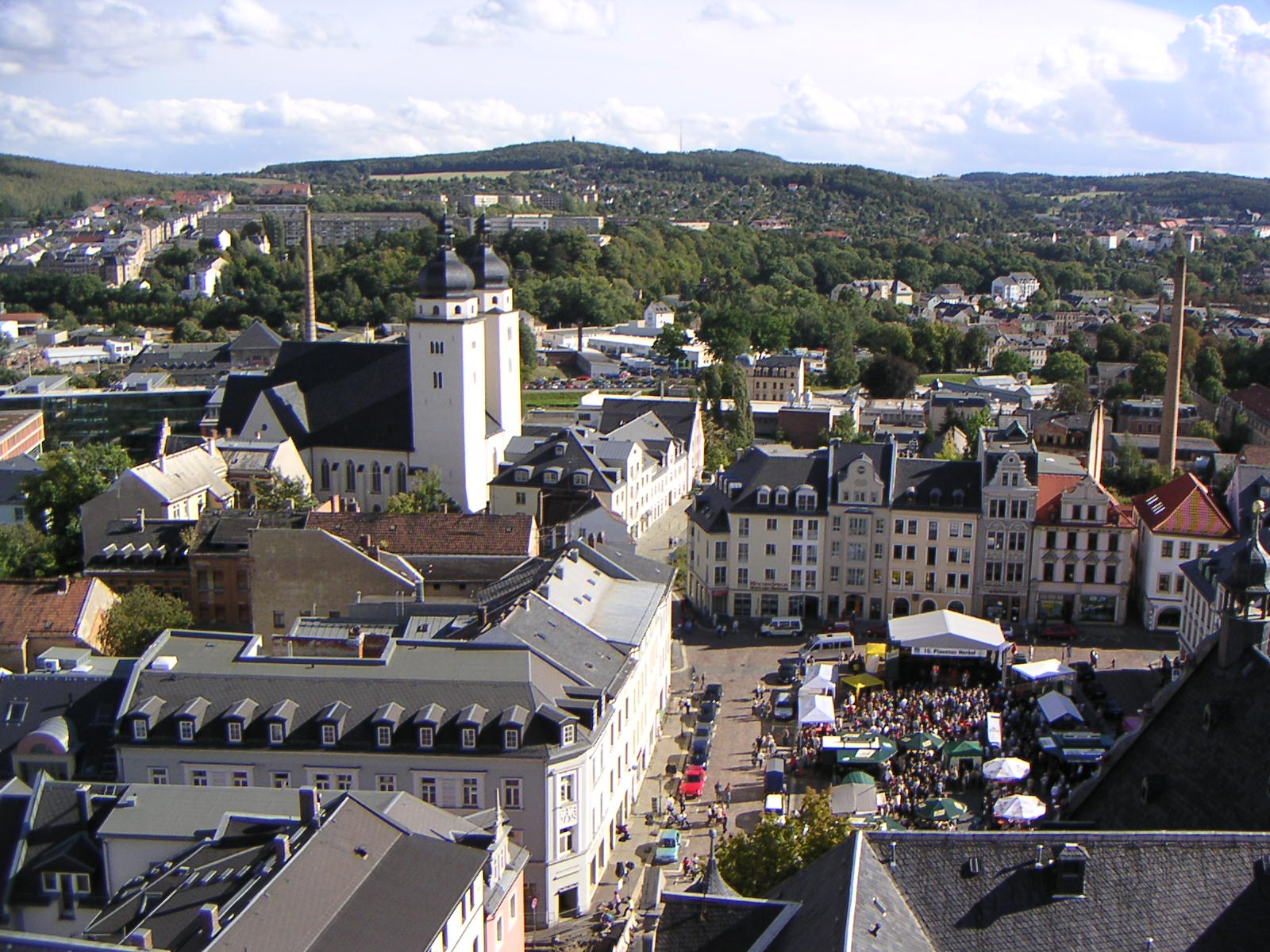
Blick vom Plauener Rathausturm über den Altmarkt zur Johanniskirche und den Vulkanberg Kemmler

Plauen liegt im Mittelvogtländischen Kuppenland. Das Stadtgebiet ist deshalb von den typischen, meist bewaldeten Kuppen, auch Pöhle genannt, geprägt. Es erstreckt sich über rund 102 km² (Stand: Dezember 2002). In Nord-Süd-Richtung dehnt sich der vereinfacht rautenförmige Grundriss auf etwa 16 km und in Ost-West-Richtung auf etwa 12 km aus.
Die mittlere Höhe von 412 m ü. NN ist in Plauen ein sehr theoretischer Wert, denn der tiefste Punkt ist die Elstersohle mit 305 Metern (liegt im Ortsteil Röttis), der höchste Berg ist mit 525 Metern der bewaldete Culmberg (im südlichen Stadtteil Oberlosa). Hausberg von Plauen ist der 507 Meter hohe Kemmler mit einem Bismarckturm.
Plauen liegt im Tal und an den Uferhängen der Weißen Elster. Im Bereich der Einmündung der Syra weitet sich das Tal zu einem Becken mit dem Stadtzentrum. Die Weiße Elster fließt von Südwesten durch die Ortschaft Straßberg ins ursprüngliche Plauener Stadtgebiet. Etwa in der Stadtmitte schwenkt sie nach Norden, fließt durch den Stadtteil Chrieschwitz und bildet dann die östliche Grenze des Stadtgebiets. Dabei teilt sie es in zwei etwa gleich große Bereiche.
Während das ursprüngliche Stadtgebiet, also die Innenstadt, ein verdichtetes städtisches Wohn- bzw. Mischgebiet ist, sind besonders die von 1994 bis 1999 eingemeindeten Ortschaften durch den hohen Anteil (55 %) an landwirtschaftlicher Nutzfläche (LNF) geprägt. Dies ist der höchste Wert im Vergleich mit den vier nächstgrößeren Städten Sachsens. Als einzige dieser Städte besitzt Plauen eine rein ländliche Stadtrandzone. Plauen ist von vielen Grünflächen durchzogen; besonders im Norden und Süden befinden sich ausgedehnte Waldflächen. Der Waldanteil ist mit 18 %, nach Dresden mit 21 %, der zweitgrößte der großen sächsischen Städte.
Das hügelige Umland ist in etwa gleichem Verhältnis von Feldern, Wiesen und Wäldern bedeckt. In kurzer Entfernung zur Stadt befinden sich die auch als Naherholungsgebiete genutzten beiden großen Talsperren Pöhl (nordöstlich) und Pirk (südlich).

### Geologie

Geologische Verhältnisse im Raum Plauen

Geologisch liegt Plauen in der Vogtländischen Mulde (Vogtländisches Synklinorium). Der größte Teil der Stadt liegt in der Hauptmulde, der Stadtteil Kauschwitz in einem Ausläufer der Mehltheuerer Kulmmulde. Die Hauptmulde ist durch zahlreiche Diabaskuppen stark gegliedert, die Kulmmulde erscheint eher gleichmäßig.
Das Stadtgebiet ist geologisch außergewöhnlich kompliziert aufgebaut. Die vielen verschiedenen Gesteine werden mehreren Formationen des Paläozoikums zugeordnet. Beeinflusst wurde die Struktur hauptsächlich in der Zeit der Variskischen Gebirgsbildung. Verschiedene Gesteinsschichten sind gegeneinander verschoben, verworfen und erodiert.
Das breite Kerbsohlental der Elster teilt die Stadt in einen Nord- und einen Südteil. Der Nordteil steigt, ausgehend von der Elstersohle, in der Innenstadt relativ steil an. Dort hebt sich ein Diabasrücken heraus, der als steiler Hangabfall auf Höhe des ehemaligen Schlosses zu erkennen ist. Anschließend geht das Gebiet in eher flachere Formationen über, die hauptsächlich aus verschiedenen Ton- und Alaun-Schiefern des Ordoviziums, des Silurs und des Devons bestehen. Durch eine breite Störung sind diese Schieferfolgen gegen die westlich und nordwestlich anschließenden Diabasgesteine abgegrenzt. Die Störung zieht sich etwa von der Friedensbrücke über den Bärenstein-Osthang, den Rähnisberg bis etwa zur Karolastraße und verläuft dann nordöstlich bis zum Pietzschebach. Sie erscheint als eine Zone von stark zersetztem Diabas und Schiefer, während die westlich der Störung liegenden Gebiete (Haselbrunn, Neundorf, Straßberg) durch verschiedene Diabasgesteine, wie Tuffe, Brekzien und Konglomerate gekennzeichnet sind.
Den Südteil der Stadt prägen Tonschiefer des Ordoviziums und des Devons, die sich als breiter Streifen von Reusa bis nach Thiergarten ziehen. Ganz im Süden befindet sich das Diabasgebiet des Kemmlers und des Schwarzen Holzes. In der Ost- und der Südvorstadt gibt es noch einige Kiesvorkommen, die als junge Flussablagerungen der Weißen Elster angesehen werden.
Das Vogtland und damit auch Plauen liegen in einem der seismisch aktivsten Gebiete Deutschlands. Die Epizentren der Schwarmbeben in Westböhmen und im Vogtland befinden sich meist in der Nähe geologischer Störungen. Die Intensität liegt in den meisten Fällen jedoch unter drei auf der Richterskala, wodurch die Beben kaum wahrgenommen werden.

### Klima

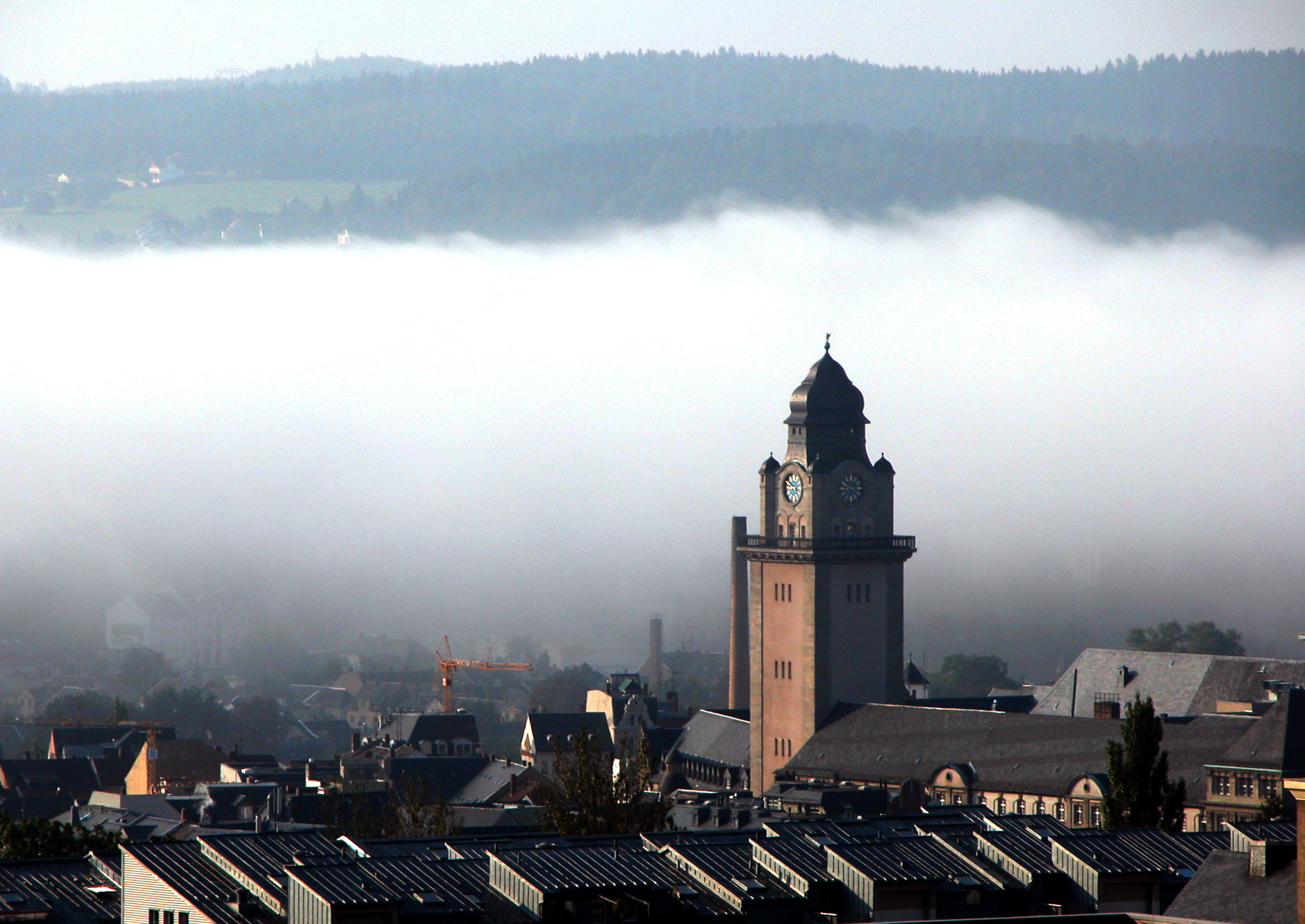
Plauen und der Rathausturm im Morgennebel

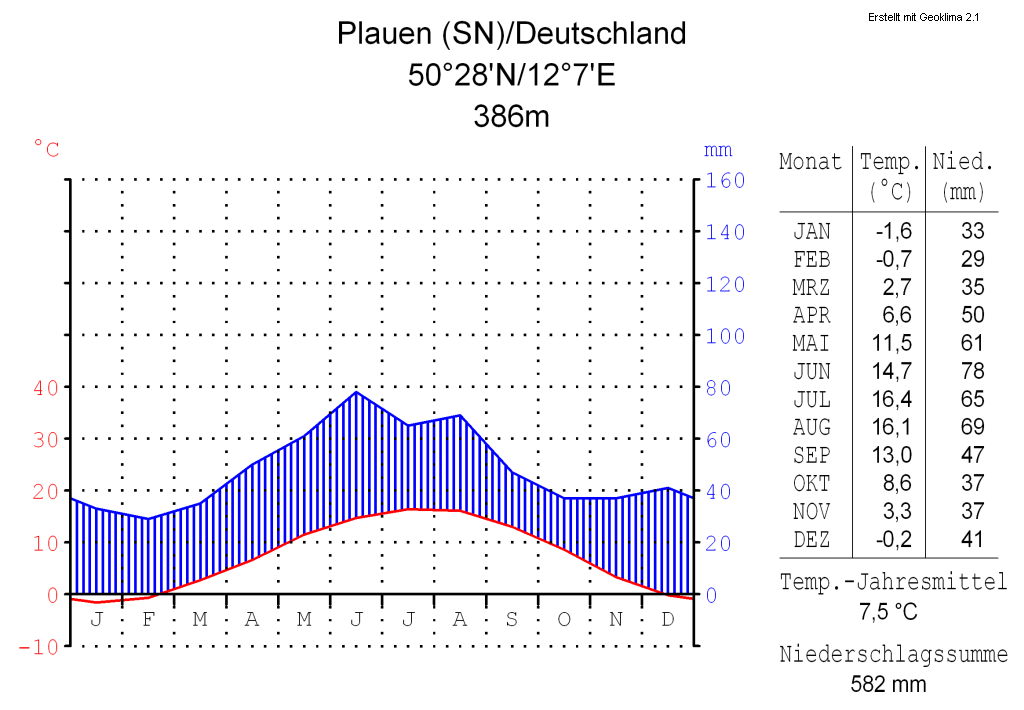
Klimadiagramm von Plauen

In Plauen und im Vogtland herrscht das Klima der warmgemäßigten feuchten Westwindzone Mitteleuropas mit wechselhafter Witterung. Im Vergleich zu weiter westlich gelegenen Regionen Deutschlands sind deutlich kontinentale Einflüsse (wärmere Sommer, kältere Winter) zu beobachten. Aufgrund des Einflusses der umgebenden Mittelgebirge ist das Wetter im Vogtland wind- und niederschlagsärmer als in anderen Regionen Deutschlands mit vergleichbarer Höhenlage.
In Plauen beträgt die durchschnittliche Lufttemperatur 7,5 °C, wobei die wärmsten Monate der Juli und der August mit durchschnittlichen Temperaturen von ca. 16 °C sind. Im Plauener Raum gibt es im Jahr durchschnittlich 26 bis 30 Sommertage (≥ 25 °C) bei einer mittleren Sonnenscheindauer von 1450 bis 1500 Stunden im Jahr.
Der durchschnittliche jährliche Niederschlag beträgt in Plauen 582 Millimeter. Dies stellt ein Minimum im Vogtland dar, bedingt dadurch, dass die Stadt im Lee der vorgelagerten Mittelgebirge liegt, sich die Luft am Westerzgebirge staut und die Wolken sich dort abregnen. Schneefälle sind von November bis April normal, wobei sich nicht immer eine Schneedecke ausbildet. Selten schneit es schon im Oktober oder noch im Mai.
In Plauen sind südwestliche bis südliche Windrichtungen vorherrschend, wobei es in der kalten Jahreszeit zu sogenannten „böhmischen Winden“, also Kaltluftausflüssen aus dem Böhmischen Becken kommen kann. Die durchschnittliche Windgeschwindigkeit beträgt etwa 3 bis 4 m/s.

### Stadtgliederung

Überblick über die Gemarkungen der Stadt Plauen

Die Stadt hat mit über 102 Quadratkilometern ein ähnliches Stadtgebiet wie Paris mit etwa 105 Quadratkilometer. Plauen besteht aus 39 Stadtteilen in 23 Gemarkungen, die in die fünf Stadtgebiete Zentrum, Nord, Ost, Süd und West eingeteilt sind. Jedes Stadtgebiet besteht aus bis zu elf Stadtteilen. Die 1996 und 1999 nach Plauen eingemeindeten Stadtteile sind zugleich Ortschaften nach der Sächsischen Gemeindeordnung. Die Ortschaften wurden durch die Hauptsatzung der Stadt Plauen eingeführt und haben je einen von der Bevölkerung gewählten Ortschaftsrat, der nach der Einwohnerzahl zwischen fünf und neun Mitglieder hat. Vorsitzender des Ortschaftsrats ist der Ortsvorsteher. In den Ortschaften wurde zum Teil auch eine eigene Ortschaftsverwaltung eingesetzt.
Nachstehend sind die fünf Stadtgebiete mit ihren Stadtteilen und deren Nummern aufgeführt
- Stadtgebiet Zentrum:

Altstadt (101), Bahnhofsvorstadt (102), Dobenau (103), Neustadt (104), Obere Aue (105), Schloßberg (106)
- Stadtgebiet Nord:

Hammertorvorstadt (201), Haselbrunn (202), Preißelpöhl (203), Reißig (204), Reißiger Vorstadt (205), Reißigwald mit Lochhaus (206), Jößnitz a (207), Steinsdorf b (208), Kauschwitz a (209), Zwoschwitz c (210), Röttis b (211)
- Stadtgebiet Ost:

Alt Chrieschwitz (301), Chrieschwitz (302), Großfriesen a (303), Kleinfriesen (304), Reusa mit Sorga (305), Reichenbacher Vorstadt (306), Tauschwitz (307)
- Stadtgebiet Süd:

Hofer Vorstadt (401), Meßbach (402), Oberlosa a (403), Ostvorstadt (404), Reinsdorf (405), Stöckigt (406), Südvorstadt (407), Thiergarten (408), Unterlosa (409)
- Stadtgebiet West:

Bärenstein (501), Neundorfer Vorstadt (502), Siedlung Neundorf (503), Syratal (504), Neundorf a (505), Straßberg a (506)

### Nachbargemeinden
Im Ballungsraum Plauen leben etwa 75.000 Menschen.
| Gemeinde Rosenbach im Vogtlandkreis  | Stadt Greiz im Landkreis Greiz              | Gemeinde Pöhl im Vogtlandkreis                            |
|                                      | Kompassrose, die auf Nachbargemeinden zeigt | Gemeinde Neuensalz im Vogtlandkreis                       |
| Gemeinde Weischlitz im Vogtlandkreis | Stadt Oelsnitz im Vogtlandkreis             | Gemeinde Theuma und Gemeinde Tirpersdorf im Vogtlandkreis |

## Geschichte

### Vorgeschichte
Archäologische Funde weisen darauf hin, dass sich bereits in der Bronzezeit Siedlungen auf dem Plauener Territorium befanden. Von einer Bevölkerung, die ihre Verstorbenen in Grabhügeln bestattete, zeugen die Hügelgräber von Plauen-Chrieschwitz, im Reißiger Wald und auf dem Gebiet von Reinsdorf. Diese Funde stammen von einer Lokalgruppe der Lausitzer Kultur mit engen Verbindungen nach Böhmen, in das Maingebiet und nach Thüringen. Die Besiedelung lässt sich bis in die Mitte des letzten Jahrtausends v. Chr. nachweisen. Mit dem Fund eines Latènezeitlichen Hügelgrabes (um 420 v. Chr.) auf dem Gebiet von Ruppertsgrün-Liebau bricht der Siedlungsnachweis im Raum Plauen-Oelsnitz plötzlich ab. Hinweise auf eine germanische Besiedelung im Vogtland wurden bisher nicht gefunden.
Funde von römischen Münzen aus dem zweiten Jahrhundert n. Chr. zeigen, dass das Plauener Gebiet Bedeutung als Durchzugsgebiet hatte. Eine slawische Besiedelung lässt sich durch einige Funde erst für die Zeit kurz vor 1000 nachweisen, obwohl die Ansiedelung der Slawen schon für die Zeit um 800 vermutet wird. In Plauen-Kleinfriesen wurden spätslawische Scherben entdeckt, die auf Grund von Verkrustungen darauf schließen lassen, dass sich dort eine Pechsiederei befand. Als weitere Beweise für eine slawische Besiedelung werden die slawischen Orts-, Flur- und Gewässernamen in der Region angesehen. Auch die Fluraufteilung nach dem Prinzip der Blockflur ist typisch für slawische Siedlungsgebiete. Der Name der Stadt Plauen ist ebenfalls slawischen Ursprungs. Er kommt von plavna, was so viel wie Schwemmplatz, Flößplatz bedeutet und sich wahrscheinlich von der Lage im Überschwemmungsgebiet der Elsteraue ableitet.

### Gründung und Mittelalter

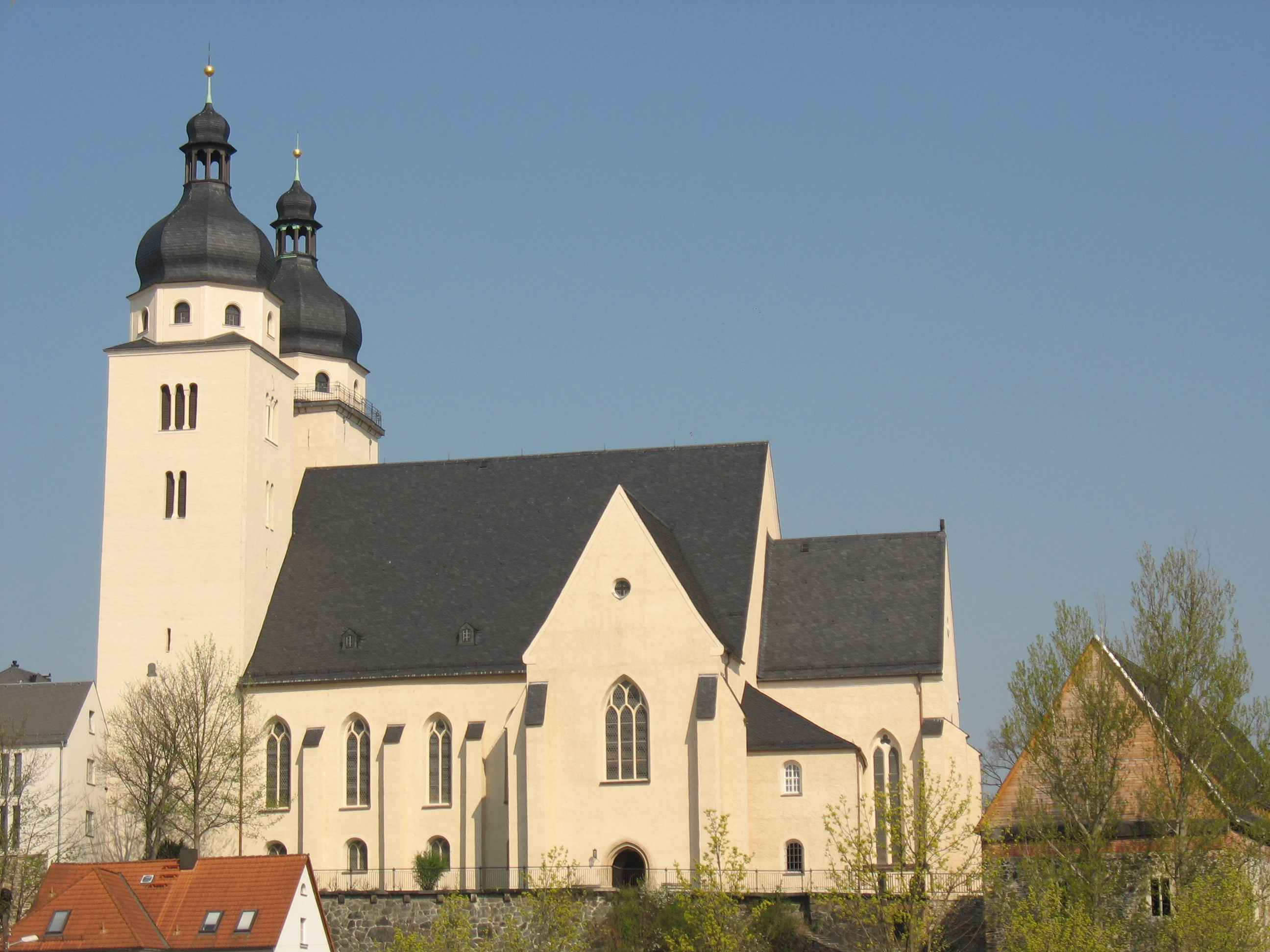
Die 1122 erstmals urkundlich erwähnte Johanniskirche

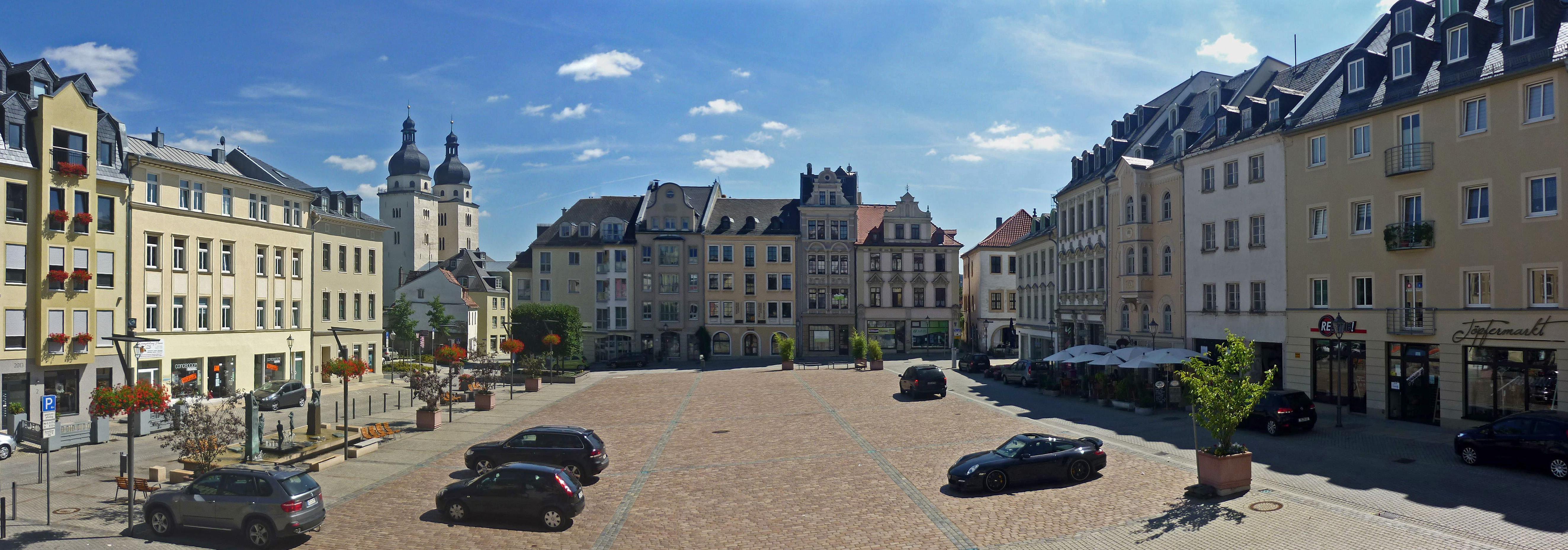
Altmarkt von Plauen, im Hintergrund St. Johannis

Die Stadt wurde 1122 erstmals als „Vicus Plawe“ in der Weiheurkunde der Johanniskirche urkundlich erwähnt. In der Urkunde bestätigte Bischof Dietrich I. von Naumburg die Kirche, die von Graf Adalbert von Everstein (in anderen Quellen auch Eberstein) erbaut und mit einer Hufe Land im Dorf Chrieschwitz, einem Stück Wald und dem halben Ertrag der Elstermühle ausgestattet wurde. Der Bischof setzte den Priester Thomas als Pfarrer ein und übertrug der Kirche den bis dahin ihm zustehenden Zehnt des etwa 20 Quadratmeilen großen Dobnagaus. Die Stadt gehörte zum Bistum Naumburg-Zeitz und war Sitz eines Archidiakonats.
1214 gründete der Deutsche Orden eine Niederlassung in Plauen, das Deutsche Haus, dem im Jahr 1224 Vogt Heinrich der Mittlere von Weida die Johanniskirche schenkte. In dieser Schenkungsurkunde wird als Zeuge „de Plawe: Conradus urbanus“ (urbanus: Stadtbewohner) genannt, der früheste Hinweis, dass Plauen das Stadtrecht erhalten hatte. Eine besondere Urkunde über die Verleihung des Stadtrechtes ist nicht erhalten. Am 29. Mai 1244 ist erstmals ein eigener Vogt von Plauen bezeugt, Heinrich II. von Plauen, der vermutlich auch mit dem Bau von Schloss Plauen begann. In dieser Urkunde werden sowohl die steinerne Brücke als auch einige Höfe auf dem linken Ufer der Syra (Anfänge der Neustadt) erwähnt. 1263 folgte die erste Erwähnung der Neustadt. Die älteste im Stadtarchiv verwahrte Originalurkunde trägt das Datum 25. Mai 1278. Mit ihr übereignete Conrad von Everstein Kunigunde, der Gattin des Vogtes Heinrich von Plauen, das Dorf und die Hälfte des Forstes zu Straßberg als Eigenbesitz und gab ihr das Recht, nach dem Tode ihres Gatten beliebig darüber zu verfügen. Am 25. Juni 1279 wurde die Münze der Vögte errichtet, die Vogt Heinrich der Ältere am 11. März 1306 dem Landvolk und den Kaufleuten von Plauen für 600 Mark Silber verkaufte. 1328 verzichtete Graf Hermann von Everstein auf alle Lehen im Gebiet Dobene. Damit endete die Geschichte der Eversteiner im Vogtland.
Am 9. August 1329 sind erstmals ein Bürgermeister und geschworene Bürger in Plauen beurkundet. Aus demselben Jahr stammt auch das älteste Siegel der Bürger (sigillum civium in Plawe). Kaiser Karl IV. erklärte die Herrschaft Plauen im Jahr 1356 zu einem erblichen Lehen der böhmischen Krone. 1430 belagerten die Hussiten unter Führung von Andreas Prokop die Stadt. Sie nahmen das Schloss ein, zerstörten es und töteten 170 Menschen. Anschließend brannten sie die Stadt nieder, wobei weitere 500 bis 900 Menschen starben. Beim Wiederaufbau der Stadt vereinigte man die alte Stadt und die Neustadt. 1438 besetzte Kurfürst Friedrich der Sanftmütige die Stadt. Sie wurde auf kaiserlichen Befehl jedoch an Burggraf Heinrich I. zurückgegeben, der 1439 wieder einzog. Der Nachfolger Burggraf Heinrich II. ging als Tyrann in die Geschichte ein. Er wurde 1466 von König Georg Podiebrad mit der Reichsacht belegt. Am 10. Februar desselben Jahres nahm Herzog Albrecht, der Schwiegersohn des Königs, der mit der Vollstreckung der Acht beauftragt wurde, die Stadt und die Herrschaft Plauen ein, womit Plauen erstmals unter sächsische Herrschaft geriet. 1482 verzichtete Burggraf Heinrich III. durch die Verträge von Brüx endgültig auf seine Ansprüche auf Plauen zu Gunsten der Wettiner Ernst und Albrecht.

### Frühe Neuzeit

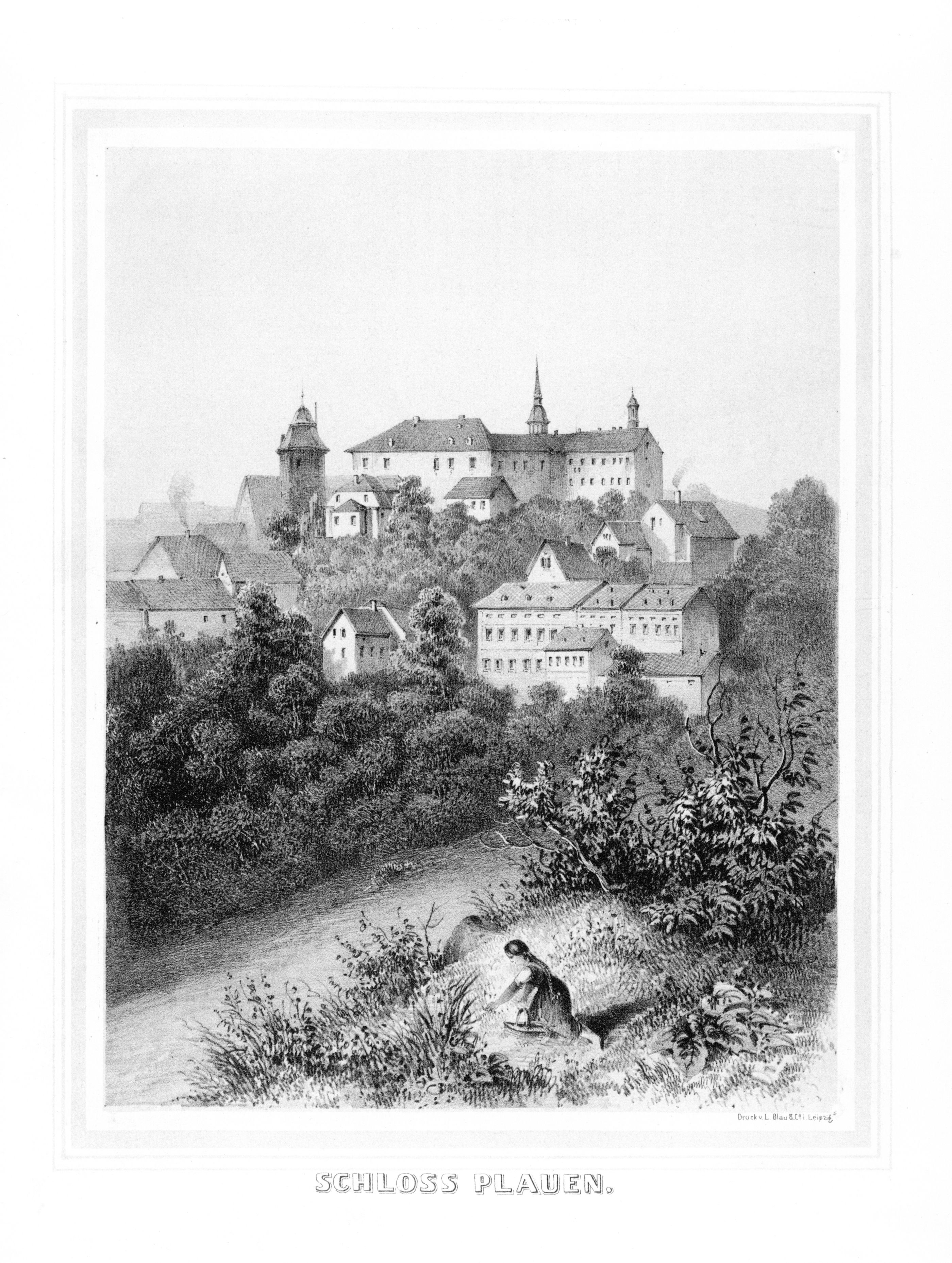
Schloss Plauen um 1859

Bei der Teilung der wettinischen Lande fiel Plauen der ernestinischen Seite zu. Dadurch fasste die Reformation schon verhältnismäßig früh Fuß im Vogtland. Seit 1521 wirkte der letzte Komtur des Deutschen Hauses, Georg Eulner, im reformatorischen Sinne. Zusammen mit dem Dominikaner Georg Raute predigte er in der Johanniskirche nach der Lehre Martin Luthers. Die Reformation wurde durch Raute und Eulner 1524 in Plauen und bis 1529 im gesamten sächsischen Vogtland eingeführt. Danach war Plauen über viele Jahrhunderte eine überwiegend protestantische Stadt und wurde Sitz einer Superintendentur, die auch nach dem späteren Übergang an die Herren von Plauen und das albertinische Sachsen beibehalten wurde. Zwei Kirchenvisitationen in den Jahren 1529 und 1533 regelten die endgültige Einführung der Reformation. Georg Eulner wurde der erste Superintendent in Plauen. Plauen war 1540 von Hexenverfolgung betroffen. Jacob Schultes geriet in einen Hexenprozess. Im Sommer 1546, nach dem Ausbruch des Schmalkaldischen Krieges, wurde die Stadt befestigt und mit kurfürstlichen Getreuen besetzt. Der Rat der Stadt wandte sich an Herzog Moritz von Sachsen mit der Bitte um Schutz, der unter der Bedingung der Huldigung gewährt wurde.
1547 belehnte König Ferdinand von Böhmen den Enkel des einst vertriebenen Tyrannen Heinrich II. erneut mit der Stadt und der Herrschaft Plauen. Er durfte sich seitdem Burggraf Heinrich IV. nennen. 1548 wurde er auf dem Augsburger Reichstag zum Reichsfürsten ernannt. Am 15. Mai desselben Jahres brannte die Stadt fast vollständig nieder. Auslöser war ein Schuss, den ein betrunkener Bürger mitten in der Stadt abgefeuert hatte. Das Rathaus, die Kirche, das burggräfliche Schloss und die Pfarr- und Schulgebäude brannten nieder. 1550 war das Rathaus wieder aufgebaut und 1556 der Wiederaufbau der Johanniskirche vollendet. Nach dem Tode Heinrichs IV. verpfändeten seine Söhne Heinrich V. und Heinrich VI. den Besitz an Kurfürst August von Sachsen, der das Gebiet 1563 endgültig erwarb.

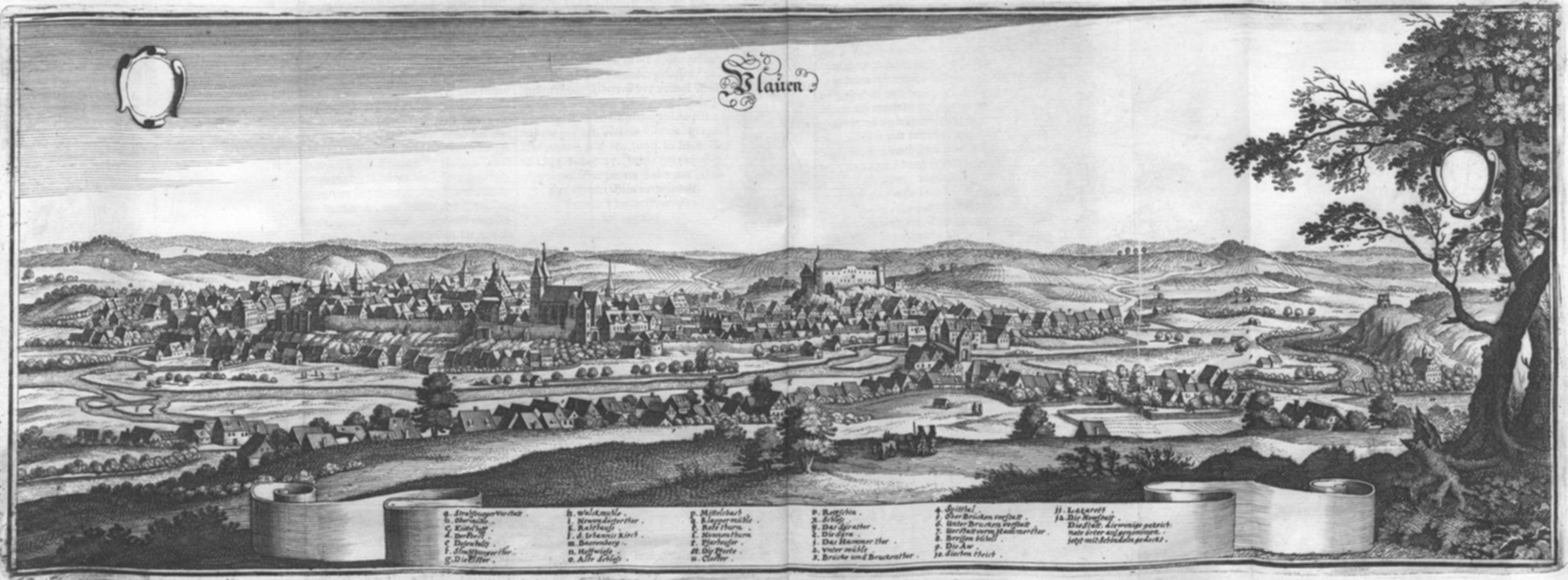
Stadtansicht um 1650 aus der Topographia Germaniae von Matthäus Merian.

Im Jahr 1600 erließ der Rat der Stadt die erste Schleierordnung. Die Schleierherren wurden als Innung anerkannt. Dadurch sollte der neue Industriezweig der Baumwollwirkerei gestärkt werden. Schleier oder Schöre sind feine Baumwollgewebe, die als Kopf- und Halstücher, Halskrausen und Turbane Verwendung finden. 1602 stieg Plauen zur Kreisstadt des Voigtlaendischen Creisses auf. Sie war damit die 13. Kreisstadt des Kurfürstentums. Der neue Kreis umfasste die Ämter Plauen, Pausa und Voigtsberg mit den Städten Adorf, Elsterberg, Gefell, Mühltroff, Neukirchen, Oelsnitz, Pausa und Schöneck.
Am 13. August 1632 nahm im Dreißigjährigen Krieg Feldmarschall Holk Plauen ein. Obwohl sich die Stadt ergeben hatte, wurde sie geplündert. Am 12. September folgte General Gallas und am 12. Oktober desselben Jahres traf Wallenstein mit der Hauptarmee in Plauen ein, nach dessen Abzug die Stadt in Brand gesteckt wurde. 1634 starb etwa die Hälfte der Bevölkerung in Plauen an der Pest.
Bei einem Stadtbrand im Jahre 1635 verbrannte der größte Teil der oberen Stadt mit der Kirche und den Pfarr- und Schulgebäuden. 1656, nach dem Tod von Kurfürst Johann Georg I. erhielt dessen vierter Sohn, Herzog Moritz von Sachsen-Zeitz Plauen und das Vogtland. Dieser übergab 1667 das Deutsche Haus der Stadt und ließ von 1670 bis 1675 das Schloss wieder aufbauen, das 1548 zerstört worden war. 1681 veröffentlichte Georg Samuel Dörffel sein Werk über die Kometenbahnen, und 1697 nahm die erste Fahrpost von Dresden und Zwickau nach Nürnberg ihren Dienst auf.

### 18. und 19. Jahrhundert

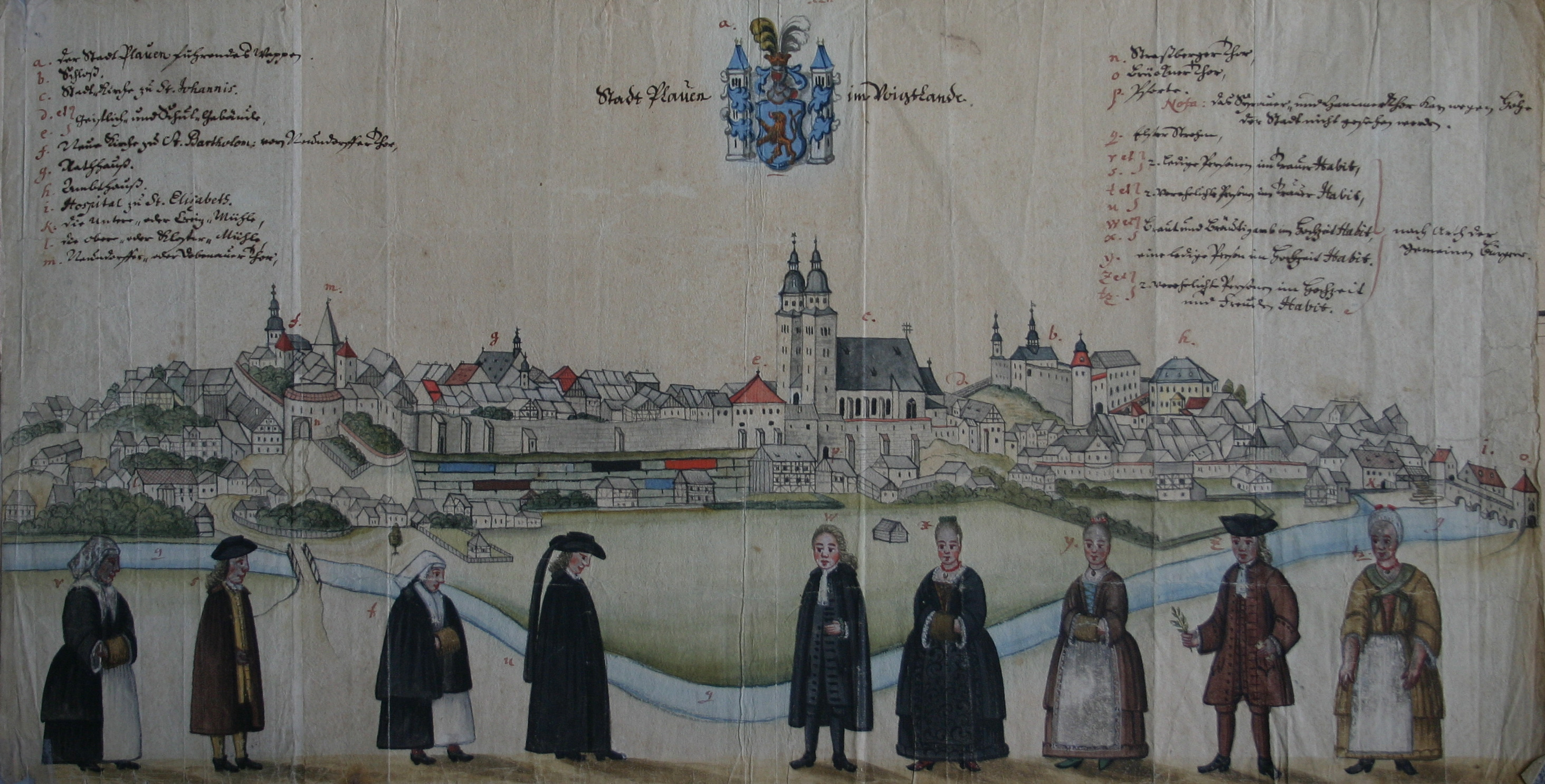
Stadtansicht und Trachten um 1730

Im Jahr 1702 errichtete Johann Friedrich Schildt als Gründer der Plauenschen-Weißwaren-Industrie ein Fabrikhaus, in dem die Baumwollweberei in größerem Umfang betrieben werden konnte. Dem folgte 1753 eine Kattunfabrik. Als Karl XII. während des Großen Nordischen Krieges Sachsen besetzte, waren von 1706 bis 1707 auch in Plauen schwedische Truppen einquartiert. 1718 starb Herzog Moritz Wilhelm und Plauen fiel wieder an Kursachsen, also an August den Starken. Deshalb wurde 1725 auch eine kursächsische Postmeilensäule für das Brückentor angefertigt. Während des Siebenjährigen Krieges besetzten die verschiedenen Kriegsparteien Plauen abwechselnd. 1758 wurde der Rat der Stadt mit vorgehaltenen Waffen gezwungen, den Treueeid auf den preußischen König Friedrich II. zu leisten. 1786 trug man die Stadtmauer zwischen Straßberger Tor und Nonnenturm ab, um Platz für Häuser in der wachsenden Stadt zu schaffen.
Die Bayerische Armee, die Württembergische Armee, die Preußische Armee, die Grande Armée, die Sächsische Armee und die Kaiserlich Russische Armee zogen zwischen 1806 und 1815 durch Plauen. Sie ließen sich von den Bürgern der Stadt verpflegen oder plünderten. 1812 lagerte Napoleon Bonaparte auf dem Russlandfeldzug in Plauen. 1813 kamen Flüchtlinge der „großen Armee“ in die Stadt. Nach der Völkerschlacht bei Leipzig wurden viele Verwundete in der Gottesackerkirche, in der ein Lazarett eingerichtet worden war, versorgt. Viele Soldaten und etliche Stadtbewohner starben an Typhus. Nur wenige Tage nach der Völkerschlacht wurde das Königreich Sachsen gemeinsam mit den Reußischen Fürstentümern und dem Herzogtum Altenburg für etwa ein Jahr zum russischen Generalgouvernement Sachsen. Plauen erhielt in dieser Zeit eine Garnison von 500–600 Kosaken und Baschkiren.

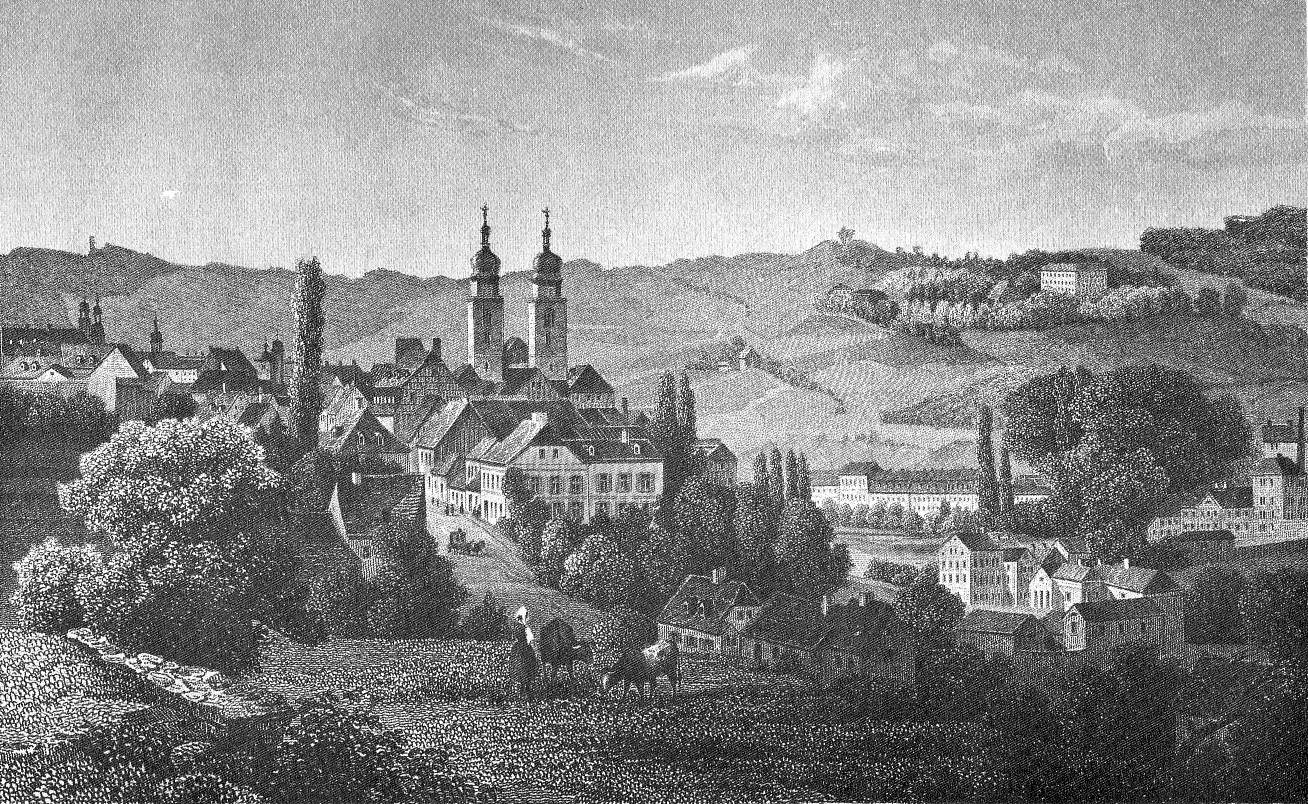
Ansicht um 1850

Auf die 1702 und 1753 errichteten Fabriken folgten weitere. Im Jahr 1829 stellte Webermeister Schönherr einen Webstuhl für Bobinet (eine Art Tüll) auf, 1834 folgten ein Jacquardwebstuhl und eine Schweizer Appretur.
Am 2. Februar 1832 trat eine neue Städteverordnung in Kraft, mit der am 4. November die neu gewählten Mitglieder des Stadtrates und des Stadtgerichtes eingeführt wurden. Zur gleichen Zeit traten auch der Bürgermeister Ernst Gottschald, das Stadtverordneten-Kollegium und der größere Bürgerausschuss ihre Ämter an. 1833, als die Turnerei verboten war, gründete Otto Leonhard Heubner am Schlossberg in Plauen den ersten Turngarten und 1840 die allgemeine städtische Turnanstalt. Die Turnbewegung von Friedrich Ludwig Jahn breitete sich von Plauen rasch in ganz Sachsen aus. 1834 wurde in Plauen ein Hauptsteueramt eröffnet. 1835 wurden der Vogtländische Kreis und der Erzgebirgische Kreis zur Kreisdirektion Zwickau vereinigt. Damit verlor Plauen seinen Status als Kreisstadt und war nur noch Sitz der Amtshauptmannschaft Vogtland. Zur Erweiterung der Stadt wurden das Straßberger und das Neundorfer Tor im Jahr 1837 abgetragen. In der Nacht vom 9. zum 10. September 1844 zerstörte ein Stadtbrand einen großen Teil der Innenstadt (107 Wohn- und 199 Seiten- und Hintergebäude). Im Zuge des Neuaufbaus riss man die Reste des Dominikanerklosters ab. Nur der Name Klostermarkt erinnert noch daran. Im November 1848 eröffnete die Sächsisch-Bayerische Eisenbahn die Bahnstrecke Plauen–Hof. Am 16. April 1851 folgte, nach Fertigstellung von Göltzsch- und Elstertalbrücke, die Strecke bis Reichenbach (Vogtl) und weiter über Werdau bis Dresden. 1857 wurden die ersten Stickmaschinen in Plauen aufgestellt. Am 23. Oktober desselben Jahres gründete sich der Aktien-Brauverein. Am 31. August 1860 fand die Einweihung des Stadtkrankenhauses statt und 1863 nahm die erste mechanische Baumwollenwaren-Weberei ihren Betrieb auf. Die Mechanisierung ging sehr schnell voran, wie man der folgenden Tabelle entnehmen kann:
| Jahr | Anzahl Betriebe | Anzahl Maschinen |
| ---- | --------------- | ---------------- |
| 1863 | 8               | 65               |
| 1865 | 9               | 84               |
| 1867 | 18              | 159              |
| 1869 | 70              | 327              |
| 1871 | 167             | 625              |
| 1872 | 239             | 907              |

Zwischen 1871 und 1874 begann die Herstellung von englischen Tüllgardinen. Am 30. November 1874 wurde die Eisenbahnstrecke Plauen–Eger eröffnet und der obere Bahnhof umgebaut und erweitert. Am 8. September 1875 folgte die Eröffnung der Elstertalbahn. Im Jahr 1880 gelang es einer Arbeitsgemeinschaft um den Kaufmann Theodor Bickel, erstmals maschinengestickte Tüllspitze ohne Unterlage herzustellen. Das zunächst als Sächsische Spitze bezeichnete Produkt wurde zuerst in Paris auf den Markt gebracht. Schon bald erlangte die inzwischen als Plauener Spitze (englisch Plauen-laces, französisch dentelles de Plauen) bezeichnete Spitze Weltruf. In den folgenden drei Jahren wurden so viele Stickmaschinen (2258) aufgestellt, wie in den 24 Jahren (seit der Erstaufstellung 1857) zuvor. Damit erlebte auch die Maschinenindustrie einen Aufschwung. Die Maschinenfabrik von Gottlieb Hornbogen lieferte 1881 ihre 100. Stickmaschine aus, 1882 folgte schon die 200. Auch die Fabrik von Hermann Dietrich (später VOMAG) stellte 1882 die 100. Maschine her. 1883 ging die erste Schiffchenstick- oder Dampfstickmaschine in Betrieb, die eine Steigerung der Produktion um das Sechs- bis Siebenfache gegenüber den vorherigen Maschinen erzielte. Der Export konnte deutlich gesteigert werden, so dass am 17. August 1887 die USA ein eigenes Konsulat in Plauen eröffneten.
Am 5. Dezember 1889 wurde das neue Krankenhaus am heutigen Standort in der Reichenbacher Straße seiner Bestimmung übergeben. Im Jahre 1894 erfolgte die Inbetriebnahme der Plauener Straßenbahn. 1899 begann der Rotationsmaschinenbau in der damaligen Vogtländischen Maschinenfabrik AG. Die 1883 eingeführte Ätzspitze fand erst ab zirka 1888 vermehrten Absatz. Im Jahr 1900 erhielten die Plauener Spitzenfabrikanten dafür den Grand Prix auf der Pariser Weltausstellung. Dies kurbelte den Export weiter an und die Stadt Plauen wuchs weiter sehr schnell (siehe Bevölkerungsentwicklung).
1893 wurde die bis dahin bestehende einzige protestantische Gemeinde der Stadt, die St.-Johannis-Gemeinde, in fünf eigenständige Kirchengemeinden aufgeteilt. Im 19. Jahrhundert zogen wieder Katholiken in die Stadt. Dies führte zur Gründung der Pfarrgemeinde Herz Jesu, die im Jahre 1901 ihre Kirche baute. Anfangs gehörten die Katholiken der Stadt wie alle Katholiken im damaligen Königreich Sachsen zum Apostolischen Vikariat mit Sitz in Dresden, das seit 1743 zuständiger Verwaltungsbezirk in der Nachfolge des in der Reformationszeit aufgelösten Bistums Meißen war. Aus diesem Verwaltungsbezirk entstand 1921 wieder das Bistum Meißen, seit 1980 Bistum Dresden-Meißen, das heute zur Kirchenprovinz Berlin (Erzbistum Berlin) gehört. Plauen wurde Sitz eines Dekanats, zu dem auch Pfarrgemeinden außerhalb Plauens gehörten.

### 1900 bis 1918

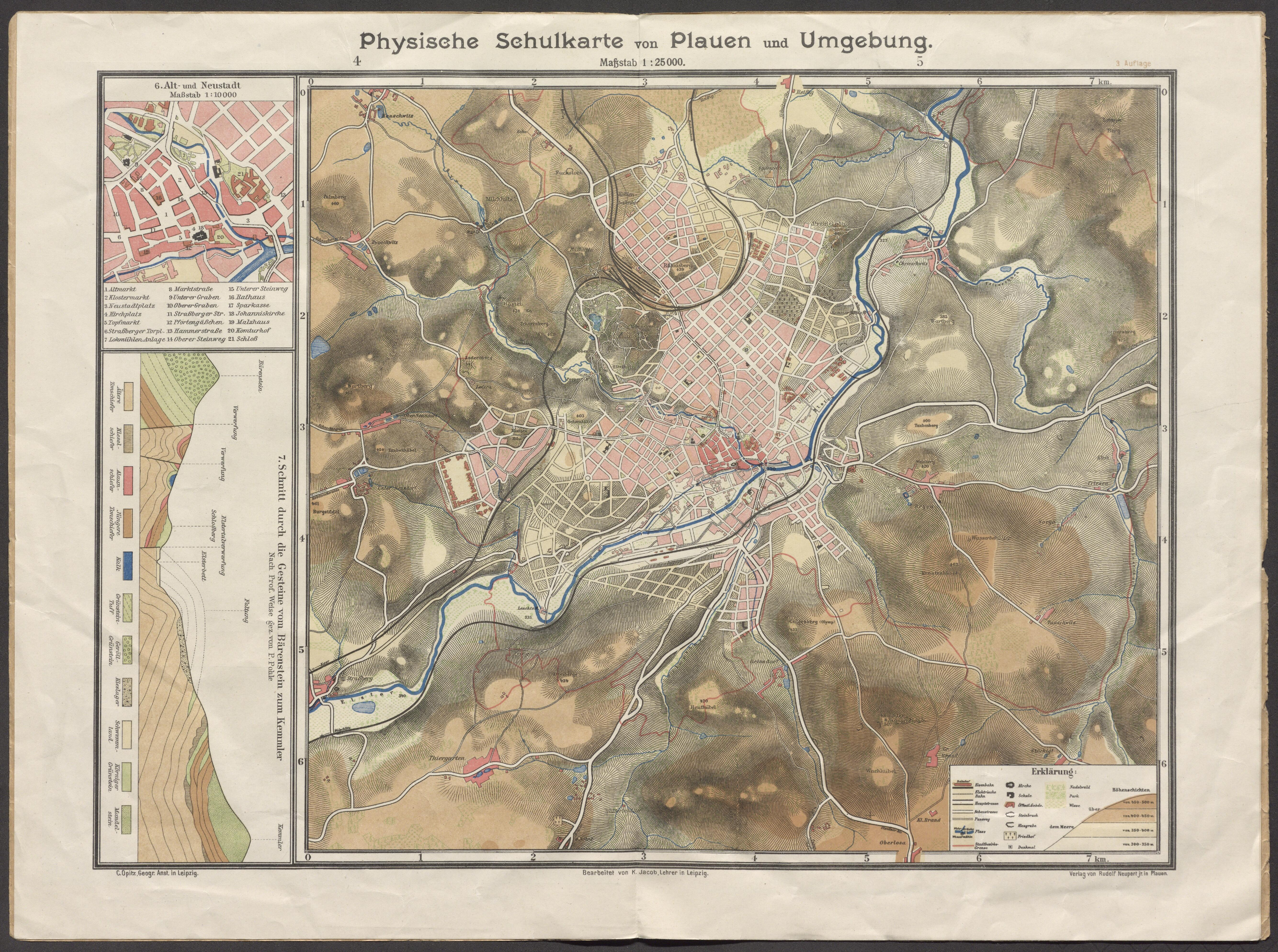
Physische Schulkarte von Plauen und Umgebung (etwa 1906)

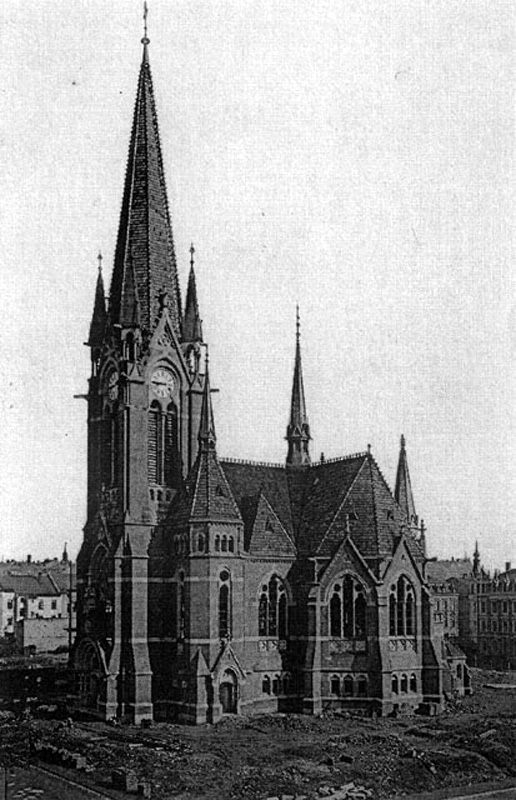
Die Pauluskirche wurde 1897 als dritte Großkirche für die schnell wachsende Industriestadt Plauen eingeweiht (hier noch mit originalem Kirchturm).

1904 zählte Plauen mehr als 100.000 Einwohner und war damit nach Verdoppelung der Einwohnerzahl innerhalb von zehn Jahren zur Großstadt geworden. 1907 erhielt Plauen den Status einer Exemten (Kreisfreien) Stadt.
Nachdem die Bevölkerungszahl im Jahr 1912 mit 128.014 Einwohnern ihren Höchststand erreicht hatte, ging sie auf Grund der Krise in der Textilindustrie zurück, durch die viele Einwohner der Stadt arbeitslos wurden und abwanderten. Mit Ausbruch des Ersten Weltkriegs nahm die Spitzenproduktion weiter ab. Die Industrie konnte nur bedingt auf Kriegsproduktion umgestellt werden, so dass auch dadurch keine Besserung erfolgte.
Im Ersten Weltkrieg fielen rund 3000 Soldaten aus Plauen, ungefähr 1700 gerieten in Kriegsgefangenschaft.

In der Nähe der König-Georg-Kaserne (heute Behördenzentrum) ereignete sich am 19. Juli 1918 in einer Kartuschieranstalt, in der Kartuschsäckchen für die Armee hergestellt wurden, eine Explosion, bei der 292 Menschen starben. In der Fabrik, die vor dem Ausbruch des Krieges ein Glühlampenwerk der AEG war, brach kurz vor 16:30 Uhr ein Feuer im unteren Saal aus, in dem das Pulver gewogen und in Säckchen eingenäht wurde. Das Feuer verbreitete sich derart schnell, dass die Explosion nicht verhindert werden konnte. Eine Ursache wurde nie ermittelt. In der Fabrik arbeiteten fast ausschließlich Frauen, von denen 163 starben. 177 Verletzte konnten geborgen werden; davon starben 129 wenig später. Die meisten Opfer wurden am 24. Juli 1918 in einem Massengrab auf dem Hauptfriedhof bestattet. Das Massengrab und eine Gedenkstätte existieren noch.

### Weimarer Republik, Nationalsozialismus und Zweiter Weltkrieg

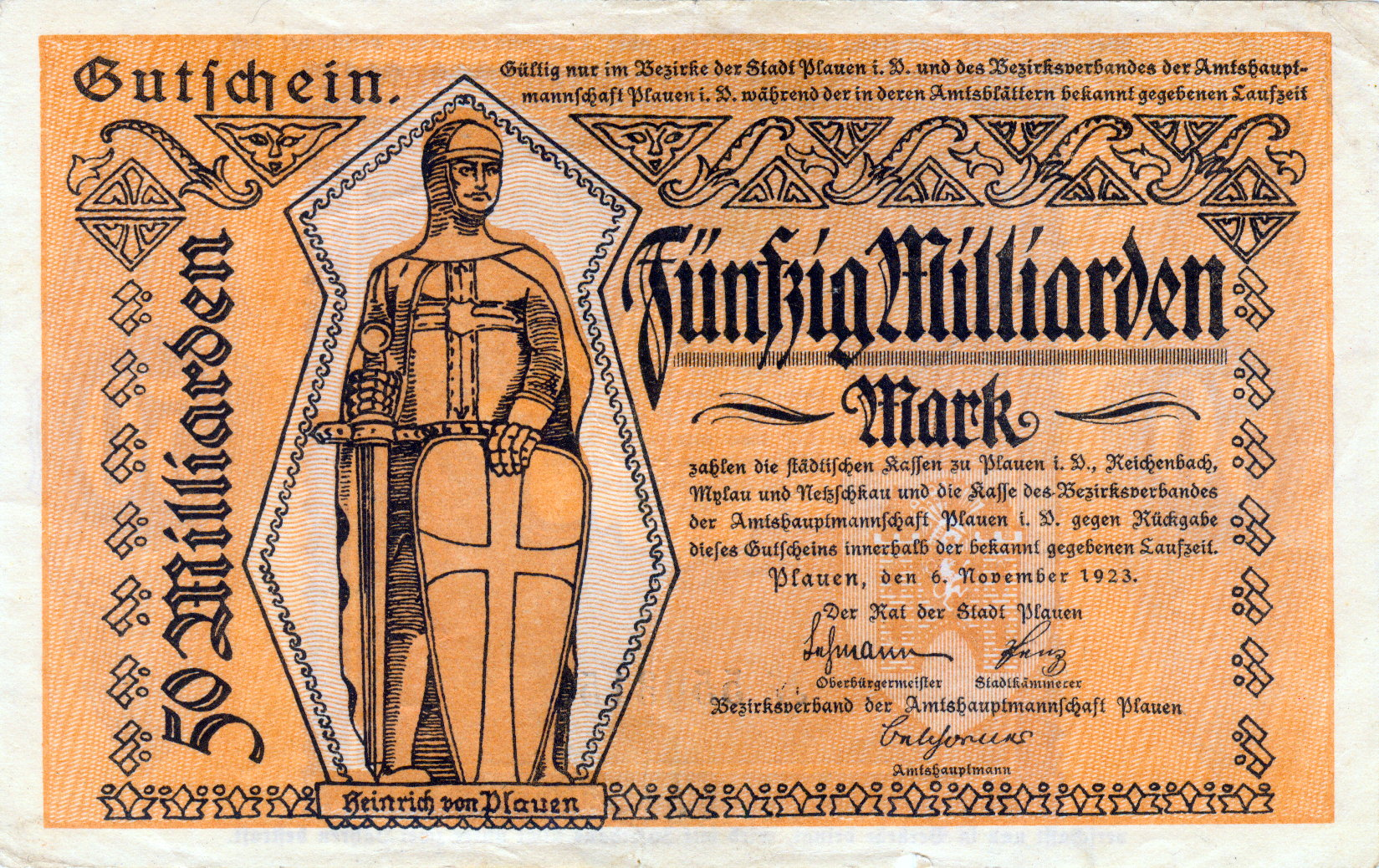
Notgeldschein von 1923

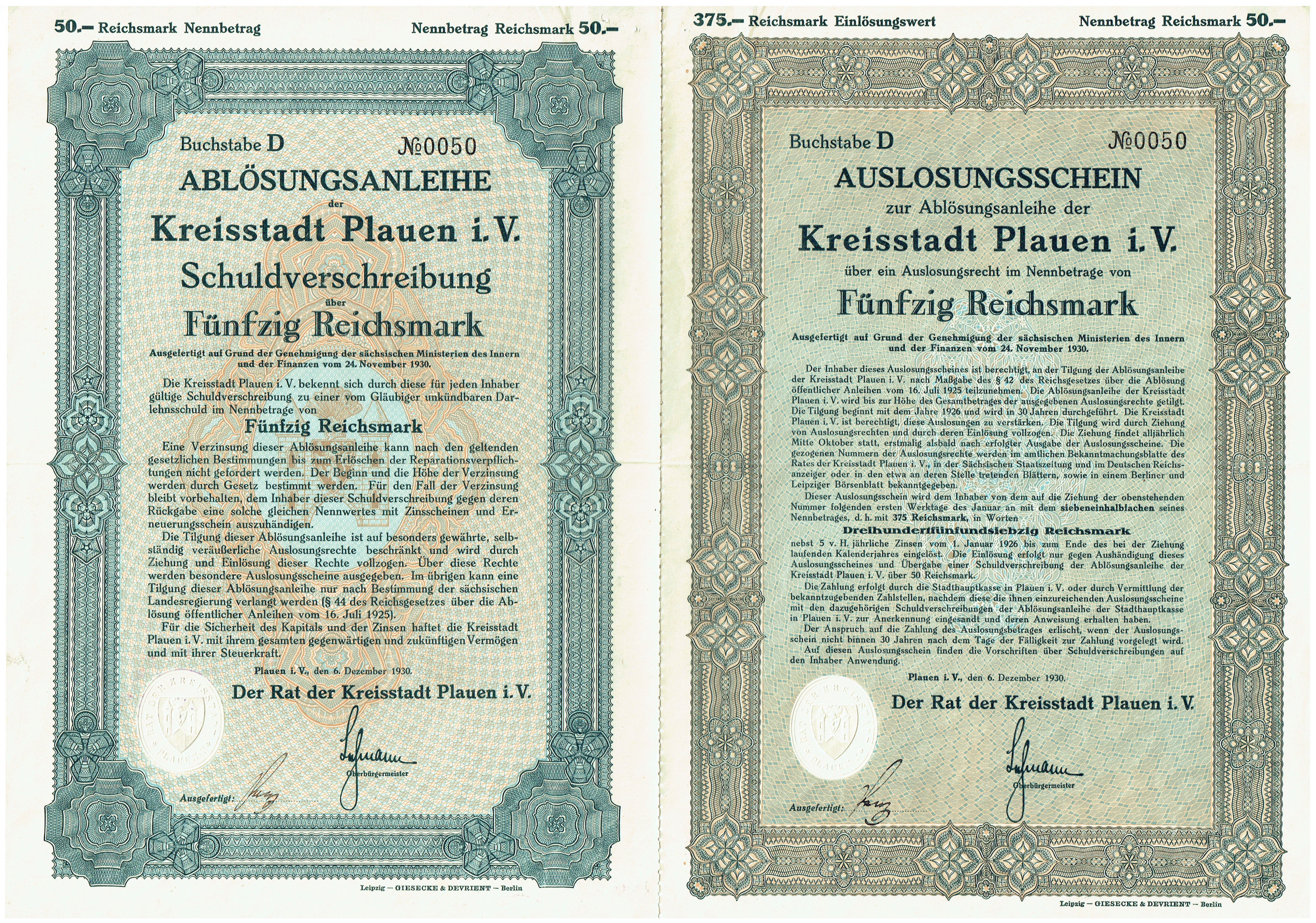
Ablösungsanleihe der Stadt Plauen i. V. mit dazugehörigem Auslosungs- schein vom 6. Dezember 1930 mit Unterschrift von Oberbürgermeister Lehmann.

Nach dem Ersten Weltkrieg stieg die Einwohnerzahl wieder an, der Vorkriegsstand wurde jedoch nie wieder erreicht.
Im Oktober 1921 entstand in Plauen eine der ersten Ortsgruppen der NSDAP außerhalb Bayerns. Auch die Hitlerjugend (HJ) hatte sich in Plauen rasch organisiert. Der Plauener Kurt Gruber war ihr erster Reichsführer. Plauen wurde laut Eintrag im Landratsamt zum 1. Januar 1929 Sitzgemeinschaft der Hitler-Jugend-Bewegung e. V. Damit ging die Leitung der Hitlerjugend auf Plauen über. Mit der Unterstellung der HJ unter die SA wurde der Hauptsitz 1931 von Plauen nach München verlegt. Plauens Bedeutung wurde damit auf einen Großgau zurückgestuft.
Die Weltwirtschaftskrise ab 1929 traf die exportorientierte Plauener Wirtschaft besonders hart. Dies machte sich besonders in der Arbeitslosenquote, zeitweise die höchste in Deutschland, bemerkbar. Dadurch erlangte die NSDAP, die den Menschen radikale Veränderungen versprach, große Beliebtheit in Plauen. Zwischen 1924 und 1933 befand sich der Sitz der Gauleitung der NSDAP in Plauen. Bereits 1933 verlieh Plauen die Ehrenbürgerwürde an Adolf Hitler und Paul von Hindenburg. Alfons Hitzler war 20 Jahre NSDAP-Kreisleiter in Plauen.
Die 1928–1930 im Stil des Neuen Bauens errichtete Synagoge der Stadt wurde in der Reichspogromnacht am 9./10. November 1938 durch einen Brandanschlag zerstört und danach nie wiederaufgebaut. Die meisten Plauener Juden verließen die Stadt; die übrigen wurden später deportiert und ermordet. Einiger Bewohner wird mit Stolpersteinen gedacht, die seit 2009 in Plauen verlegt wurden.
Drei Außenlager des KZ Flossenbürg befanden sich zwischen 1944 und 1945 in Plauen: Außenlager Plauen (Baumwollspinnerei), Außenlager Plauen (Industriewerke), Außenlager Plauen (Dr. Th. Horn).
| Datum              | Bomber (Anzahl und Typ)     | Angriffsverband | Tonnen Sprengstoff | Todesopfer |
| ------------------ | --------------------------- | --------------- | ------------------ | ---------- |
| 12. September 1944 | 30 B-17                     | 8th Air Force   | ≈ 82,5             | 130        |
| 16. Januar 1945    | 36 B-17                     | 8th Air Force   | ≈ 97,2             | 132        |
| 23. Februar 1945   | 110 B-17                    | 8th Air Force   | ≈ 325              | 387        |
| 3. März 1945       | 11 B-17                     | 8th Air Force   | ≈ 27,5             | 21         |
| 5. März 1945       | 24 B-17                     | 8th Air Force   | ≈ 59               | 74         |
| 17. März 1945      | 125 B-17                    | 8th Air Force   | ≈ 350,9            | 52         |
| 19. März 1945      | 436 B-17                    | 8th Air Force   | ≈ 1103,4           | 394        |
| 21. März 1945      | 107 B-17                    | 8th Air Force   | ≈ 312,3            | 43         |
| 26. März 1945      | 269 B-17                    | 8th Air Force   | ≈ 734,2            | 45         |
| 4. April 1945      | 8 Mosquitos                 | RAF             | ≈ 7,3              | 5          |
| 5. April 1945      | 151 B-24                    | 8th Air Force   | ≈ 348,4            | 85         |
| 8. April 1945      | 86 B-17                     | 8th Air Force   | ≈ 258,3            | 60         |
| 9. April 1945      | 37 Mosquitos                | RAF             | ≈ 68,5             | 40         |
| 10. April 1945     | 307 Lancasters; 8 Mosquitos | RAF             | ≈ 1965             | > 890      |
| Gesamt             |                             |                 | ≈ 5739,5           | > 2358     |

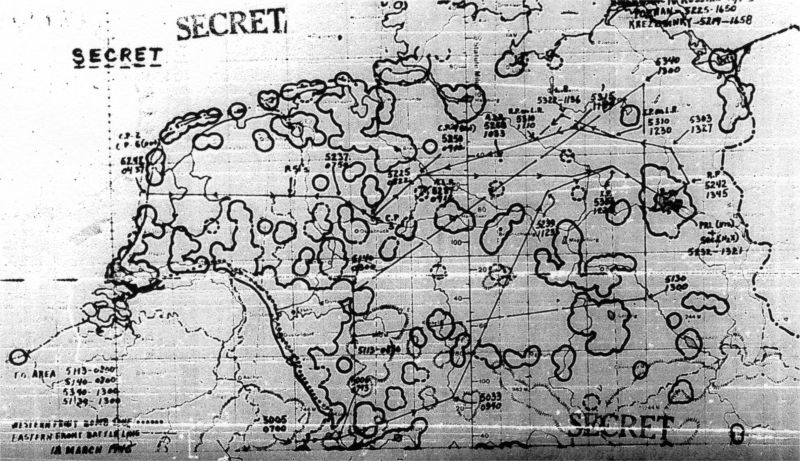
Angriffsplan der 95th Bombardment Group der USAAF

Während des Zweiten Weltkrieges blieb Plauen lange Zeit von Angriffen verschont, wurde aber gegen Ende des Krieges stark zerstört. Am 12. September 1944 erfolgte der erste große Luftangriff der US-Luftwaffe (USAAF), dem von Januar bis April 1945 mehrere Bombenangriffe der USAAF und der RAF folgten. Den folgenreichsten und letzten der insgesamt 14 Luftangriffe erlebte die Stadt am 10. April. Allein in dieser Nacht fielen den Angriffen der britischen Bomber etwa 900 Menschen zum Opfer. 1965 Tonnen Sprengstoff zerstörten 164 Hektar des Stadtgebietes. Nach Einsicht in bis 2009 geheime britische Unterlagen wurden frühere Angaben (Tabelle) für den Nachtangriff vom 10. April 1945 korrigiert: 304 Lancaster-Bomber, 6 Mosquito-Schnellbomber, 1.168 Tonnen Bombenlast am 10. April und 4.925 Tonnen insgesamt auf Plauen geworfen. Insgesamt forderten die Luftangriffe in Plauen mindestens 2340 Menschenleben (diese Zahl ist zu niedrig: nach dem Hauptangriff vom 10. April 1945 wurden nur gemeldete Plauener Bürger als Todesopfer gezählt). Angegebene Ziele der Luftangriffe waren der Obere Bahnhof, wobei die gesamte Bahnhofsvorstadt, die Infrastruktur und die Industrieanlagen der VOMAG zerstört wurden. Doch zwischen den vorgesehenen Abwurfzielen und den tatsächlich getroffenen Flächen gab es mitunter große Abweichungen. Diese Feststellung gründet sich vorwiegend darauf, dass der Zerstörungsgrad von Kulturstätten 80 %, von Wohnraum 78 %, von Betriebsgebäuden 70 %, von Verwaltungseinrichtungen 55 % und des Verkehrsnetzes 48 % betrug. 91 % des Gasnetzes (150 km Rohrleitungen) und circa 200 Kilometer des Wassernetzes wurden außer Betrieb gesetzt. Die städtischen Versorgungsnetze und der städtische Verkehr kamen durch die Angriffe vollständig zum Erliegen. Es entstanden Reparaturkosten von 4,5 Millionen Reichsmark. Durch die Zerstörung wichtiger Infrastrukturanlagen wie des Bahnhofsgebäudes und des Syratalviadukts brach der Schienenverkehr zusammen. Auch der Automobilverkehr war bis zur Räumung der teils verschütteten Straßen stark behindert. Die Plauener Straßenbahn konnte den Betrieb nach achtmonatiger Pause und Wiederherstellung der Gleisanlagen wieder aufnehmen, während der Eisenbahnverkehr in den nächsten Jahren nur eingleisig möglich war. Durch die Angriffe wurden etwa 75 % der Stadt zerstört. Im Stadtzentrum zählte man 12.600 Bombentrichter. Mit einer Bombenlast von 185,4 t/km² war Plauen eine der am stärksten zerstörten Städte Deutschlands (mehr als z. B. Dresden mit circa 60 %).
Am 16. April 1945 wurde Plauen kampflos von dem
aus Westen vorrückenden 347. US-Infanterieregiment besetzt. Während der amerikanischen Besatzung erfolgten Demontagen, hauptsächlich von Spitzentechnologie (z. B. Feinstbohrwerke der VOMAG), Konstruktionsunterlagen wurden beschlagnahmt. Die fähigsten Facharbeiter und Ingenieure brachte man in die amerikanische Besatzungszone. Die Amerikaner versuchten, möglichst schnell wieder eine funktionierende Zivilverwaltung aufzubauen, und griffen dabei auf nach 1933 entlassene Fachleute zurück. Entsprechend den Vereinbarungen der Konferenz von Jalta zogen sich die Amerikaner am 30. Juni 1945 aus Westsachsen zurück, und am 1. Juli geriet das Gebiet in die sowjetische Besatzungszone.

### SBZ- und DDR-Zeit
Während der sowjetischen Besatzung wurden viele Industrieanlagen als Reparationsleistungen demontiert und in die Sowjetunion verbracht. Ab 1946 begann die Enteignung und Verstaatlichung der Großbetriebe. Es wurden Volkseigene Betriebe gegründet und die Bodenreform durchgeführt.

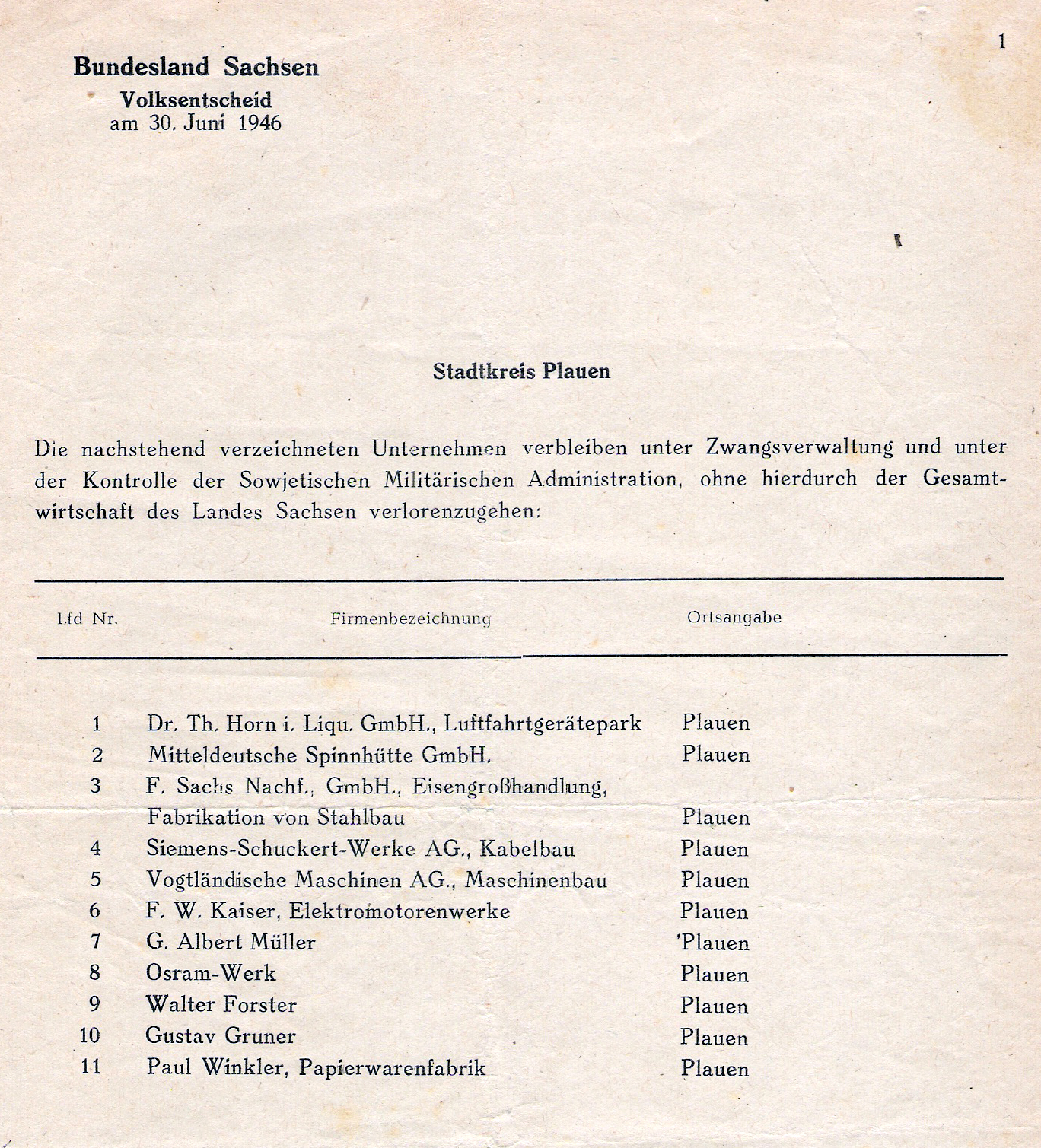
Zwangsverwaltung 1946
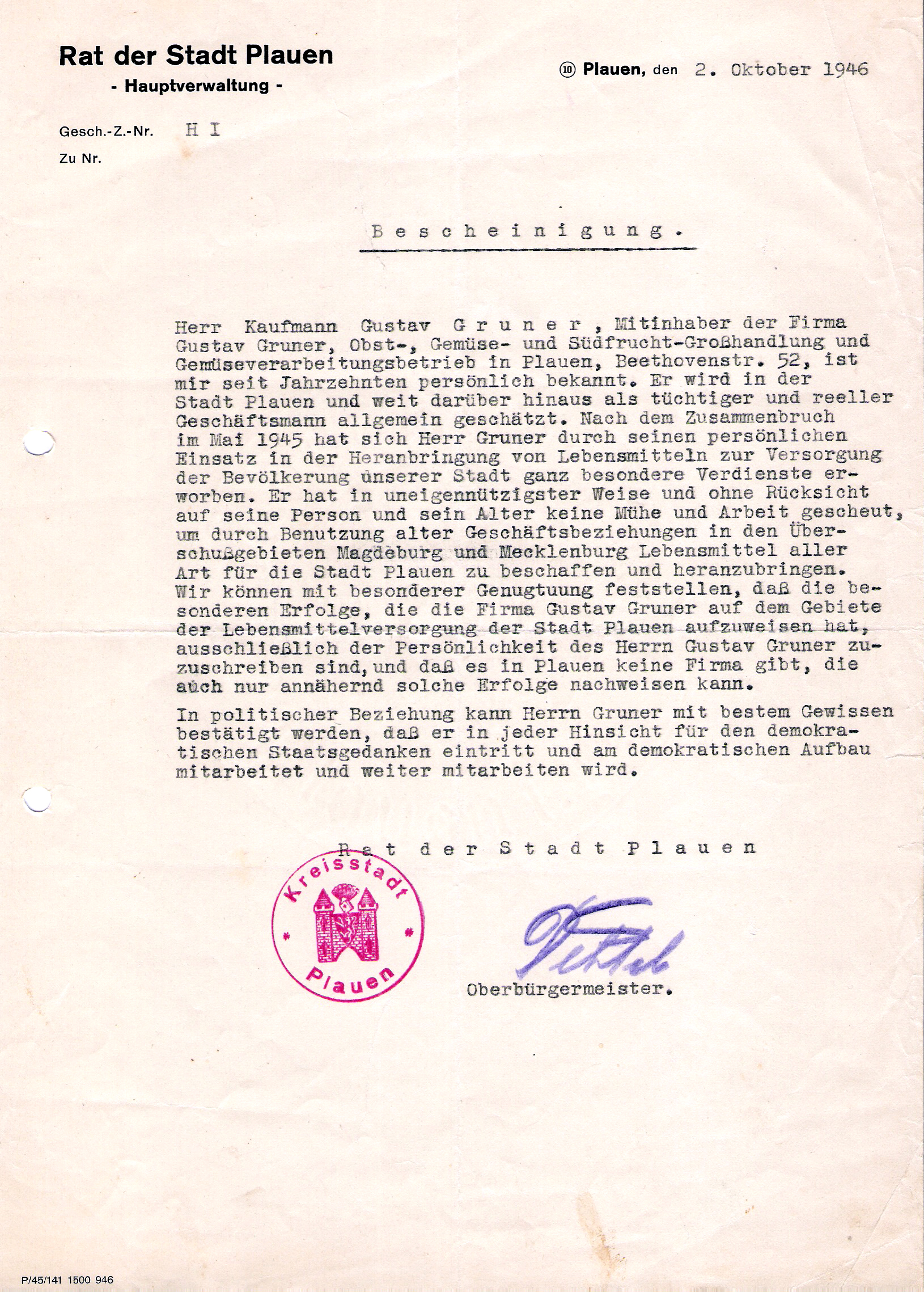
Schreiben des OB 1946
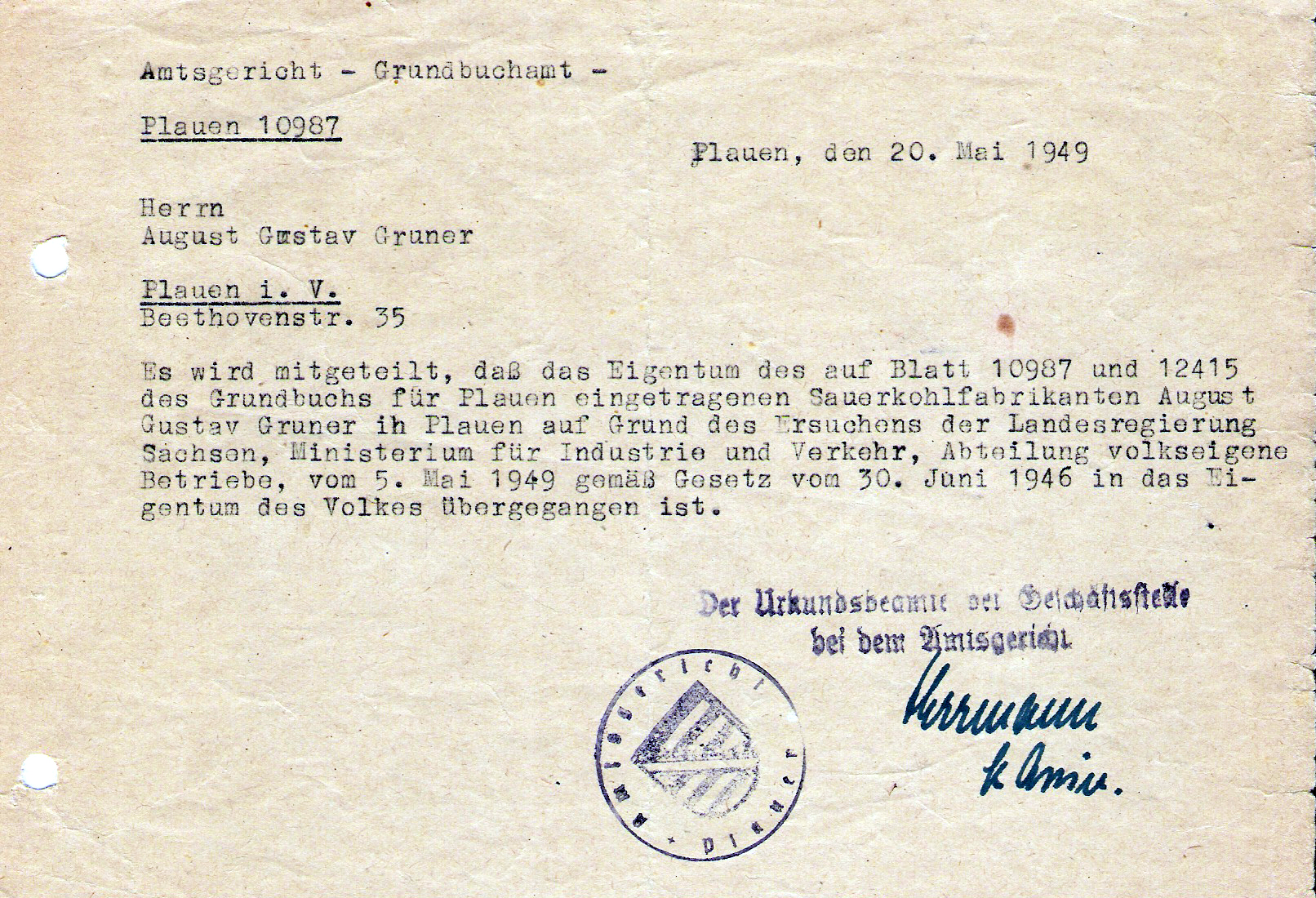
Enteignung 1949

Ab 1950 wurde der durch die starken Zerstörungen hervorgerufene Wohnungsmangel behoben. Um kostensparend und schnell neuen Wohnraum zu schaffen, wurden seit den 1960er neue Wohngebäude in der als unansehnlich geltenden, aber aufgrund der Zentralheizung beliebten Plattenbauweise ausgeführt, insbesondere im Stadtteil Chrieschwitz, den Mammengebiet und in der Umgebung des Oberen Bahnhofs.

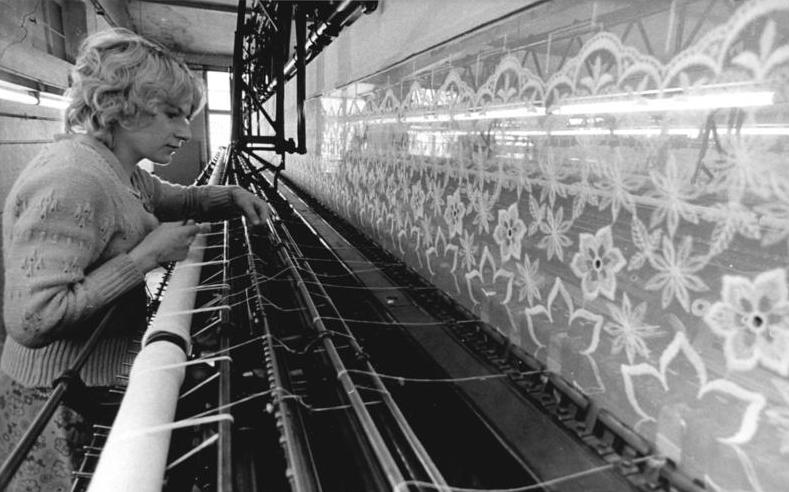
Tüllgardinenfabrik mit „Plauener Spitze“ 1980

Nach dem Krieg fand 1955 das erste Plauener Spitzenfest statt, einer der jährlichen kulturellen Höhepunkte der Stadt. 1974 wurden 750 Jahre Stadt Plauen gefeiert. Es existiert zwar keine Urkunde mehr über die Verleihung der Stadtrechte. Allerdings wird Plauen in einer Urkunde von 1224 als Stadt bezeichnet und muss dementsprechend schon zuvor zur Stadt ernannt worden sein. Auf diese Weise ließ sich das Stadtjubiläum mit 25 Jahre DDR kombinieren, worauf die damalige Regierung Wert gelegt hatte.
Die Lage rund 25 Kilometer nördlich der innerdeutschen Grenze war einer der Gründe dafür, dass die Entwicklung Plauens nach 1945 weiter stagnierte. Die Zahl der Einwohner nahm kontinuierlich ab. Plauen beherbergte an der Frontlinie des Kalten Krieges eine starke Garnison der Sowjetarmee, daneben Einrichtungen der DDR-Grenztruppen wie die Offiziershochschule. In Plauen gab es zwar einige Großbetriebe wie die Plamag, die auch im Ausland erfolgreich waren. Doch konnte die Stadt ihre frühere wirtschaftliche Bedeutung zu DDR-Zeiten nicht wiedererlangen.

### Die Wende und friedliche Revolution in Plauen

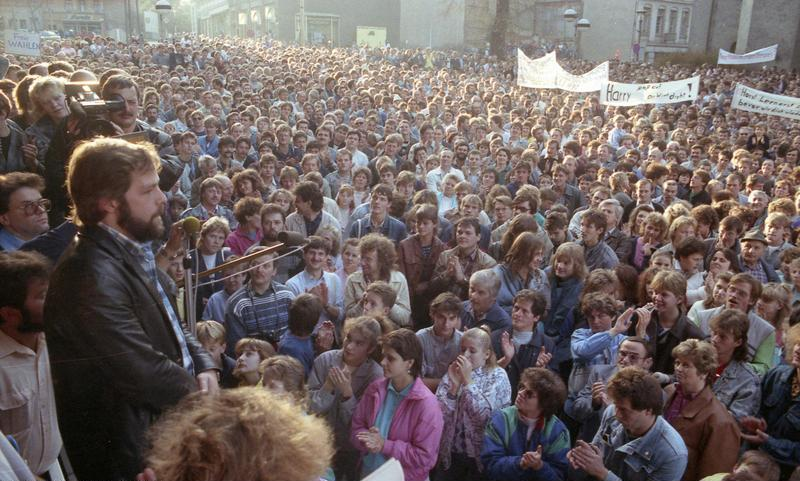
Demonstration mit ca. 40.000 Teilnehmern vor dem Plauener Rathaus am 28. Oktober 1989

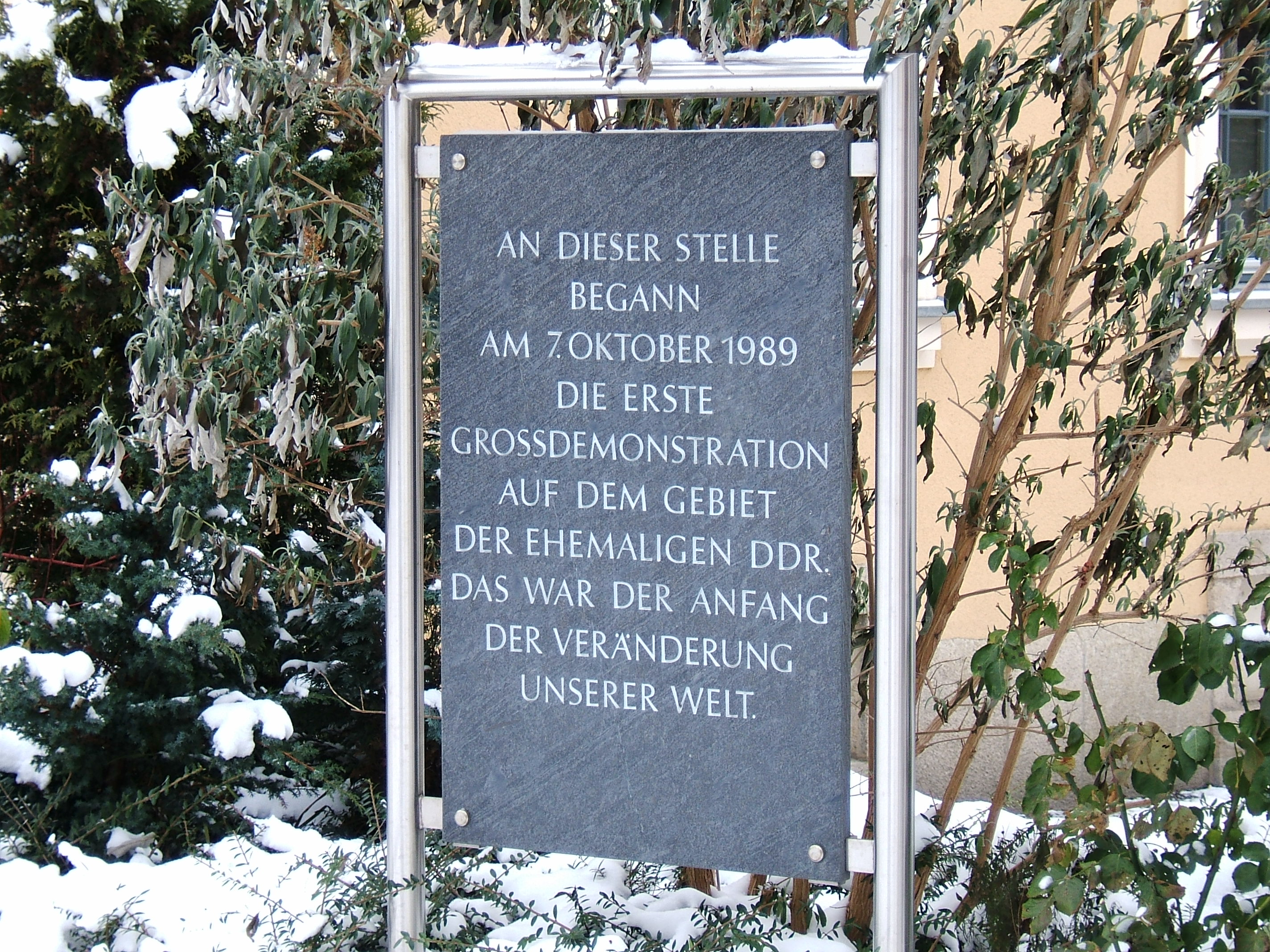
Gedenktafel auf dem Plauener Theaterplatz, anlässlich der ersten Großdemonstration am 7. Oktober 1989

Die Kommunalwahl am 7. Mai 1989 war durch die Stärkung der Oppositionsbewegung einer der ersten Meilensteine der Wende und der friedlichen Revolution in der DDR. Auch in Plauen nahmen verstärkt Wahlbeobachter teil, die hauptsächlich aus dem Umfeld der Kirche stammten. Man dokumentierte offensichtliche Wahlfälschungen und verfasste Eingaben. Dies änderte jedoch nichts am Verhalten der Führung. Als in der Nacht vom 4. zum 5. Oktober 1989 zum zweiten Mal Züge mit Flüchtlingen aus der Deutschen Botschaft Prag durch Plauen Richtung Hof fuhren, versuchten mehrere Personen aufzuspringen. Der Bahnhof und die anliegenden Gleise wurden jedoch großräumig abgesperrt.
Am 5. Oktober sollte in der Markuskirche eigentlich das Plauener Neue Forum gegründet werden, das zu dieser Zeit noch verboten war. Da sich dies jedoch herumgesprochen hatte und eine große Menschenmenge erschien, in der man auch Stasi-Mitarbeiter vermutete, setzte man spontan eine Friedensandacht an, die wegen des Andrangs wiederholt werden musste. Zum 40. Jahrestag der DDR am 7. Oktober 1989 wurde mittels maschinengeschriebener Zettel und Mundpropaganda zu einer Demonstration in der Innenstadt aufgerufen. Die Stasi wusste zwar davon, unterschätzte die Lage jedoch völlig. Gegen 15 Uhr versammelten sich tausende Menschen auf dem Theaterplatz und dem Otto-Grotewohl-Platz (Tunnel), ohne konkret zu wissen, was passieren würde. Die Polizei versuchte erfolglos mit dem Einsatz von Wasserwerfern (mangels eigener Fahrzeuge wurden welche der Freiwilligen Feuerwehr eingesetzt) und eines Hubschraubers, die Menge aufzulösen und den Platz zu räumen. Etwa um 16:15 Uhr zogen Demonstrierende vorerst in Richtung Bahnhofstraße und trafen um etwa 17:30 Uhr wieder vor dem Rathaus ein. Dabei wurden Transparente mit Losungen wie „Wir brauchen Reformen“, „Für Reformen und Reisefreiheit gegen Massenflucht – vor allem Frieden“ oder „Reisefreiheit – Meinungsfreiheit – Pressefreiheit“ mitgeführt. Vor dem Rathaus wurden Rufe laut, die verlangten, dass der Oberbürgermeister Norbert Martin herauskommen sollte, um mit ihm Gespräche zu führen. Durch den besonnenen Einsatz von Superintendent Thomas Küttler, der zwischen Rathaus/Polizei und Demonstranten vermittelte, blieb die Demonstration friedlich und löste sich mit dem Ruf „Wir kommen wieder“ gegen 18 Uhr langsam auf, nachdem beschlossen worden war, am nächsten Sonnabend erneut zu demonstrieren, und es außerdem Gespräche zwischen Plauener Bürgern und dem Oberbürgermeister geben sollte. Von diesem Zeitpunkt an fanden an jedem Sonnabend bis zu den ersten freien Wahlen am 18. März 1990 Demonstrationen in Plauen statt, meist auf der gleichen Route vorbei an Stasi-Zentrale und SED-Kreisamt. Dabei nahmen auch Menschen aus dem Umland sowie teilweise Abordnungen aus der Partnerstadt Hof teil. „Es war das erste Mal, dass sich in der DDR die Bürger ohne „Anweisungen von oben“ zusammenfanden und ihren geeinten Willen gegen das System in der DDR zum Ausdruck brachten“. (Rolf Schwanitz) „Plauen war die erste ostdeutsche Stadt, die einen geeinten Willen zur Wende ausdrückte; sie war die einzige, in der der ostdeutsche Umbruch von Anfang an eine Sache der Massen war.“ (John Connelly). Am 12. Oktober 1989 fanden erstmals die festgelegten Gespräche zwischen dem Oberbürgermeister der Stadt und 25 Plauener Bürgern statt. Die von Superintendent Küttler geführte Bürgervertretung wurde später auch als Gruppe der 20 bezeichnet – in Anlehnung an die Dresdner Gruppe der 20.
Am 15. Dezember 1989 legten in Plauen 10.000 Beschäftigte für zwei Stunden die Arbeit nieder, um für die Einheit Deutschlands einzutreten. Das war der größte Streik in dieser Entwicklungsphase in der DDR.
Angesichts der Vorreiterrolle, die Plauen in der Wendezeit einnahm, wurde der 7. Oktober als kommunaler Gedenktag zum Tag der Demokratie. erklärt. Außerdem wurde am 7. Oktober 2010 das sogenannte Wende-Denkmal, entworfen von Peter Luban, schräg gegenüber dem Neuen Rathaus eingeweiht. Die Errichtungskosten in Höhe von 60.000 Euro wurden komplett durch Spenden finanziert.

### Die weitere Entwicklung seit 1991

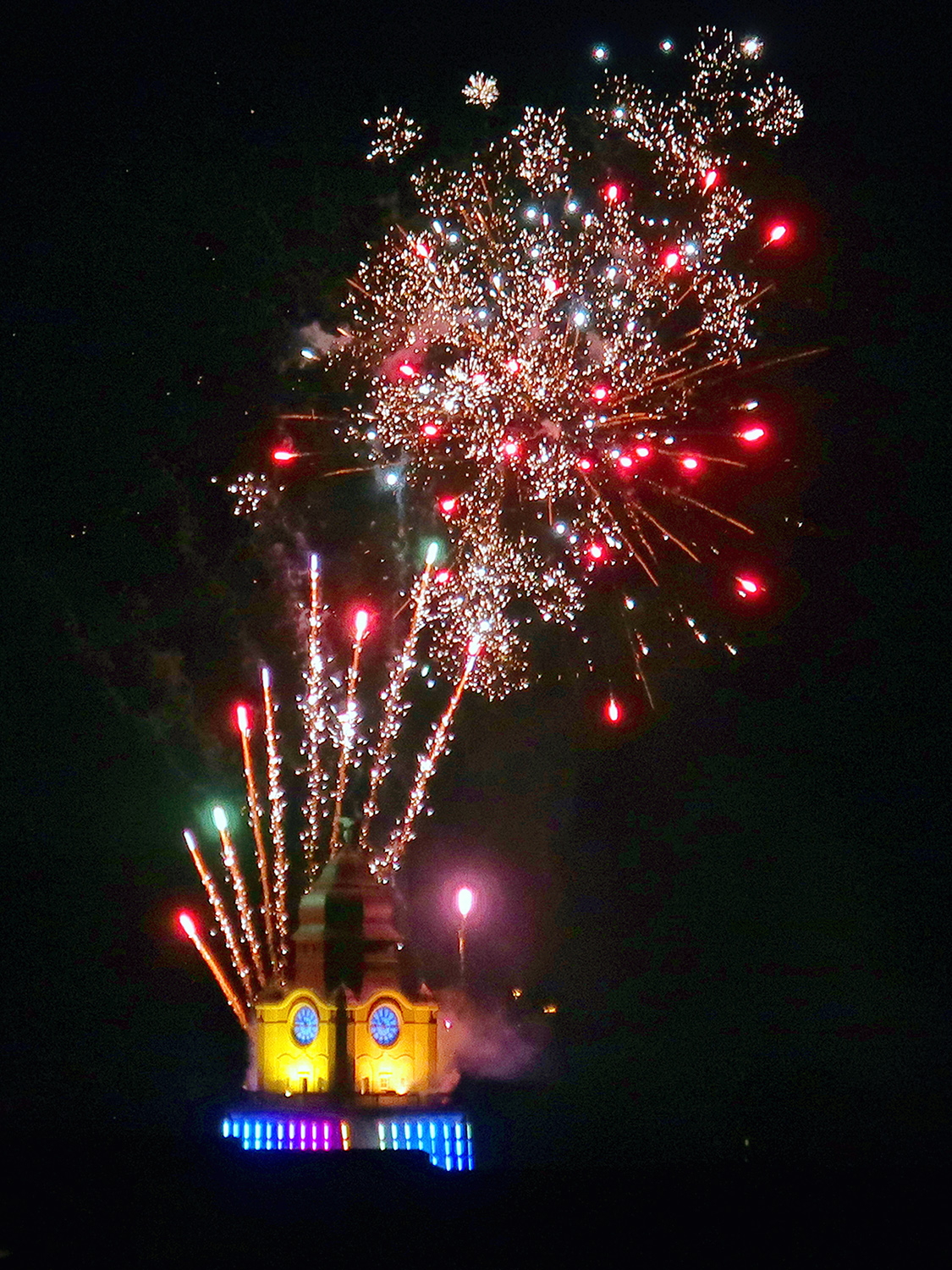
Feuerwerk am Rathausturm zum 900-jährigen Jubiläum am 19. Juni 2022

Nachdem am 1. Oktober 1993 die städtische Galerie e.o.plauen mit einer Erich-Ohser-Ausstellung eröffnet wurde, wurde am 3. Oktober 1993 die e.o.-Plauen-Gesellschaft e. V. gegründet. Als ihr erster Präsident wurde Willi Daume gewählt. Vom 5. bis 7. September 1997 fand der Tag der Sachsen mit 380.000 Besuchern in Plauen statt.
Nach einem Volksentscheid im Jahr 1999 wurde 2001 im Stadtzentrum ein Einkaufszentrum, die Stadt-Galerie, errichtet. Die Lohmühlenanlage, eine Grünfläche, wurde bebaut. Im Zuge dieser Baumaßnahmen wurde auch die Zentralhaltestelle Tunnel der Straßenbahn komplett erneuert und teilweise verlegt. Kritiker bemängeln, dass durch den Bau der Stadtgalerie die bisherige Einkaufsstraße, die Bahnhofstraße, abgewertet wurde und seitdem viele Geschäfte aus der Bahnhofstraße entweder in die Stadtgalerie zogen oder schließen mussten.
2002 erhielt die Stadt einen ersten Preis für das „integrierte Stadtentwicklungsprogramm“ (InSEK) vom Bundesministerium für Verkehr, Bau- und Wohnungswesen. 2003 und 2008 wurde die Stadt als Kommune des Jahres ausgezeichnet.

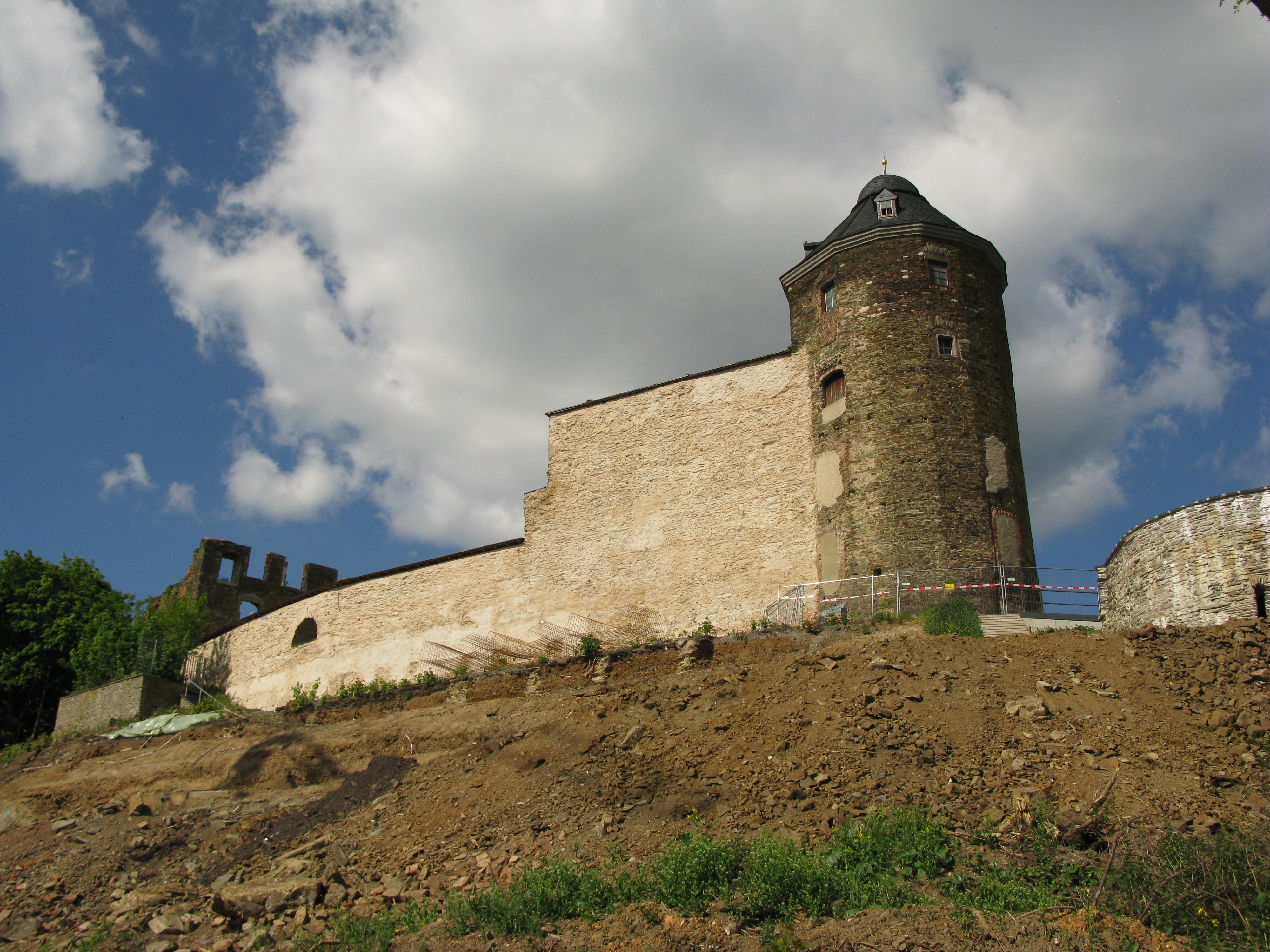
Mai 2017: die Ruine von Schloss Plauen wird zum Standort der Staatlichen Studienakademie umgebaut.

Plauen wehrte sich intensiv gegen Pläne des sächsischen Innenministeriums, der Stadt im Zuge der Kreisgebietsreform den Status einer kreisfreien Stadt zu nehmen, den sie seit 1907 besaß. Am 22. April 2008 lehnte der Sächsische Verfassungsgerichtshof die von der Stadt Plauen beantragte einstweilige Verfügung zur Aussetzung der Kreisgebietsreform ab. Damit wurde Plauen zum 1. August 2008 als Kreisstadt wieder in den Vogtlandkreis eingegliedert.
Am 1. März 2010 trat Plauen der Initiative Mayors for Peace bei, einer Internationalen Nichtregierungsorganisation, die sich hauptsächlich für die atomare Abrüstung einsetzt. Die Vertreter der Stadt wollen auch bei den Partnerstädten für diese Initiative werben. Auf der Stadtratssitzung vom 27. Mai 2010 wurde zudem der Beitritt zum Rat der Gemeinden und Regionen Europas beschlossen. Im Rahmen der Feierlichkeiten zum Tag der Deutschen Einheit konnte Oberbürgermeister Oberdorfer am 3. Oktober 2011 stellvertretend für die Stadt Plauen den Einheitspreis (Sonderpreis der Jury) der Bundeszentrale für politische Bildung entgegennehmen. Zur Begründung hieß es: „Mit dem Sonderpreis der Jury für die Stadt Plauen will die Jury an die Zivilcourage der dortigen Bevölkerung erinnern, die sich am 7. Oktober 1989, dem Nationalfeiertag der DDR, von Stasi, Volkspolizei und Wasserwerfern nicht daran hindern ließ, für ein Ende der SED-Diktatur zu demonstrieren. In der öffentlichen Wahrnehmung standen die Plauener im Schatten von Leipzig und Berlin, aber sie markierten den Wende-Punkt im dramatischen Revolutionsherbst von 1989.“ Am 7. November 2011 wurde der Stadt der European Energy Award verliehen.

### Eingemeindungen
| Datum          | Gemeinde / Gemarkung                       |
| -------------- | ------------------------------------------ |
| 1. Januar 1899 | Haselbrunn                                 |
| 2. Januar 1900 | Chrieschwitz                               |
| 1. Juli 1903   | Kleinfriesen, Reusa, Sorga, Tauschwitz     |
| 1922           | Reißigwald                                 |
| 1939           | Reißig                                     |
| 1940           | Pfaffenhaus                                |
| 1. Januar 1949 | Reinsdorf                                  |
| 1. Juli 1950   | Oberlosa, Stöckigt, Thiergarten, Unterlosa |
| 1. Januar 1994 | Meßbach                                    |
| 1. Januar 1996 | Großfriesen                                |
| 1. Januar 1999 | Jößnitz, Neundorf, Straßberg, Kauschwitz   |

Die Chroniken berichten von mehreren Ein- und Ausgliederungen von umliegenden Gemeinden und Gemarkungen. Die Stadt kaufte Grundstücke in guten Zeiten und verkaufte sie wieder, wenn sie Geld brauchte. Erst im 20. Jahrhundert begann man, Gemeinden und Gemarkungen endgültig einzugemeinden.
Als erste der Eingemeindungen wurde Chrieschwitz urkundlich erwähnt. In der Urkunde, in der Plauen erstmals erwähnt wurde, tauchte auch Chrieschwitz auf. Die Johanniskirche wurde mit einer „Hufe Land im Dorfe Chrieschwitz“ dotiert. Im Jahr 1589 kaufte der Rat der Stadt Plauen das Rittergut Chrieschwitz. Um die Schulden zu tilgen, die sich während des Dreißigjährigen Krieges angehäuft hatten, wurde das stark beschädigte Rittergut Chrieschwitz im Jahr 1635 für 5000 Gulden an Christian Winkelmann verkauft. Am 14. Juni 1899 beschloss der Gemeindevorstand von Chrieschwitz, die Eingemeindung des Dorfes in die Stadt Plauen einzuleiten. Am 7. September 1899 stimmte der Plauener Stadtrat zu. Die Eingemeindung trat zum 2. Januar 1900 mit der Übergabe des Vermögensbestandes an die Stadt Plauen in Kraft.
Am 14. März 1611 kaufte der Stadtrat das Gut Haselbrunn aus dem Konkurs des kurfürstlichen Amtsschlossers Nocolas Wenigel für 1050 Gulden. Für weitere 1800 Gulden wurden der Rehnsberg (Rähnisberg), das Heidenreich, das Erbholz sowie Kembler (Kemmler) und Glockenberg gekauft. Am 21. August 1613 konnte der Rat für 2500 Gulden auch die restlichen Haselbrunner Grundstücke aus der Konkursmasse erwerben. Bis 1829 wurde das Vorwerk Haselbrunn verkauft, um die Kriegsschulden der Stadt zu bezahlen. Am 6. September 1898 beschloss der Stadtrat einstimmig die Eingemeindung von Haselbrunn. Zum 1. Januar 1899 trat diese in Kraft.
1589 kaufte der Stadtrat Plauens das ehemalige Vorwerk Reusa von Christoph Abraham von Raab. Im Jahr 1627 musste die Stadt das Vorwerk für 12.000 Gulden an Christian von Winkelmann verkaufen, nachdem durch Seuchen, Teuerungen und Bevölkerungsrückgang das Geld knapp geworden war. Am 11. Juni 1901 wurde das Rittergut mit 337 Hektar Land für 725.000 Mark wieder gekauft. Am 16. Oktober 1902 fasste der Gemeinderat Reusas einstimmig den Beschluss, die Eingemeindung der Ortsgemeinde beim Plauener Stadtrat zu beantragen. Dieser beschloss am 7. April 1903 einstimmig, die Verbandsgemeinde mit Reusa (einschließlich Rittergut), Kleinfriesen, Sorga und Tauschwitz zum 1. Juli einzugemeinden.
1467 kaufte der Plauener Stadtrat die Wüstung Reißig und baute sie zu einem Vorwerk aus. 1829 musste das inzwischen Rittergut gewordene Reißig verkauft werden (zusammen mit Haselbrunn), um die Kriegsschulden der Stadt zu tilgen. 1939 wurde Reißig eingemeindet.
Im Jahr 1578 pachtete der Stadtrat das Rittergut Reinsdorf vom Kurfürsten. Am 24. Januar 1614 kaufte man es schließlich für 15.000 Gulden, nachdem man schon 1602 die beiden zugehörigen Mühlen erworben hatte. 21 Jahre später, im Jahr 1635, verkaufte die Stadt Reinsdorf an Joachim von Reibold, um die Schulden des Dreißigjährigen Krieges bezahlen zu können. 1949 wurde Reinsdorf eingemeindet.
1950 wurden Ober- und Unterlosa, Stöckigt und Thiergarten eingemeindet. Im Zuge der Kreisreform folgten 1994 Meßbach und 1996 Großfriesen. 1999 fanden die bislang letzten Eingemeindungen statt. Seitdem gehören Kauschwitz (mit Zwoschwitz), Neundorf, Straßberg und Jößnitz (mit Röttis, Steinsdorf und Oberjößnitz) zu Plauen.

### Einwohnerentwicklung

Einwohnerentwicklung von Plauen von 1871 bis 2017

Die Einwohnerzahl überschritt 1904 die Grenze von 100.000, wodurch Plauen zur Großstadt wurde. 1912 erreichte die Bevölkerungszahl mit 129.000 ihren historischen Höchststand. Mit dem Ersten Weltkrieg und der Weltwirtschaftskrise ging die industrielle Bedeutung Plauens und allmählich auch die Bevölkerungszahl zurück. Mit der Teilung Deutschlands nach dem Zweiten Weltkrieg lag Plauen an der Südgrenze der Sowjetischen Besatzungszone und der DDR. Unter anderem dadurch nahm die Einwohnerzahl für Jahrzehnte ab.
Am 31. Dezember 2015 betrug die amtliche Einwohnerzahl für Plauen nach Fortschreibung des Statistischen Landesamtes des Freistaates Sachsen 65.201 (nur Hauptwohnsitze und nach Abgleich mit den anderen Landesämtern). Für die Jahre 2014 und 2015 wurde erstmals nach langer Zeit ein Bevölkerungsanstieg gegenüber dem jeweiligen Vorjahr registriert.
Die Arbeitslosenquote im Bereich der Arbeitsagentur Plauen lag im Dezember 2017 bei 5,6 % und war damit die zweitniedrigste in Sachsen.

## Religionen

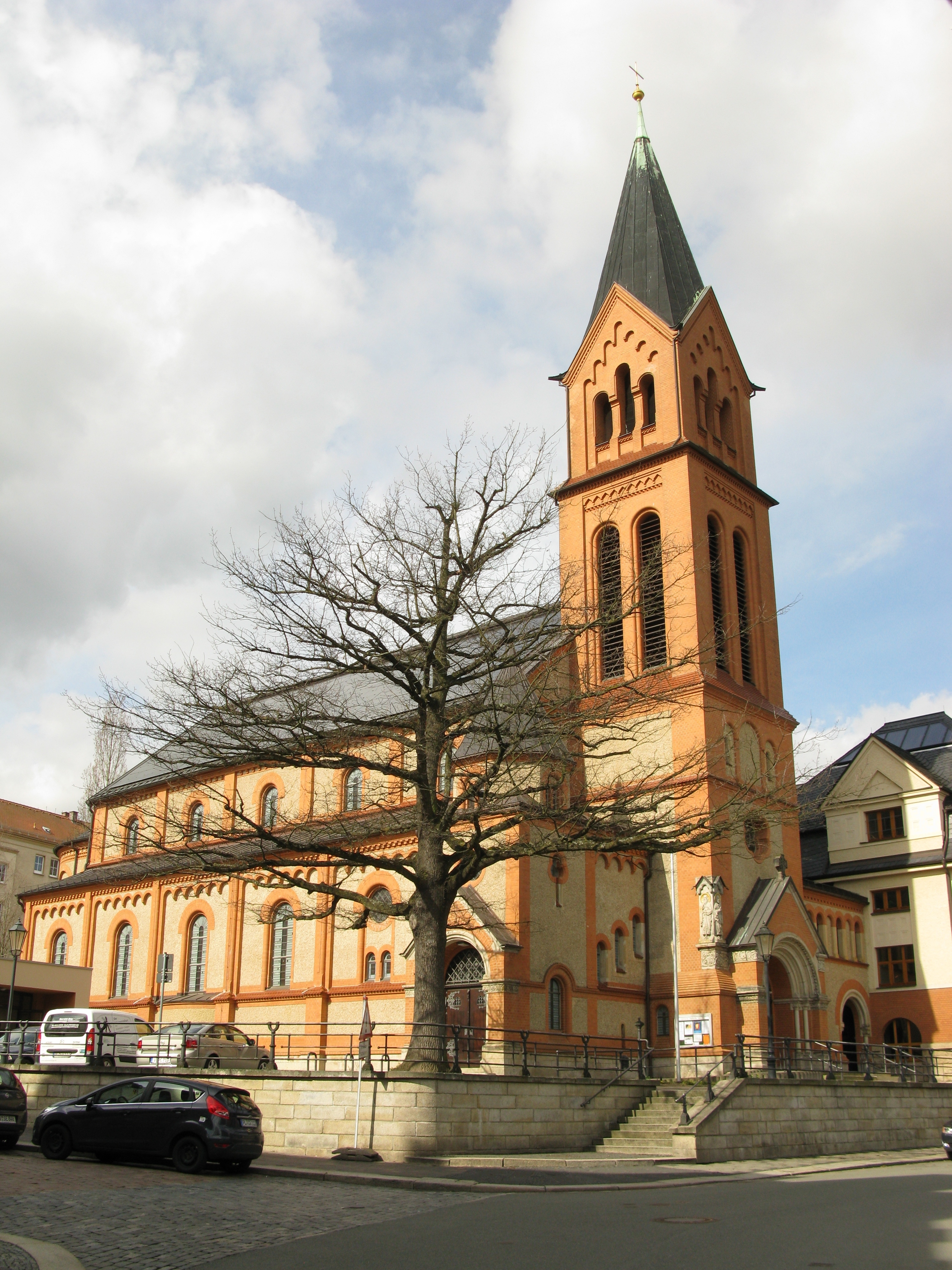
Die katholische Pfarrkirche Herz Jesu

Die weit überwiegende Mehrheit der Plauener ist konfessionslos; etwa zwölf bis dreizehn Prozent der Einwohner gehören der Evangelisch-Lutherischen Landeskirche Sachsens an. Die fünf Gemeinden (Johannis-, Luther-, Paulus-, Markus- und Michaelisgemeinde) gehören zum Kirchenbezirk Plauen in der Region Zwickau. In Plauen befindet sich auch der Sitz des Superintendenten Matthias Bartsch.
Seit 1892 gibt es eine römisch-katholische Gemeinde in Plauen. Sie gehört zum Bistum Dresden-Meißen. Von den 2.500 Gläubigen, die zur Pfarrei Plauen gehören, sind ein großer Teil Zugezogene aus anderen Regionen Deutschlands oder etwa aus Osteuropa.

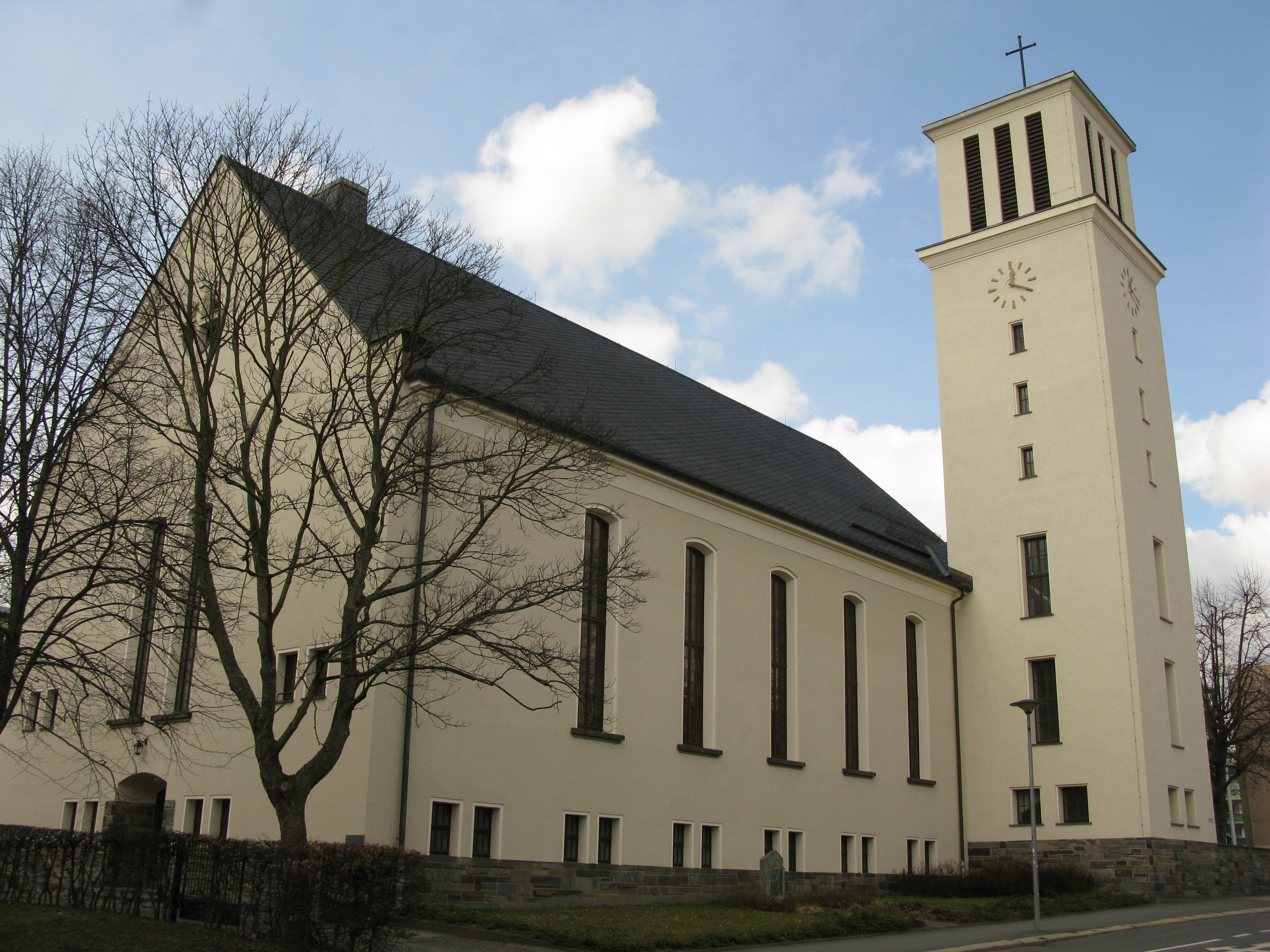
Die Erlöserkirche – Gotteshaus der Evangelisch-methodistischen Gemeinde Plauens

In Plauen existieren neben der evangelischen Landeskirche und der römisch-katholischen Kirche weitere Kirchen, Gemeinschaften und Religionen in unterschiedlicher Prägung und Ausrichtung:
Zum ersten Mal trafen sich 1869 Anhänger der Evangelisch-methodistischen Kirche, damals noch illegal, in Plauen. Das Ende des 19. Jahrhunderts errichtete Gotteshaus wurde 1945 bei einem Bombenangriff zerstört. 1952 bis 1954 wurde die heutige Erlöserkirche errichtet. Sie gilt als erster Neubau Plauens nach dem Zweiten Weltkrieg. Die Gemeinde zählt etwa 450 Glieder.
Die Evangelisch-Lutherische Matthäusgemeinde der altkonfessionellen Selbständigen Evangelisch-Lutherischen Kirche (SELK) wurde zwischen 1880 und 1890 von Lengenfeld aus gegründet. Damals gehörte sie noch zur Evangelisch-Lutherischen Freikirche (ELFK). Von 1922 bis 1999 befand sich der Gemeindesaal im Stadtteil Preißelpöhl. 1999 wurden dann die Kirche und das Gemeindezentrum im Stadtteil Haselbrunn eingeweiht. 2004 trat diese lutherische Kirchengemeinde nahezu geschlossen per Gemeindeversammlungsbeschluss aus der ELFK aus und in die SELK ein. Sie gehört mit ihrem Übertritt zum Kirchenbezirk Sachsen-Thüringen der Selbständigen Evangelisch-Lutherischen Kirche. Im Sommer 2011 wurde ein Glockenturm eingeweiht, der die kleinste Glocke aus dem ehemaligen Geläut der Lutherkirche hält.
Die Adventgemeinde wurde 1902 gegründet und erwarb 1949 das Grundstück, auf dem vor dem Zweiten Weltkrieg die Plauener Synagoge stand. 1972 konnte ein Neubau eingeweiht werden.
Gegenüber dem Hauptfriedhof im Stadtteil Reusa befindet sich das Gemeindezentrum der Neuapostolischen Kirche (NAK), das 1996 eingeweiht wurde. Die Gemeinde umfasst etwa 470 Gemeindeglieder. 1921 spaltete sich die heutige Apostolische Gemeinschaft von der NAK ab. Die Glieder der Plauener Gemeinde besitzen kein eigenes Gotteshaus und nutzen für ihre Gottesdienste die Räume der Adventgemeinde.
An der Lindenstraße befindet sich seit 1997 das Gemeindezentrum der Evangelisch-Freikirchlichen Gemeinde. Sie wurde 1890 erstmals erwähnt und wird, wie in Brüdergemeinden üblich, nicht von einem Pfarrer, sondern von Gemeindeältesten geleitet. Im Bund Evangelisch-Freikirchlicher Gemeinden ist die Brüderbewegung mit den Baptisten zusammengeschlossen. Diese haben ein Gemeindehaus an der Eugen-Fritzsch-Straße, das 1974 eingeweiht wurde. Die Gemeinde ist in verschiedenen sozialen Projekten, wie zum Beispiel dem Blauen Kreuz engagiert.
Erst seit 1996 existiert in Plauen die Pfingstgemeinde, die sich inzwischen an der Jößnitzer Straße trifft. Die Gründung der Gemeinde geht zurück auf die Gemeinden in Zobes und Hof sowie auf den schwedischen Missionar Christer Birgersson.
Die Gemeinde der von Rudolf Steiner begründeten Christengemeinschaft befindet sich seit 1997 an der Heinrichstraße. Schon kurz nach Gründung der Bewegung 1922 versammelten sich die ersten Mitglieder in Plauen. Die Bemühungen nach der Wende, einen Waldorfkindergarten zu gründen, scheiterten.
An der Hammerstraße steht der 1998 errichtete Königreichssaal der Zeugen Jehovas. Der Bau wird von der Plauener und der Oelsnitzer Versammlung (Gemeinde) genutzt. Im sächsischen Vogtland leben etwa 950 Zeugen in 13 Versammlungen, was eine hohe Dichte im Verhältnis zur Bevölkerung darstellt.
1908 wurde die Plauener Gemeinde der Mormonen (offiziell: Kirche Jesu Christi der Heiligen der Letzten Tage) gegründet. Zwischen 1988 und 1990 wurde ein Gemeindezentrum im Stadtteil Chrieschwitz gebaut. Der für Plauen zuständige Tempel, in dem zum Beispiel die Totentaufe vollzogen wird, befindet sich in Freiberg.
Auch nichtchristliche Gläubige versammeln sich in Plauen. In einer ehemaligen Gaststätte an der Dobenaustraße wurde 2009 der bisher einzige Moscheeraum im Vogtland eingerichtet. Mohammed Hamidi leitet als Imam die muslimische Gemeinde. Bisher besteht die Gemeinde hauptsächlich aus Migranten aus traditionell islamischen Ländern.
In der Nähe des Oberen Bahnhofs trifft sich eine kleine Gruppe von Bahai. Offiziell stellt sie jedoch noch keine eigene Gemeinde dar.
Bis zur Pogromnacht 1938 gab es eine Synagoge an der Ecke Senefelderstraße / Engelstraße. Sie wurde 1928–1930 im Stil des Neuen Bauens nach Plänen des Architekten Fritz Landauer gebaut. Seit der Zerstörung der Synagoge und der Verfolgung und Vernichtung der Juden im Dritten Reich existiert keine jüdische Gemeinde mehr in Plauen.

## Politik

### Stadtrat und Bürgermeister
- BSW: 5
- Linke: 2
- SPD: 4
- Grüne: 2
- IP: 2
- FDP: 2
- PL: 2
- CDU: 11
- AfD: 12

IP = Initiative Plauen; 
 PL = Wählervereinigung Plauener Liste
Im 13. Jahrhundert stand an der Spitze der Stadt ein Kollegium unter einem „officiatus“. Ab 1329 sind Bürgermeister und Ratsherren nachweisbar. Es gab einen „sitzenden“ und einen „ruhenden“ Rat. Die Zahl der Bürgermeister und Ratsherren variierte mehrmals. Seit 1882 tragen die Stadtoberhäupter den Titel Oberbürgermeister und der erste besoldete Stadtrat den Titel Bürgermeister. Während der Zeit des Nationalsozialismus wurde der Oberbürgermeister von der NSDAP eingesetzt und unmittelbar nach dem Zweiten Weltkrieg bildete die sowjetische Besatzungsmacht den Rat der Stadt; die Stadtverordnetenversammlung wurde vom Volk gewählt. Der erste sowjetische Stadtkommandant in Plauen war Oberstleutnant Komarow. Nach der Wiedervereinigung wurde das als Stadtrat bezeichnete Gremium wieder frei gewählt. Es gab zunächst einen besonderen Vorsitzenden des Stadtrats. Heute ist es der Oberbürgermeister, den anfangs der Stadtrat wählte. Seit 1994 wird der Oberbürgermeister direkt vom Volk gewählt.
Nachdem der frühere Oberbürgermeister Ralf Oberdorfer bei den Wahlen am 24. Juni 2007 noch mit einer deutlichen Mehrheit von 87,1 % (bei drei Gegenkandidaten) in seinem Amt bestätigt wurde, setzte er sich im Jahr 2014 erst in einer Stichwahl durch. Am 6. Juli 2014 wurde er mit 53,7 % wiedergewählt. Im ersten Wahlgang am 15. Juni 2014 hatte er nur 40,1 % erreicht.
Am 4. Juli 2021 wurde Steffen Zenner im zweiten Wahlgang zum Nachfolger Oberdorfers gewählt, der nicht mehr zur Wahl angetreten war. Am 1. September 2021 trat er sein Amt an.
→ Siehe auch: Liste der Bürgermeister von Plauen
Der Stadtrat hat seit der Wahl im Jahr 2009 noch 42 Mitglieder. Im Zuge der Kreisreform 2008 wurde die Größe des Stadtparlaments angepasst und von 48 Sitzen auf 42 reduziert. Die letzte Wahl fand am 6. Juni 2024 statt. Die Kommunalwahlen von 1990 bis 2024 hatten folgende Ergebnisse:
| Parteien und Wählergemeinschaften | Parteien und Wählergemeinschaften           | 2024 | 2024  | 2019 | 2019  | 2014 | 2014  | 2009 | 2009  | 2004 | 2004  | 1999 | 1999  | 1994 | 1994  | 1990 | 1990  |
| Parteien und Wählergemeinschaften | Parteien und Wählergemeinschaften           | %    | Sitze | %    | Sitze | %    | Sitze | %    | Sitze | %    | Sitze | %    | Sitze | %    | Sitze | %    | Sitze |
| AfD                               | Alternative für Deutschland                 | 28,1 | 12    | 20,0 | 9     | --   | --    | --   | --    | --   | --    | --   | --    | --   | --    | --   | --    |
| CDU                               | Christlich Demokratische Union Deutschlands | 25,8 | 11    | 23,7 | 11    | 35,4 | 16    | 27,9 | 12    | 33,3 | 17    | 36,4 | 18    | 35,9 | 19    | 34,4 | 24    |
| BSW                               | Bündnis Sahra Wagenknecht                   | 13,3 | 5     | --   | --    | --   | --    | --   | --    | --   | --    | --   | --    | --   | --    | --   | --    |
| SPD                               | Sozialdemokratische Partei Deutschlands     | 9,3  | 4     | 14,0 | 6     | 19,0 | 8     | 17,2 | 8     | 15,3 | 7     | 23,6 | 12    | 22,5 | 12    | 20,9 | 15    |
| FDP                               | Freie Demokratische Partei                  | 5,0  | 2     | 9,9  | 4     | 7,3  | 3     | 17,0 | 7     | 13,1 | 5     | 6,1  | 3     | 8,5  | 3     | 8,3  | 6     |
| Die Linke                         | Die Linke                                   | 4,9  | 2     | 14,6 | 6     | 20,4 | 9     | 23,3 | 10    | 28,4 | 14    | 21,9 | 11    | 15,5 | 8     | 9,5  | 7     |
| IP                                | Initiative Plauen                           | 4,8  | 2     | 5,4  | 2     | 5,8  | 2     | 3,8  | 1     | --   | --    | --   | --    | --   | --    | --   | --    |
| WV                                | Wählervereinigungen                         | 4,7  | 2     | --   | --    | --   | --    | --   | --    | --   | --    | 3,1  | 1     | 7,1  | 1     | 4,9  | 3     |
| B’90/Grüne                        | Bündnis 90/Die Grünen                       | 4,2  | 2     | 8,6  | 3     | 5,9  | 2     | 6,6  | 3     | 4,5  | 2     | 4,6  | 2     | 10,3 | 5     | 3,4  | 2     |
| III. Weg                          | Der III. Weg                                | --   | --    | 3,8  | 1     | --   | --    | --   | --    | --   | --    | --   | --    | --   | --    | --   | --    |
| NPD                               | Nationaldemokratische Partei Deutschlands   | --   | --    | --   | --    | 4,6  | 2     | 2,9  | 1     | --   | --    | --   | --    | --   | --    | --   | --    |
| Piraten                           | Piratenpartei Deutschland                   | --   | --    | --   | --    | 1,6  | 0     | --   | --    | --   | --    | --   | --    | --   | --    | --   | --    |
| DSU                               | Deutsche Soziale Union                      | --   | --    | --   | --    | --   | --    | 1,1  | 0     | 3,9  | 2     | 3,6  | 1     | 0,2  | 0     | 8,4  | 6     |
| Forum                             | Neues Forum                                 | --   | --    | --   | --    | --   | --    | --   | --    | --   | --    | --   | --    | --   | --    | 8,3  | 6     |
| Sonstige                          | Sonstige                                    | --   | --    | --   | --    | --   | --    | 0,2  | 0     | 1,5  | --    | 0,7  | 0     | --   | --    | 2,2  | 1     |
| Gesamt                            | Gesamt                                      | 100  | 42    | 100  | 42    | 100  | 42    | 100  | 42    | 100  | 48    | 100  | 48    | 100  | 48    | 100  | 70    |
| Wahlbeteiligung in %              | Wahlbeteiligung in %                        | 60,7 | 60,7  | 58,2 | 58,2  | 44,4 | 44,4  | 38,1 | 38,1  | 36,1 | 36,1  | 47,9 | 47,9  | 65,1 | 65,1  | 75,7 | 75,7  |

1. ↑   1990 als CDU
2. ↑   1990 als SPD
3. ↑   1990 als B.F.D.
4. ↑   Bis einschließlich 2004 PDS
5. ↑   1990 = BI Plauen, Gruppe der 20; 1994 und 1999 FWP = Freie Wähler Plauen; 2024 = Plauener Liste
6. ↑   1990 als Grüne Partei
7. ↑   1990 = KB: 0,7 % und 1 Sitz

### Jugendparlament
Am 13. Oktober 2005 wurde das erste Jugendparlament Plauen (JUPP) durch Schüler und Schülerinnen gewählt und umfasste 30 Abgeordnete aus den weiterführenden Schulen Plauens. Rund 4800 Plauener Schüler wählten am 4. April 2007 das zweite Jugendparlament, das aus 17 Abgeordneten bestand. Die dritte Wahl zu diesem Gremium fand am 6. Oktober 2009 statt. 3794 wahlberechtigte Jugendliche konnten aus 44 Kandidaten die nunmehr 35 Abgeordneten wählen. Das vierte Jugendparlament wurde am 19. Januar 2012 gewählt und hatte wieder 30 Mitglieder. Wahlberechtigt waren knapp 4.000 Kinder und Jugendliche zwischen 14 und 25 Jahren. Das Parlament war maßgeblich am Bundesprogramm Vielfalt tut gut im Förderbereich Plauen/Vogtland beteiligt, indem es unter anderem die Mitglieder des für Plauen zuständigen Begleitausschusses gewählt und einen Vertreter entsandt hat. Hauptaufgabe des JUPP war die Vertretung der Interessen der Kinder und Jugendlichen im Plauener Stadtrat und dessen Gremien. Das Jugendparlament hatte dort ein Rederecht und konnte Anträge einbringen. Das Jahresbudget lag bei 3.000 Euro. Das Jugendparlament wurde am 31. Dezember 2016 aufgelöst und aufgrund der für eine Neuwahl unzureichenden Bewerberanzahl nicht neu besetzt.

### Städtepartnerschaften
| Die Plauener Städtepartnerschaften         | Die Plauener Städtepartnerschaften | Die Plauener Städtepartnerschaften | Die Plauener Städtepartnerschaften |
| ------------------------------------------ | ---------------------------------- | ---------------------------------- | ---------------------------------- |
| Stadtwappen von Aš                         | Aš                                 | Tschechien                         | 1962                               |
| Stadtwappen von Steyr                      | Steyr                              | Österreich                         | 1970                               |
| Stadtwappen von Hof                        | Hof                                | Deutschland (Bayern)               | 1987                               |
| Stadtwappen von Siegen                     | Siegen                             | Deutschland (Nordrhein-Westfalen)  | 1990                               |
| Stadtwappen von Cegléd                     | Cegléd                             | Ungarn                             | 2005                               |
| Stadtwappen von Pabianice                  | Pabianice                          | Polen                              | 2006                               |
| Stadtwappen von Šiauliai                   | Šiauliai                           | Litauen                            | 2010                               |
| Städtepartnerschaft von Jößnitz (Ortsteil) |                                    |                                    |                                    |
| Stadtwappen von Heilsbronn                 | Heilsbronn                         | Deutschland (Bayern)               |                                    |
| aufgelöste Städtepartnerschaften Plauens   |                                    |                                    |                                    |
| Stadtwappen von Lens                       | Lens                               | Frankreich                         | 1962–2005                          |

Plauen pflegt seit 1962 Partnerschaften mit verschiedenen Städten im In- und Ausland. Bemerkenswert ist, dass bereits zur Zeit des Ost-West-Konflikts Partnerschaften mit den Städten Lens und Hof geschlossen wurden, die im damaligen „Westblock“ lagen, zu dem ein politisch unterkühltes Verhältnis bestand. Durch Zuschüsse an Vereine, Verbände oder Schulklassen unterstützt die Stadt Plauen Begegnungen im Rahmen der Städtepartnerschaften.
Im Jahr 1962 wurde das erste Städtepartnerschaftsabkommen mit der tschechischen Stadt Aš unterzeichnet. Seitdem arbeiten die beiden Städte auf kultureller sportlicher, wirtschaftlicher und politischer Ebene zusammen. Besonders eng ist die Zusammenarbeit im Rahmen der Euregio Egrensis und des Festivals Mitte Europa. Im Jahr 2012 stellte sich heraus, dass es in der Stadtverwaltung keine offiziellen Unterlagen zum Beginn der Städtepartnerschaft gibt.
Mit Steyr in Österreich besteht seit 1970 eine Städtepartnerschaft, die die beiden Städte insbesondere auf kulturellem, sportlichem und touristischem Gebiet verbindet. Die Partnerschaft hat den Status einer „informellen dauerhaften Zusammenarbeit“.
1987 wurde nach längeren Bemühungen der Stadt Hof eine Städtepartnerschaft der besonderen Art vereinbart. In unmittelbarer Nähe zur innerdeutschen Grenze fand ein Austausch zwischen zwei Städten mit unterschiedlichen politischen Systemen statt. Bis zur Wende konnte der Austausch nur im Rahmen von Jahresvereinbarungen stattfinden. Seitdem gibt es vielfältige gemeinsame Veranstaltungen, und Projekte wie der gemeinsame Flugplatz entstanden.
Die ersten Kontakte zur Stadt Siegen wurden wenige Wochen nach dem Mauerfall geknüpft. Der Schwerpunkt des am 3. August 1990 unterzeichneten Abkommens lag in der Unterstützung beim Aufbau der Verwaltung und der Strukturentwicklung der Stadt Plauen unter bundesdeutschen Aspekten. Inzwischen wurde die Partnerschaft auf nahezu alle Bereiche des gesellschaftlichen Lebens ausgeweitet.
Am 25. September 2005 wurde ein Vertrag über die partnerschaftlichen Beziehungen zwischen der Stadt Plauen und der ungarischen Stadt Cegléd unterzeichnet. Dem folgte die Unterzeichnung des Vertrages über eine Städtepartnerschaft zwischen Plauen und dem polnischen Pabianice am 19. November 2005. Es werden Partnerschaften auf kulturellem, aber auch auf wirtschaftlichem Gebiet angestrebt.
Im April 2005 wurde mit der litauischen Stadt Šiauliai ein Letter of Intent unterzeichnet, in dem beide Städte die Absicht erklärten, eine Städtepartnerschaft zu gründen. Seitdem fanden verschiedene Treffen von Delegationen der beiden Städte zur Verstärkung der Zusammenarbeit statt. In der Stadtratssitzung am 27. Mai 2010 wurde beschlossen, auch eine offizielle Städtepartnerschaft mit Šiauliai zu errichten. Die Vertragsunterzeichnung fand am 10. September 2010 in Šiauliai statt.
Eine Städtepartnerschaft mit der französischen Stadt Lens wurde 2005 aufgelöst.
Der Ortsteil Jößnitz pflegt eine separate Partnerschaft mit der Stadt Heilsbronn im Landkreis Ansbach.

## Kultur und Sehenswürdigkeiten

### Theater

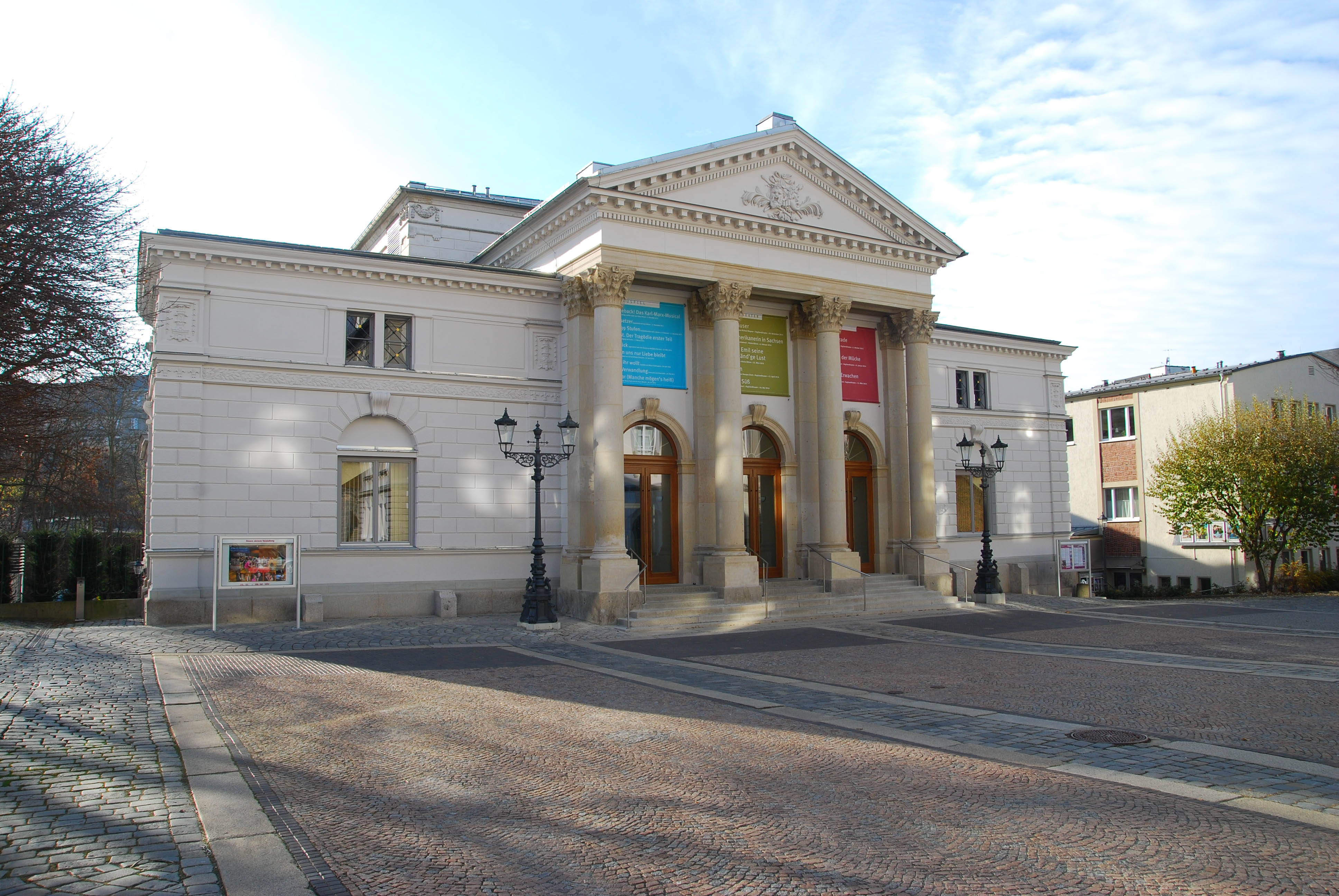
Das Vogtland-Theater in Plauen

Das Theater Plauen-Zwickau bietet Musiktheater, Schauspiel, Orchester, Ballett und Puppentheater an.
Die Singakademie Plauen e. V. ist ein gemischter Erwachsenenchor, der eng mit dem Theaterorchester verbunden ist. 1948 wurde die Singgemeinschaft gegründet und später in Konzertchor umbenannt, ehe 1972 der jetzige Verein von Musikdirektor Eckehard Rösler gegründet wurde. Die Singakademie unterstützt das Musiktheater z. B. als zusätzlicher Opernchor, bringt aber auch Motetten, Volkslieder und Chorsinfonik zu Gehör.
Das Parktheater Plauen ist eine Freilichtbühne im Stadtpark unweit des Stadtzentrums. In den Sommermonaten finden hier zahlreiche kulturelle Veranstaltungen statt. Früher fanden auch die Hauptveranstaltungen zum Plauener Spitzenfest auf dem Gelände des Parktheaters statt. Mit etwa 5.000 Steh- und 2.000 Sitzplätzen stellt es ein in der Region einmaliges Veranstaltungsgelände dar. Auf dem unmittelbar angrenzenden Gelände gibt es Verkaufsstände und verschiedene andere Versorgungseinrichtungen.

### Museen

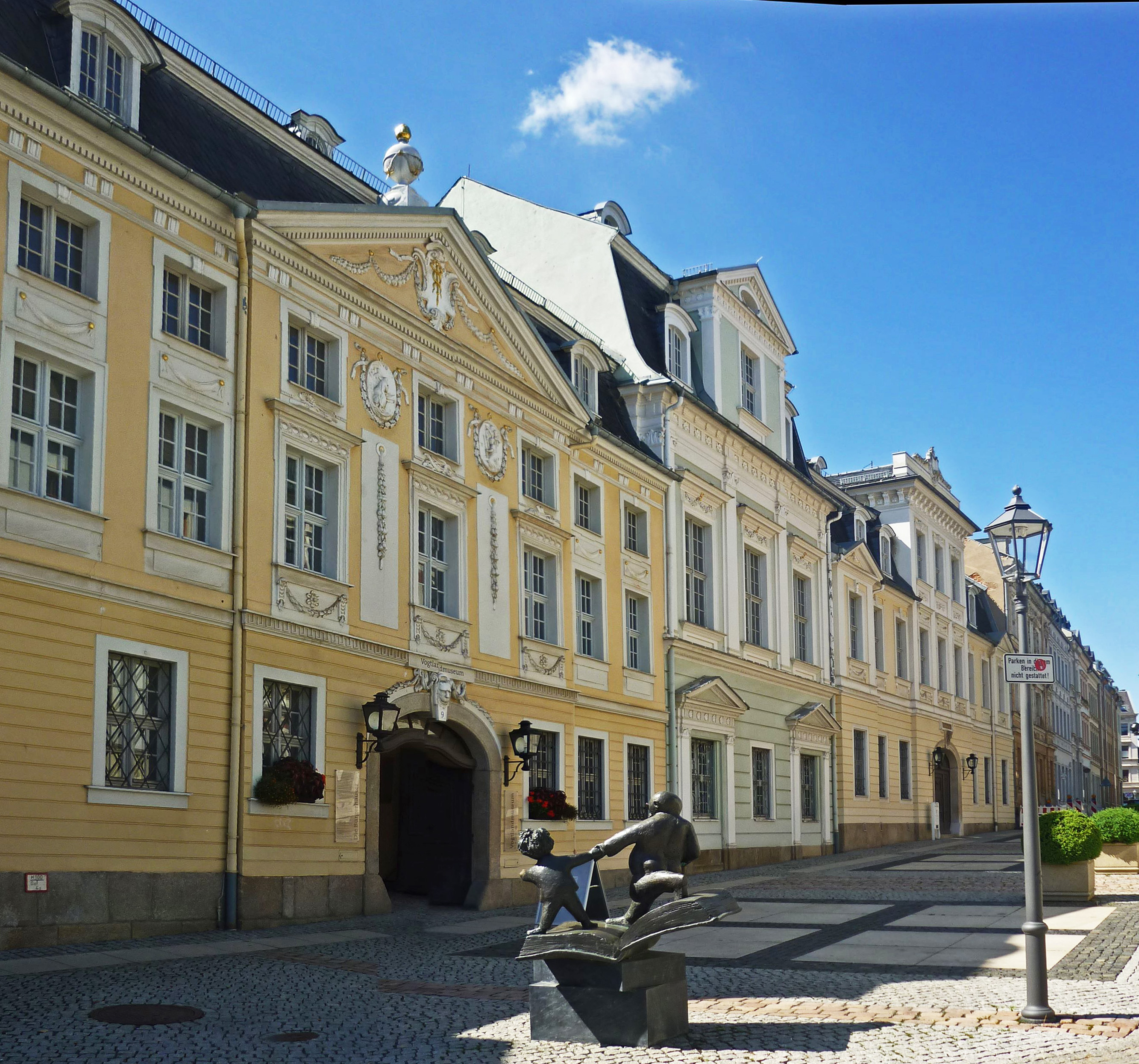
Das Vogtlandmuseum Plauen in der Nobelstraße

Das Vogtlandmuseum Plauen befindet sich in drei denkmalgeschützten ehemaligen Wohn- und Geschäftshäusern in der Nobelstraße. Das Museum verfügt über Sammlungen zur Geschichte des Vogtlandes und der Stadt Plauen. Dabei gibt es sowohl Exponate zur Ur- und Frühgeschichte als auch zur Kunst- und Kulturgeschichte. Das Doppelhaus Nummer 9 und 11 wurde 1787 bis 1789 vom Baumwollwarenhändler Johann Gottfried Baumgärtel im Louis-seize- und im Empirestil errichtet. Besonders ist der Festsaal hervorzuheben. Er nimmt in der ersten Etage die gesamte Gebäudebreite ein. In zwölf hohen Rechtecken entlang der Wand sind die zwölf Monate in naturalistischen Stuckreliefs dargestellt. Das Haus Nummer 13 ließ der Baumwollwarenhändler Johann Christian Kanz zwischen 1797 und 1799 im Empirestil errichten. 1920 erwarb die Stadt die Häuser und richtete ein stadt- und regionalgeschichtliches Museum ein. Im Juli 1923 wurde das Vogtländische Kreismuseum in den Häusern Nummer 9 und 11 eröffnet. Im Zweiten Weltkrieg wurde ein Gartenflügel durch einen Bombentreffer zerstört. Am 17. November 1946 konnte das Museum nach umfangreichen Instandsetzungsarbeiten mit einer Ausstellung zu Ehren von Erich Knauf wieder eröffnet werden. Nach dem Krieg wurde das Museum um das Haus Nummer 13 erweitert. Das Vogtlandmuseum Plauen betreut zwei Außenstellen, eine auf dem jüdischen Friedhof an der Pausaer Straße mit einer Ausstellung zur Geschichte der Juden in Plauen in der ehemaligen Feierhalle und eine Ausstellung zu Leben und Werk des Zeichners und Illustrators Hermann Vogel im Hermann-Vogel-Haus in Krebes, seinem ehemaligen Wohnhaus.
Im Plauener Spitzenmuseum im Alten Rathaus wurde seit 1984 die Geschichte der Plauener Spitze dargestellt. Die Ausstellung beinhaltet sowohl alte Maschinen zur Spitzenproduktion als auch Exponate aus Spitze (Kleider, Decken und Accessoires). Das Spitzenmuseum ist in dieser Form einzigartig in Deutschland. Seit dem 12. November 2023 sind die Exponate des Spitzenmuseums in der neu gegründeten Fabrik der Fäden im Weisbachschen Haus zu sehen.
In der Schaustickerei Plauen im Stadtteil Reusa wird die Entwicklung der Spitzenindustrie gezeigt. Dazu wurden historische Maschinen in einem Fabrikantenwohnhaus mit angrenzendem eingeschossigem Fabrikgebäude installiert. Schauvorführungen finden an Groß- und Kleinstickmaschinen statt. Außerdem kann ein Atelier besichtigt werden. Jährlich wechselnde Sonderausstellungen runden das Angebot ab.
Das Alaunbergwerk Ewiges Leben wird vom Vogtländischen Bergknappenverein zu Plauen e. V. betrieben. Auf einer begehbaren Länge von etwa 650 Metern kann man unter sachkundiger Führung die Gänge des Alaunbergwerkes erkunden. Dabei können verschiedene Ausstellungen besichtigt werden.
Der Verein betreibt außerdem das Luftschutzmuseum Plauen am Schlossberg und den Zollkeller an der Neundorfer Straße.
Weitere Museen sind die Plauener Druckstube und das Sparkassen-Museum. Wechselnde Ausstellungen finden im Stadtarchiv im Rathaus statt.

### Galerien

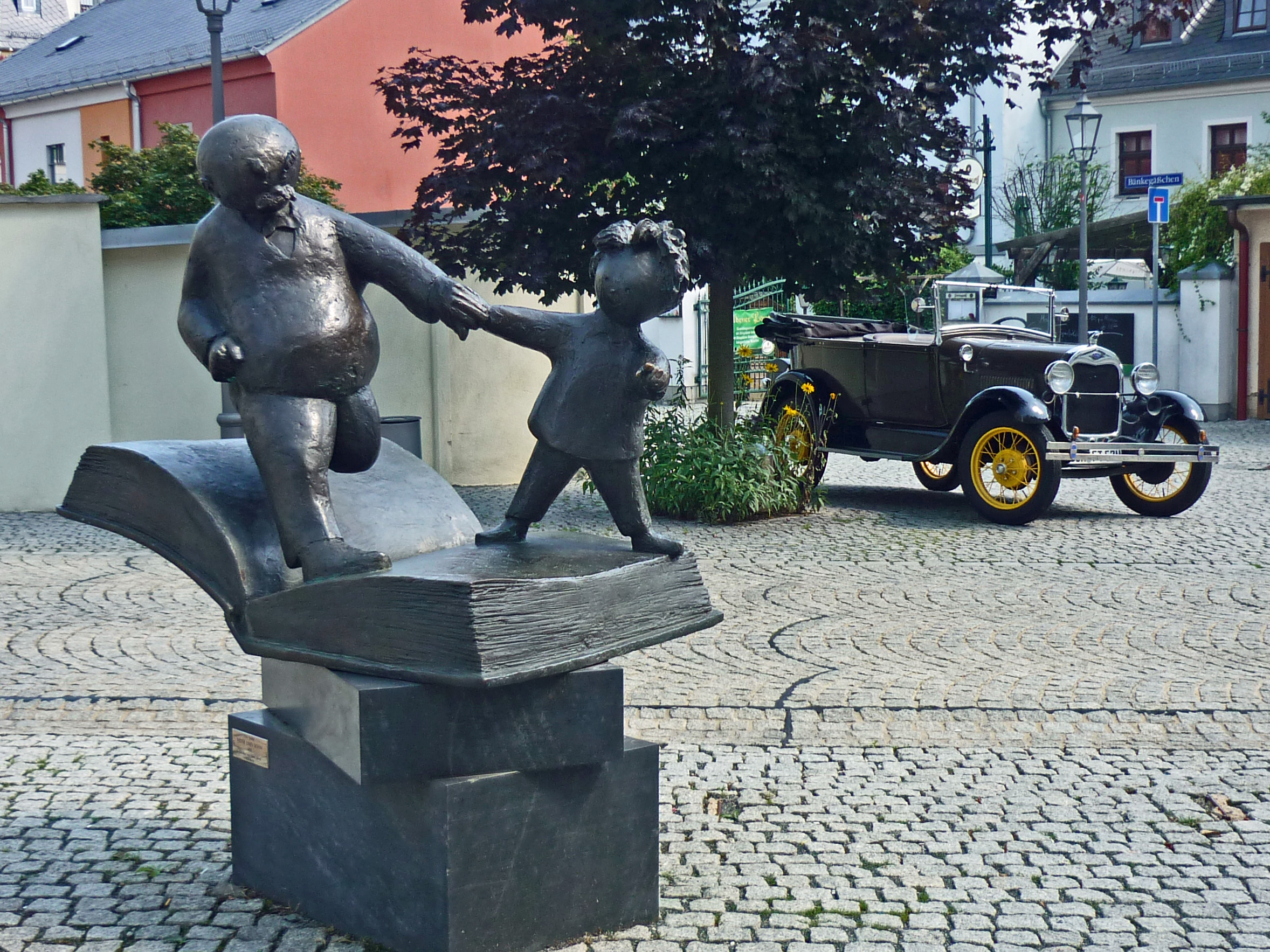
Skulptur der e.o.plauen-Figuren „Vater und Sohn“ am Erich-Ohser-Haus in der Nobelstraße

Die städtische Galerie e.o.plauen wurde am 1. Oktober 1993 eröffnet. In einer Partnerschaft sanierten die Stadt Plauen, die Partnerstadt Siegen, das Land Nordrhein-Westfalen und das Unternehmen Salamander das Haus in der Bahnhofstraße 36. Der Stadt Plauen wurden die ersten beiden Etagen für 25 Jahre mietfrei überlassen, um eine städtische Galerie einzurichten. Seit dem 11. Juni 2004 befand sich dort ein Teil des Nachlasses von e.o.plauen, der in einer Dauerausstellung gezeigt wurde. Ende September 2010 zogen die Städtische Galerie e.o.plauen, die Erich Ohser – e.o.plauen Stiftung und die e.o.plauen Gesellschaft gemeinsam in das Erich-Ohser-Haus in der Nobelstraße 7, neben das Vogtlandmuseum.
Die Galerie im Malzhaus wird vom Kunstverein Plauen-Vogtland e. V. betrieben. Sie wurde im September 1995 eröffnet und bietet Raum für Ausstellungen verschiedener Art sowie für Lesungen, Konzerte und andere Veranstaltungen. Der Kunstverein Plauen-Vogtland e. V. wurde 1990 gegründet und nahm damit die Tradition des 1897 gegründeten Kunstvereins wieder auf, die durch die Zeit des Nationalsozialismus und der DDR unterbrochen war.
Die Galerie Forum K befindet sich in der Bahnhofstraße und wird vom Forum Kunst/Plauen e. V. betrieben. Der 2004 gegründete Verein organisiert auch die Ausstellungsreihe art Afrika, bei der zeitgenössische afrikanische Kunst gezeigt wird.

### Weitere Kultureinrichtungen

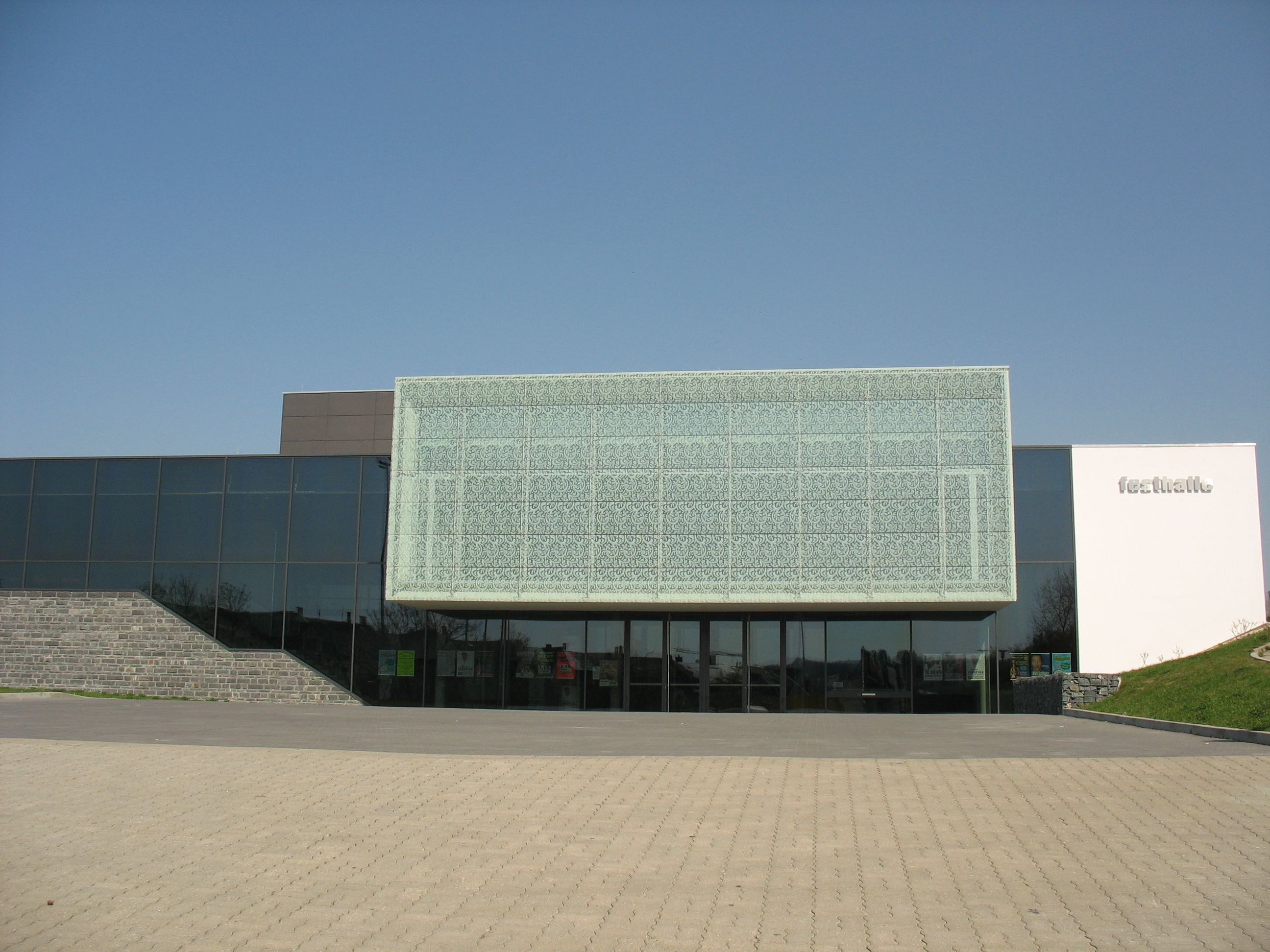
Das Portal der Festhalle Plauen

Die Festhalle Plauen befindet sich auf dem Gelände, das schon seit über 120 Jahre als Festplatz der Stadt genutzt wird. Es gab im Wesentlichen zwei Vorgängerbauten, die teilweise gleichzeitig auf dem Gelände standen. Zum einen wurde 1888 die Centralhalle fertiggestellt. Dieser Holzbau wurde 1896 erweitert und 1911/12 umgesetzt. Bis 1945 wurde sie als Veranstaltungsort genutzt. Nach dem Krieg wurde die Halle abgerissen und das Holz verheizt. Die erste Festhalle wurde 1925 neben der Centralhalle errichtet und auch nach dem Krieg weiter genutzt. 1983 musste sie wegen schwerer Baumängel gesperrt werden. 1985 erfolgte der Abriss.
Am 30. Mai 1986 begann der Bau der neuen Festhalle. Sie wurde im September 1989 fertiggestellt und zum Tag der Republik am 7. Oktober 1989 eingeweiht. Kurz nach der Wende ging die Nutzung stark zurück, nahm aber bereits 1992 wieder zu. Ab 2005 erfolgten der Umbau und die umfassende Sanierung des Gebäudes. Am 30. August 2007 konnte die Festhalle wieder als Veranstaltungszentrum eröffnet werden. Die Halle bietet in verschiedenen Sälen bis zu 3500 Plätze für Konzerte, Messen und Tagungen.
Das Vogtlandstadion im nördlichen Stadtteil Haselbrunn ist vor allem die Heimspielstätte des Fußball-Regionalligisten VFC Plauen. Es wird aber auch als Leichtathletik-Stadion genutzt. Auf dem zum Stadion gehörenden Gelände werden weitere Veranstaltungen durchgeführt.

### Profane Bauwerke

#### Altes Rathaus

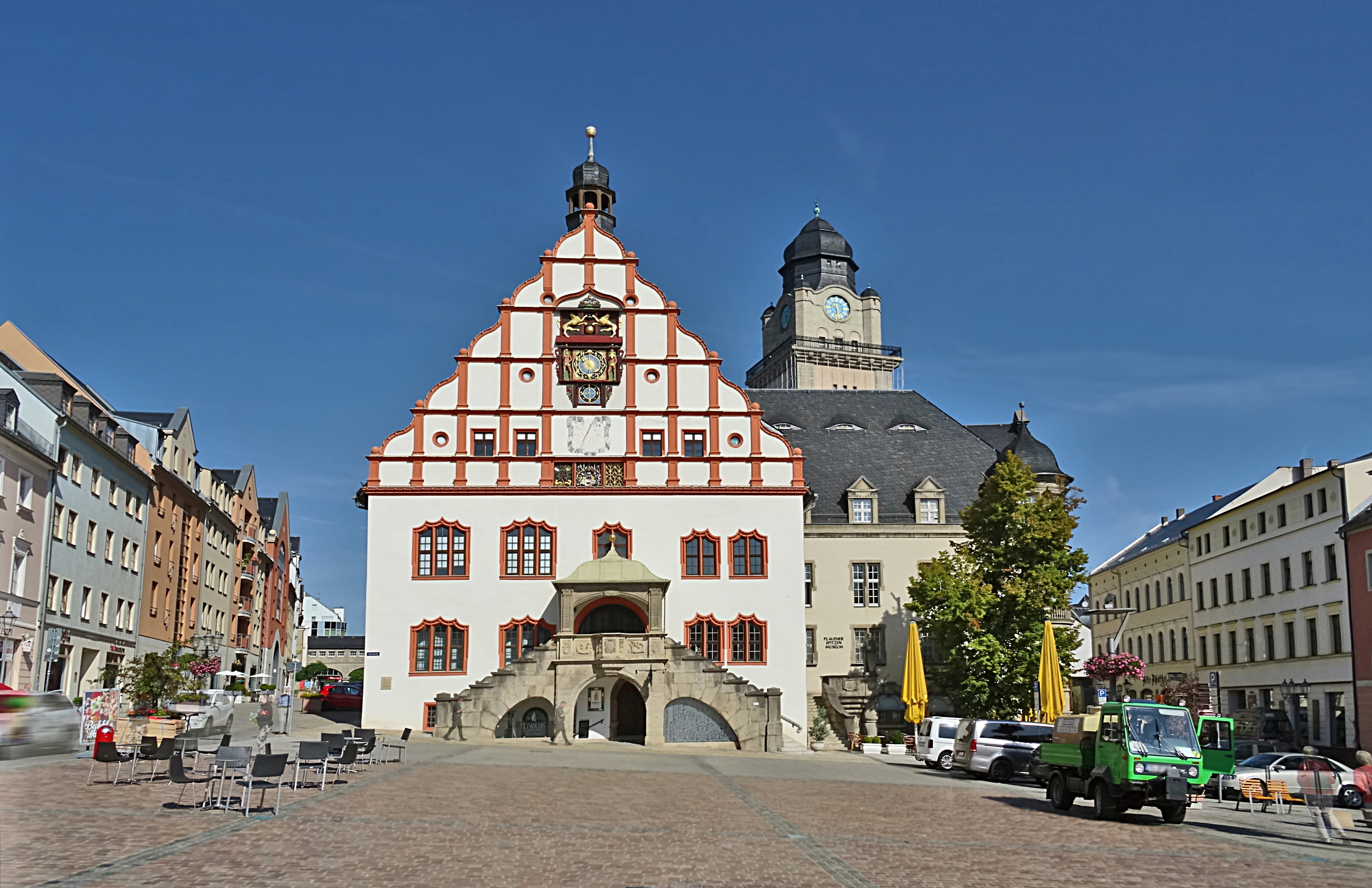
Altmarkt mit Altem Rathaus und Turm des Neuen Rathauses

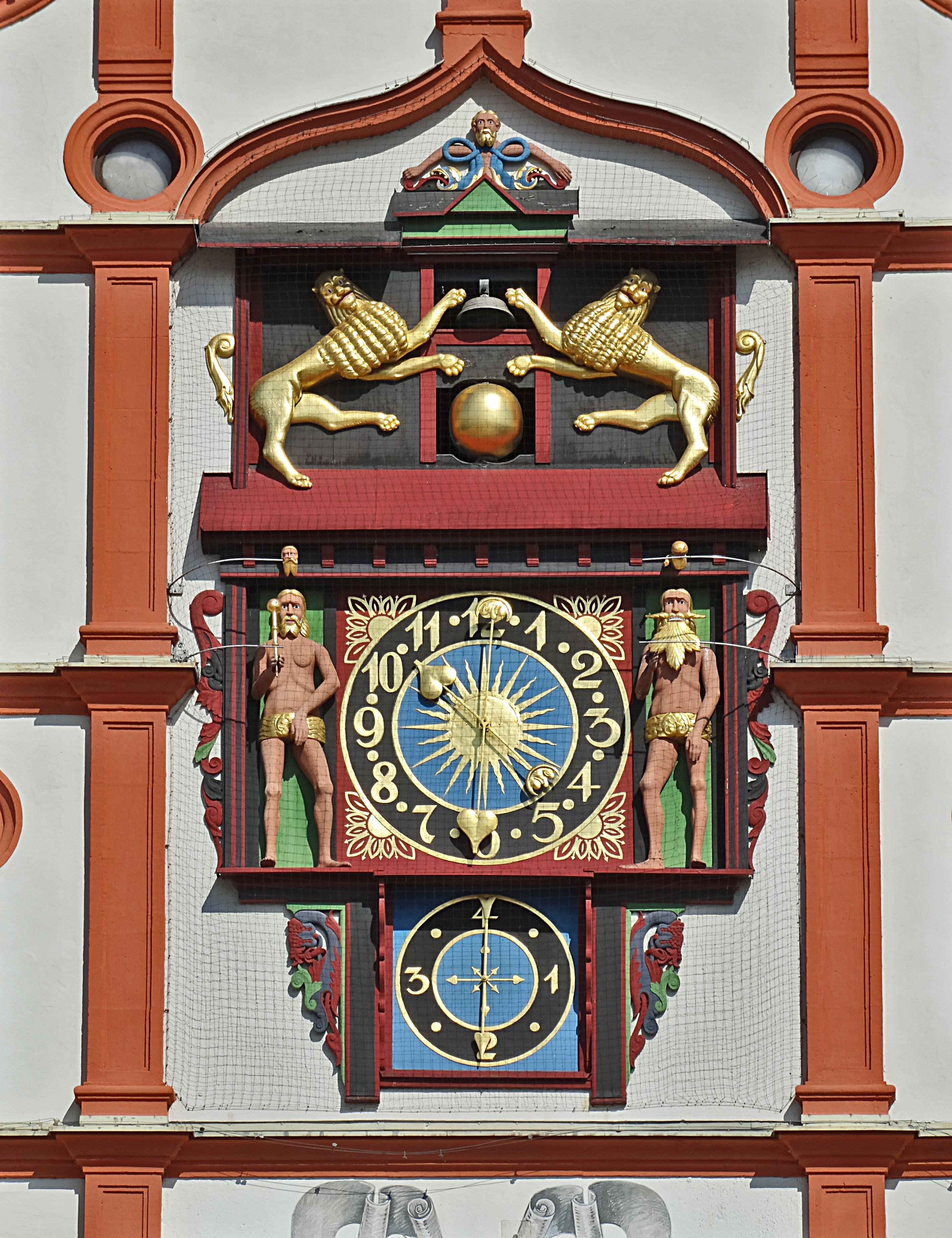
Die Kunstuhr im Giebel des Alten Rathauses

Das Alte Rathaus wurde im Jahr 1382 zum ersten Mal urkundlich erwähnt, da aber bereits 1329 Bürgermeister und geschworene Bürger belegt sind, wurde es wahrscheinlich früher errichtet. Das Rathaus wurde mehrmals umgebaut. 1503 bis 1508 wurde ein spätgotisches Gebäude mit Vorhangbogenfenstern errichtet. Beim Stadtbrand von 1548 wurde auch das Rathaus schwer beschädigt, wobei der Nordflügel mit dem Bürgersaal erhalten blieb, der Südgiebel jedoch abbrannte. Der Wiederaufbau wurde noch im gleichen Jahr begonnen, wobei auf den spätgotischen Unterbau der noch bestehende Renaissancegiebel aufgesetzt wurde. Die Kunstuhr im Giebel wurde vom Hofer Meister Georg Puhkaw ebenfalls 1548 angebracht. „Zwei Löwen schlagen die Viertelstunden an, zwei Männer bewegen sich beim Stundenschlag. Der eine hebt bei jedem Schlag seinen rechten Arm, dessen Hand einen Stab hält. Der andere ruft die Stunde aus, was sich dadurch andeutet, dass sein großer Bart sich so auf und nieder bewegt, als ob er den Mund öffne. Die Uhr besitzt zwei Zifferblätter, von denen das größere für den Stunden- und Minutenzeiger und das kleinere für den Viertelstundenzeiger bestimmt ist. Zwischen den Löwen dreht sich eine Kugel, die die Mondphase anzeigt. Unter den Zifferblättern befindet sich eine Sonnenuhr. Die Wappentafel unter der Sonnenuhr mit Kurschild und dem herzoglich-sächsischen Wappen im linken Feld, dem kursächsischen Gesamtwappen im mittleren und gotischen Maßwerk im rechten Feld war ursprünglich dem 1825 abgebrochenen Teil des ehemaligen Treppenerkers eingefügt.“ (Ernst Pietsch). Bei einem weiteren Umbau wurde 1825 der obere Teil des Erkers über dem Treppenaufgang entfernt. 1912 wurde im Zuge des Neubaus des neuen Rathauses auch das alte Rathaus noch einmal umgebaut, wobei die heutige Doppelfreitreppe im nachempfundenen Renaissancestil errichtet wurde, die zum Festsaal des Standesamtes führt. Dieser Anbau und die Veränderungen am Südgiebel wurden durch den starken Widerspruch seitens Cornelius Gurlitts gegen die von Stadtbaurat Goette veranlassten Umbauplanungen kontrovers thematisiert. Die Uhr ist eine Nachbildung der Kunstuhr von 1548. Das originale Räderwerk kann im Vogtlandmuseum besichtigt werden. Das Alte Rathaus wurde 1945 bei einem Luftangriff am Dach schwer beschädigt und das Mauerwerk teilweise aufgerissen. 1950 erfolgte die Restaurierung mit Erneuerung der bemalten Deckenbalken, 1970 die Erneuerung des Südgiebels und der Kunstuhr. Im Dezember 2008 wurde die Kunstuhr demontiert und eine Plane mit einem Bild der Uhr vor dem Giebel angebracht. In den folgenden Jahren erfolgte die Restaurierung der Uhr nach einer Vorlage von 1922. Ende Oktober 2010 war die Uhr fertiggestellt und wurde wieder an ihrem ursprünglichen Platz eingebaut. Innerhalb weniger Wochen wurde im Frühjahr 2011 schließlich die Fassade restauriert. Dabei wurden die ursprüngliche Farbgebung wiederhergestellt, das chursächsische Wappen am Giebel aufgearbeitet und die Beleuchtung für den Weihnachtsmarkt erneuert.

#### Altmarkt

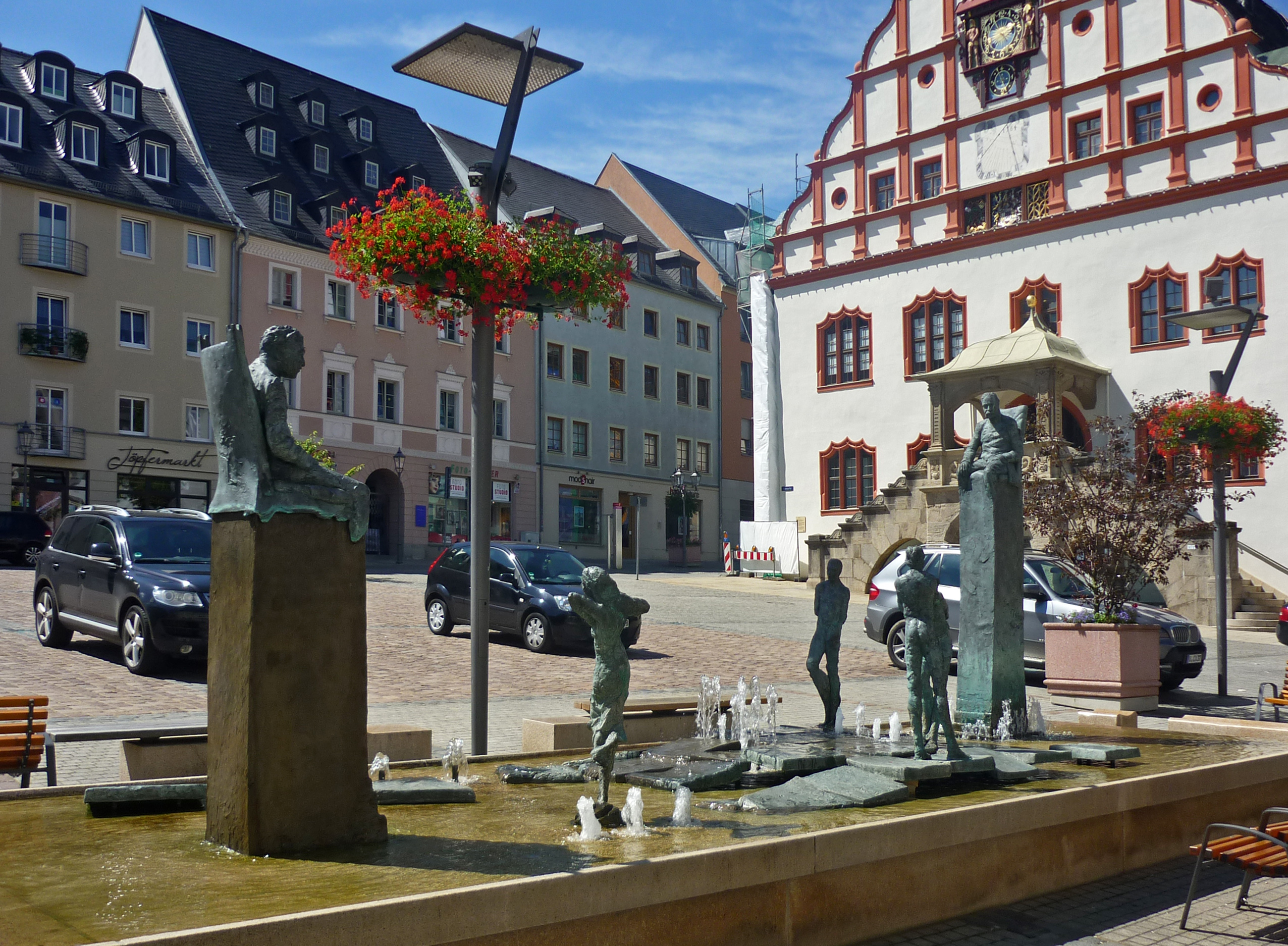
König-Albert-Brunnen auf dem Altmarkt

Der Altmarkt hieß bis um die Mitte des 19. Jahrhunderts nur Markt, den jetzigen Namen erhielt er, um ihn vom neu angelegten Klostermarkt zu unterscheiden. Auf dem Altmarkt standen früher zwei Röhrenkästen der städtischen Wasserleitung aus ausgehöhlten Baumstämmen. Dort fanden die Wochen- und Jahrmärkte statt. Hin und wieder gab es dort auch eine Hinrichtung. In den letzten Jahren wurden die angrenzenden Häuser saniert bzw. wieder aufgebaut. Auch der Marktplatz selbst wurde erneuert und seit dem 13. November 2007 steht der König-Albert-Brunnen des Künstlers Norbert Marten auf dem Markt. Er wurde als Ersatz für ein Reiterstandbild König Alberts errichtet, das nach dem Krieg entfernt worden war. Auf dem Altmarkt finden neben dem Wochenmarkt auch verschiedene Themenmärkte statt. Außerdem wird er für verschiedene Veranstaltungen genutzt, zum Beispiel das Plauener Spitzenfest oder den Weihnachtsmarkt.

#### Bärensteinturm

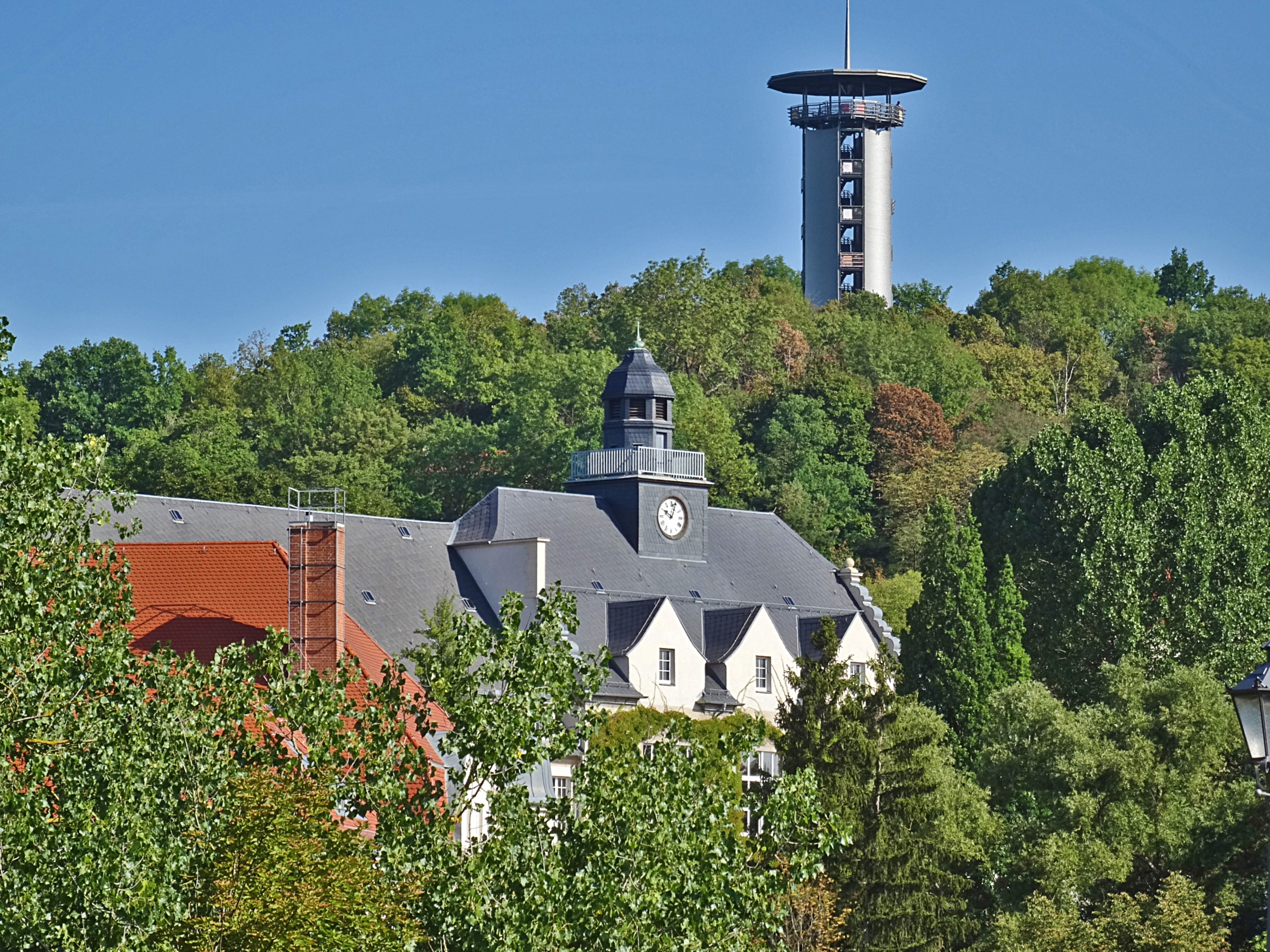
Bärensteinturm und Friedensschule

Der heutige Bärensteinturm wurde am 6. Juli 1997 zum Tag der Sachsen eingeweiht. Den Namen hat der Turm vom Bärenstein, auf dem er steht und der mit 432 Meter der zweithöchste Berg Plauens ist. Bereits früher stand ein Turm an dieser Stelle. Im Februar 1906 beschloss der Gemeinnützige Verein, dort einen Aussichtsturm zu errichten. Der Verein hatte schon seit 1884 Fußwege auf dem Berg angelegt und Bäume gepflanzt. Am 17. Juni 1906 konnte der steinerne Turm eingeweiht werden. Am 16. Januar 1945 wurde er bei einem Bombenangriff schwer beschädigt, sodass man im März desselben Jahres beschloss, die Überreste zu sprengen. Im Jahr 1995 wurde vom Rotary Club Plauen eine Initiative zum Bau eines neuen Turmes gestartet und ein Architekturwettbewerb ausgerufen, an dem sich 15 Architekten und Ingenieurbüros beteiligten. Am 2. Oktober 1996 wurde der Grundstein gelegt und am 17. Juni 1997 konnte Richtfest gefeiert werden. Der neue Turm besteht aus einer Stahlkonstruktion aus vorgefertigten Segmenten. Er hat eine Höhe von 35 Metern; auf 24,3 Meter befindet sich eine begehbare Plattform. Der Turm wurde größtenteils aus Spenden finanziert. Die Namen der Spender sind auf einer Tafel im Inneren des Turmes und auf den einzelnen Treppenstufen festgehalten.

#### Kemmler

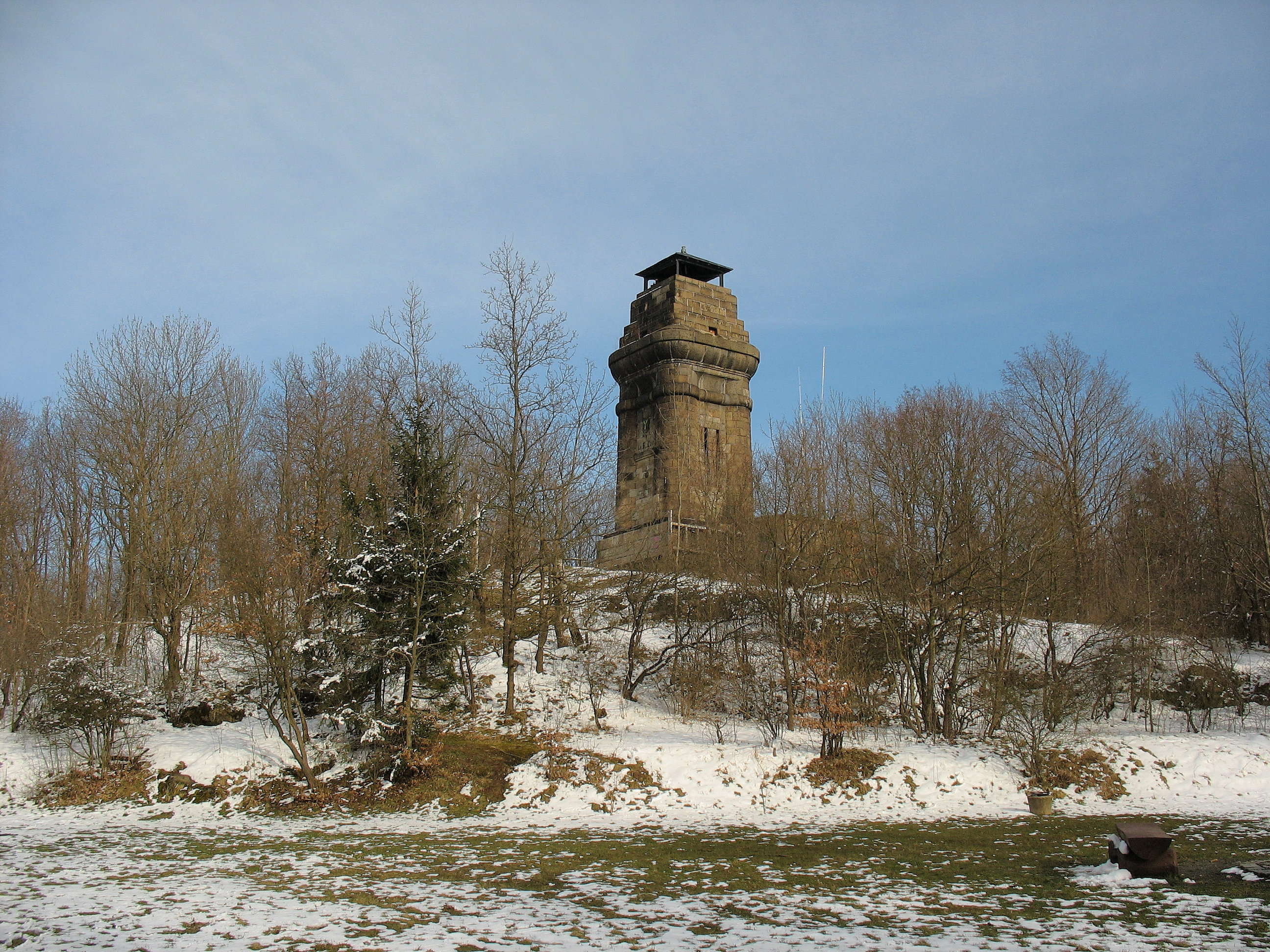
Kemmler mit Bismarcksäule

Mit 507 Metern ist der Kemmler die zweithöchste Erhebung von Plauen. Auf dem erloschenen Vulkan befindet sich der Kemmler-Turm, ein als Bismarcksäule errichteter Aussichtsturm. Am 5. März 1899 schaltete der Alldeutsche Verband eine Anzeige in der Zeitung, in der er den Bau einer Bismarcksäule anregte. Am 25. Mai desselben Jahres bildete sich ein Bismarckturm-Ausschuss. Nach der Begehung mehrerer Bergkuppen wurde eine Abstimmung über den Bauplatz durchgeführt. Mit 41 zu 35 Stimmen fiel die Wahl am 13. Mai 1900 auf den Kemmler. Der Baugrund wurde von der Stadt Plauen kostenlos zur Verfügung gestellt. Bereits 1883 war auf dem Kemmler ein Aussichtsturm von der Bergschlossgesellschaft errichtet worden, der dem Neubau weichen musste. Das Material des alten Turms wurde teilweise für den Neubau wiederverwendet. Am 1. April 1902 fand die Grundsteinlegung statt und am 31. August desselben Jahres konnte die Einweihung gefeiert werden. Der Typenentwurf mit Namen Götterdämmerung stammte vom Architekten Wilhelm Kreis und war aus einem Architekturwettbewerb hervorgegangen. Das Außenmaterial ist Granit aus einem Steinbruch in Schreiersgrün, das innere Mauerwerk besteht aus Fruchtschiefer von Theuma und Tirpersdorf. Der Turm ist 18,25 Meter hoch; auf 13 Meter Höhe befindet sich eine Aussichtsplattform, die über 65 Stein- und 13 Eisenstufen erreicht werden kann. Die Gesamtkosten betrugen 31.000 Mark und wurden ausschließlich durch Spenden aufgebracht. Später wurde eine Feuerschale angebracht, die zwischen 1972 und 1973 durch ein Schutzdach mit Antennenmast ersetzt wurde. Die Grundsanierung des Turms scheiterte zweimal (1994 und 2002) an den zu hohen Kosten. Bei einer Notsanierung wurde 1995 die Antennenanlage wieder entfernt. Am 26. März 1910 war neben dem Turm ein Unterkunftshaus errichtet worden, das nach 1945 wieder abgerissen wurde. Zwischen 2015 und 2022 fanden umfangreiche Sanierungsarbeiten statt.

#### Malzhaus

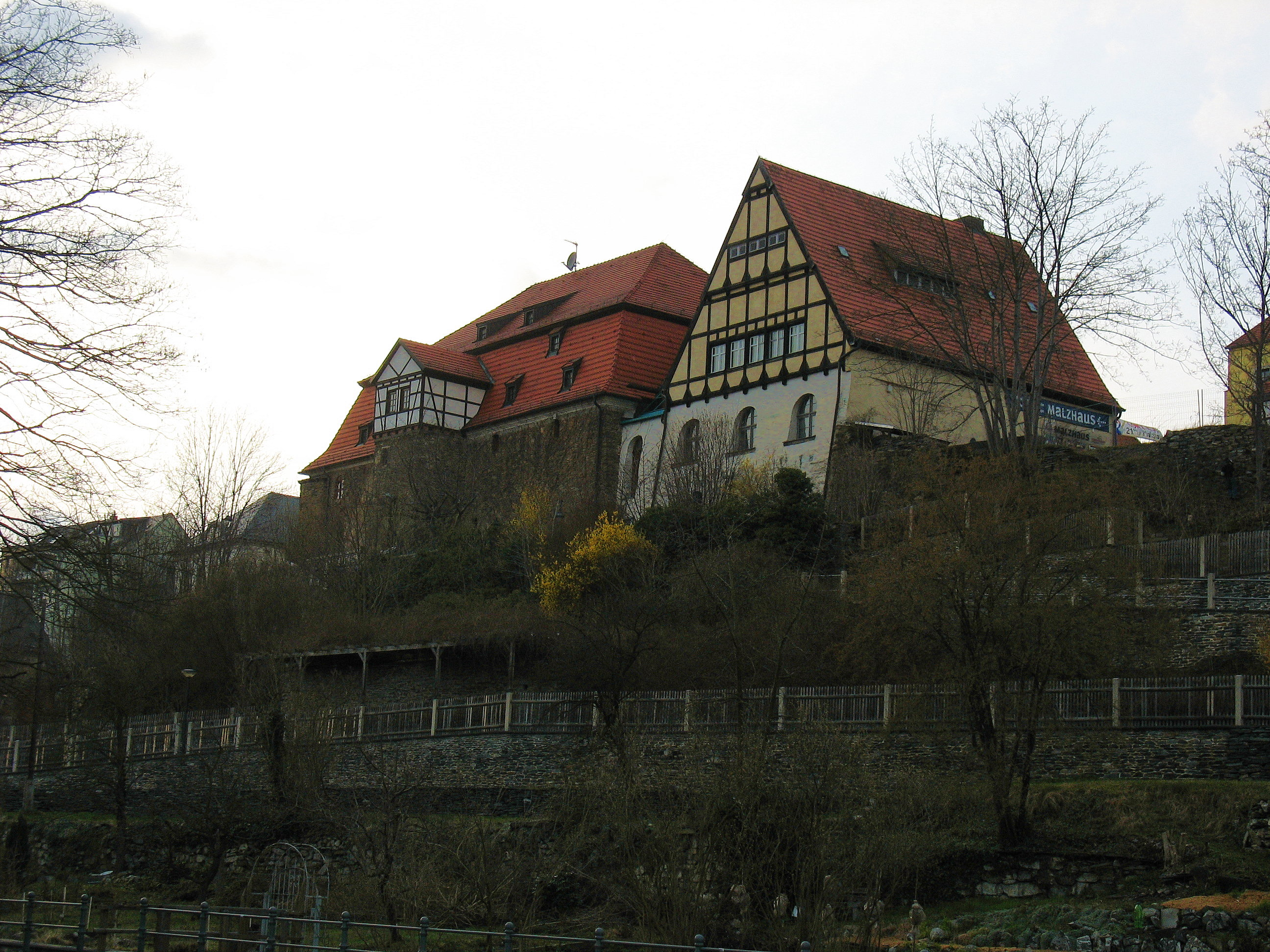
Das Malzhaus von der Bleichstraße aus gesehen

Auf dem Gelände des heutigen Malzhauses errichteten die Grafen von Everstein um 1200 eine Burg als südöstlichste Ecke der Stadtbefestigung. Als Nachfolger der Eversteiner bezogen die Weidaer Vögte 1238 das neue Schloss auf dem Hradschin. Das alte Schloss, wie die Eversteiner Anlage seitdem genannt wurde, verlor an Bedeutung. 1430 brannte es bei einem Hussiten-Angriff aus. Nachdem der Besitz mehrfach gewechselt hatte, erwarb 1590 der Magistrat der Stadt das Gelände und nutzte es als Bau- und Abstellhof. Nach einem verheerenden Stadtbrand im Jahre 1635 wurde das niedergebrannte Haus nicht wieder aufgebaut. Erst im Jahre 1720 begann die Plauener Bürgerschaft mit Planungen zum Neubau eines Malzhauses auf den Grundmauern der alten Burg. Zwischen 1727 und 1730 wurde das Malzhaus mit vier Etagen errichtet und an häufig wechselnde Mälzer verpachtet. 1844 wurde neben dem Malzhaus ein Brauhaus errichtet als Ersatzbau für das beim Stadtbrand desselben Jahres niedergebrannte Herrenbrauhaus, das sich an der Stelle des heutigen Rathausturmes befand. 1897 wurden Brauerei und Mälzerei eingestellt und das Malzhaus in ein Lager- und Wohnhaus umgewandelt. 1899 wollte die Stadt das Malzhaus abreißen, was durch Heimatvereine und Plauener Bürger verhindert wurde. Zwischen 1906 und 1907 wurde das alte Brauhaus abgerissen und das Werkstatt- und Wohngebäude errichtet, das mit seinem Fachwerkgiebel auffällt. Im Zweiten Weltkrieg wurden die Kellerräume als Luftschutzkeller genutzt; am Ende des Krieges wurden die Dachgeschosse durch Bombentreffer beschädigt. 1960 wurde das Malzhaus notdürftig repariert, nachdem es vom VEB Gebäudewirtschaft übernommen worden war. Anschließend wurde es als Lagerraum für verschiedene DDR-Betriebe benutzt. Im Oktober 1989 wurde eine Bürgerinitiative zur Sanierung des Malzhauses gegründet. Zwischen 1990 und 1998 wurden Brau- und Malzhaus durch die Stadt Plauen aufwändig rekonstruiert. In dieser Zeit wurde auch ein moderner Verbindungstrakt mit einem Aufzug zwischen beiden Häusern eingebaut. Seit 1994 ist der Malzhaus e. V. Pächter des Anwesens, der es zu einem Kulturzentrum mit Galerie, Nostalgiekino und Open-Air-Bühne ausbaute. Im Malzhaus findet alljährlich der Plauener Folkherbst statt, bei dem der Eiserne Eversteiner vergeben wird.

#### Neues Rathaus

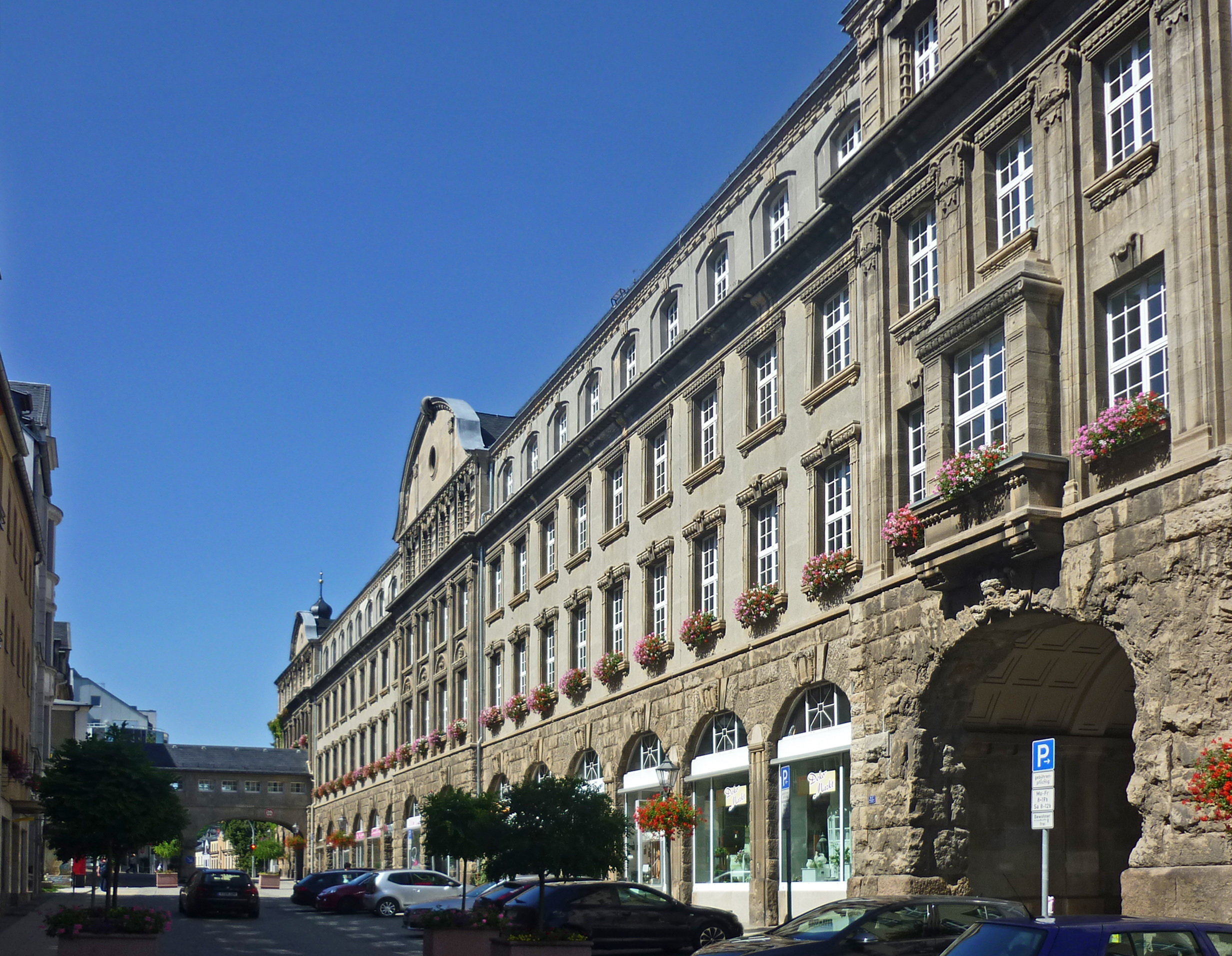
Das Neue Rathaus

Das Neue Rathaus wurde 1912 bis 1922 erbaut. Durch das sprunghafte Anwachsen der Stadt seit den 1880er Jahren wurde ein neues Verwaltungsgebäude benötigt. Im Jahr des Baubeginns erreichte Plauen seine höchste Einwohnerzahl von 128.014. Da der Neubau großzügig ausgeführt werden sollte, wurden in den Jahren zwischen 1889 und 1906 mehrere Gebäude in der damaligen Schustergasse (nicht mehr existierende Parallelstraße zum Unteren Graben), der Marktstraße, der Herrenstraße und der damaligen Bahnstraße aufgekauft und abgebrochen. Nachdem ein Architekturwettbewerb 1908 keine befriedigenden Lösungen gebracht hatte, erhielt 1910 das Stadtbauamt den Auftrag, einen Plan auszuarbeiten. Schließlich legte Stadtbaurat Wilhelm Goette einen Entwurf vor, der auch Ideen des Wettbewerbs berücksichtigte. Nachdem der Rat und die Stadtverordneten zugestimmt hatten, begannen im Oktober 1912 die Ausschachtungsarbeiten für den Neubau. Die Grundsteinlegung fand ein Jahr später statt und bis zum Sommer 1914 war der erste Abschnitt im Rohbau fertiggestellt. Im Herbst 1916 konnten trotz des Krieges die Außenarbeiten abgeschlossen werden. 1921 wurden die acht Läden in der Marktstraße bezogen und im gleichen Jahr tagten die Stadtverordneten das erste Mal in den neuen Sitzungssälen. 1922 wurde das Neue Rathaus endgültig fertiggestellt. Auf der Seite zum Altmarkt wurde eine Freitreppe an der Ostseite des Altbaus angebracht. Am oberen Ende steht ein Standbild von Heinrich dem Älteren von Plauen, das 1923 nach einem Entwurf des Dresdner Bildhauers Selmar Werner in Muschelkalkstein ausgeführt wurde. Im Zweiten Weltkrieg wurde das Rathaus stark zerstört. Die Frontseite (zum Unteren Graben) wurde in modernen Formen unter Verwendung von Stahl und Glas wieder errichtet und 1976 eingeweiht. Die Glasfassade musste aufgrund des maroden Zustandes saniert werden. Dabei kamen drei Grundvarianten infrage. Entweder der Umbau der vorhandenen Fassade, wobei die vorhandene Stahlkonstruktion erhalten geblieben und verstärkt worden wäre und alle Fassadenteile hätten erneuert werden müssen. Die zweite Variante war ein Nachbau der alten, im Krieg zerstörten Fassade und die dritte Möglichkeit war ein Neubau der Fassade. Die Kosten für die drei Varianten lagen zwischen dem unteren einstelligen und einem oberen einstelligen bis unteren zweistelligen Millionenbereich. Am 8. Mai 2012 entschied der Stadtrat, dass ein Architekturwettbewerb für einen Neubau ausgeschrieben werden solle. Es bewarben sich 65 Architekturbüros, von denen 30 zugelassen wurden. Am 7. Dezember 2012 vergab das Preisgericht drei zweite Preise. Nach Überarbeitung der Vorschläge entschied sich die Fachjury am 26. Februar für den Entwurf von RKW Architektur + Städtebau Leipzig und empfahl der Stadt die Ausführung. Voraussichtlich im Mai 2013 wird der Vergabeausschuss endgültig entscheiden. Der Baubeginn könnte Anfang 2015 sein, nachdem die Mitarbeiter der Kreisbehörden, die noch im Rathaus sitzen, ins neue Landratsamt umgezogen sind.

#### Nonnenturm

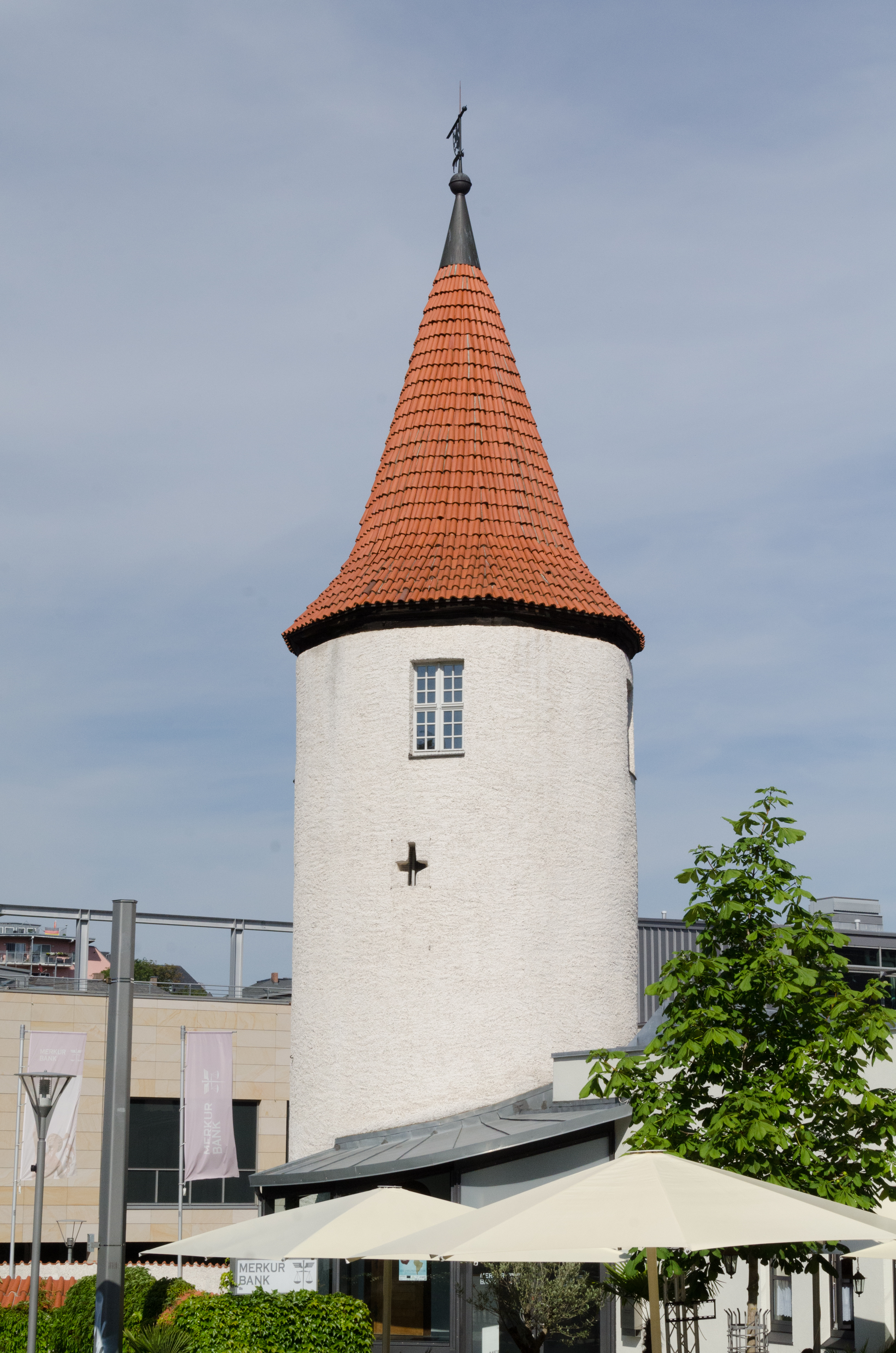
Nonnenturm, letzter erhaltener Turm der alten Stadtbefestigung

Der Nonnenturm wurde wahrscheinlich um 1200 errichtet und 1382 erstmals urkundlich erwähnt als Turm in der Nonnengasse. Den Namen Nonnenturm, der erstmals 1563 in einer Urkunde auftauchte, hat er von einem Kloster der Schwestern der dritten Regel zur Buße des heiligen Dominikus, das sich bis zur Reformation in der Nähe befand, obwohl es sich bei den Mitgliedern dieses Ordens streng genommen nicht um Nonnen handelte. Der Turm ist der einzige erhaltene Eckturm der alten Stadtbefestigung. Er bildete die nördliche Grenze der Altstadt und erschien früher wesentlich gewaltiger, da er mit seiner Bastion bis in die Talsohle der Syra reichte und eine Höhe von etwa 30 Metern hatte. Die heutige Straße liegt circa zehn Meter über dem Bachbett. Der Turm wurde bei den Luftangriffen 1945 stark beschädigt und in den 1950er Jahren wiederaufgebaut. 1962 wurde die Bastion im Zuge der Straßenerweiterung abgetragen. Nach der Wende wurde die Gegend um den Turm, in dem sich jetzt ein Café befindet, neu bebaut.

#### Weisbachsches Haus

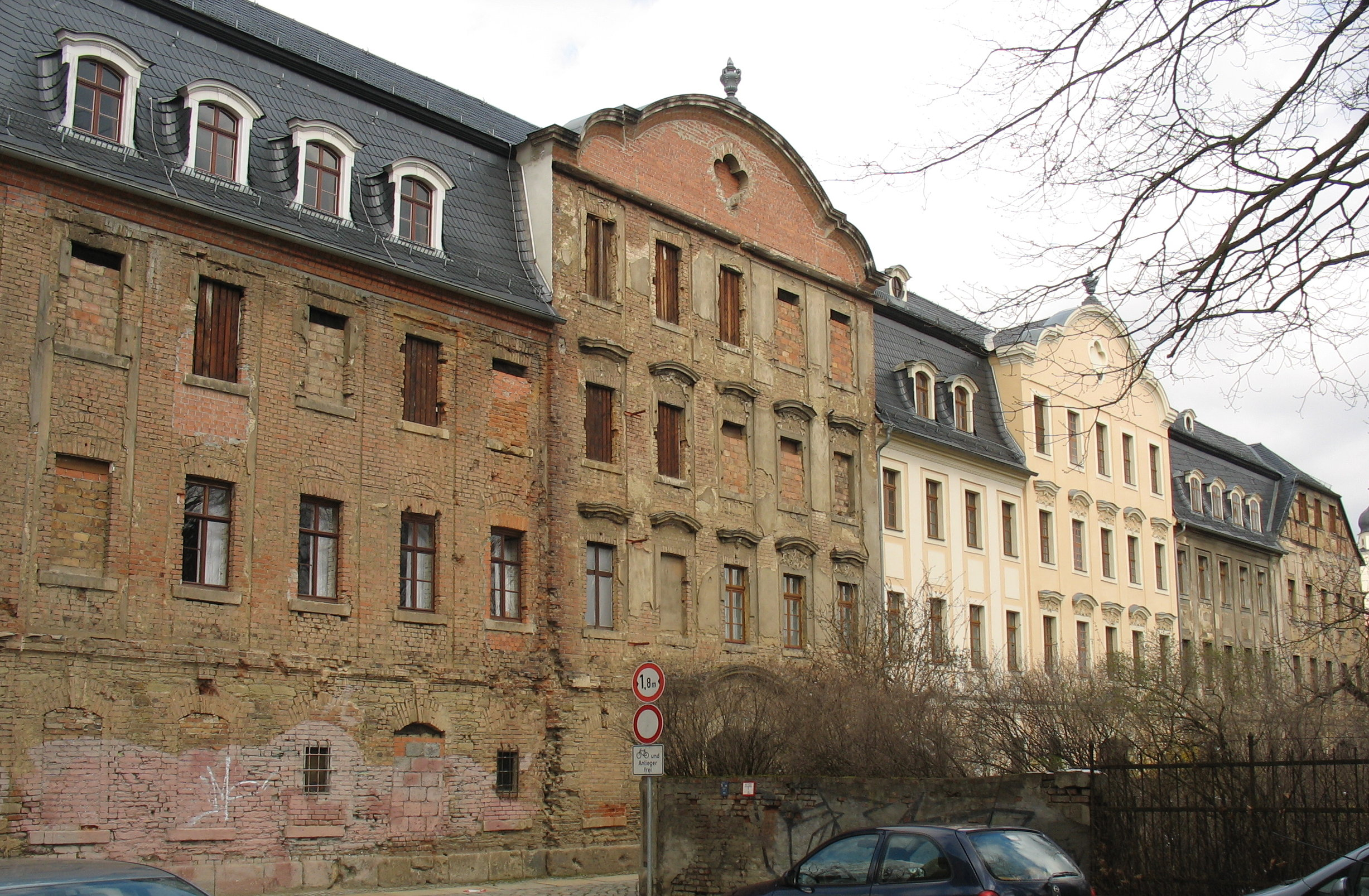
Das Weisbachsche Haus mit dem bereits sanierten mittleren Teil

Das Weisbachsche Haus wurde nach der Unternehmerfamilie Weisbach benannt, in deren Besitz sich das Gebäude viele Jahre befand. Erbaut wurde es in den Jahren 1777 bis 1778 vom Kattundrucker Johann August Neumeister als Wohn- und Fabrikationsgebäude im spätbarocken Stil. Neumeister war 1754 Jahren von Plauener Baumwollwarenhändlern angeworben worden. Er baute in den Folgejahren eine Kattundruck-Manufaktur in Plauen auf. Im Jahre 1794 ging Neumeister nach Zwickau und der Kaufmann Ernst Wilhelm Conrad Gössel übernahm die Kattundruck-Manufaktur. 1808 erweiterte er die Kattundruckerei um eine mechanische Baumwollspinnerei. 1814 soll er zwanzig Webmaschinen aufgestellt haben, die „durch mechanische Kunst“ betrieben wurden. 1834 pachtete der Chemnitzer Fabrikant Carl Wilhelm Weisbach die Baumwollspinnerei. Er ließ um 1840 in der Bleichstraße 12 eine Dampfmaschine installieren, die die Spinnmaschinen, später auch Zwirnereimaschinen antrieb. In den Jahren 1850 bis 1900 ging der gesamte Komplex Bleichstraße 1–13 an die Unternehmerfamilie Weisbach über. Das Weisbachsche Haus wurde 1945 durch Bomben mittelschwer beschädigt. Am 12. November 2023 wurde im Weisbachschen Haus die Fabrik der Fäden eröffnet.

#### Bürgerhäuser der Gründerzeit

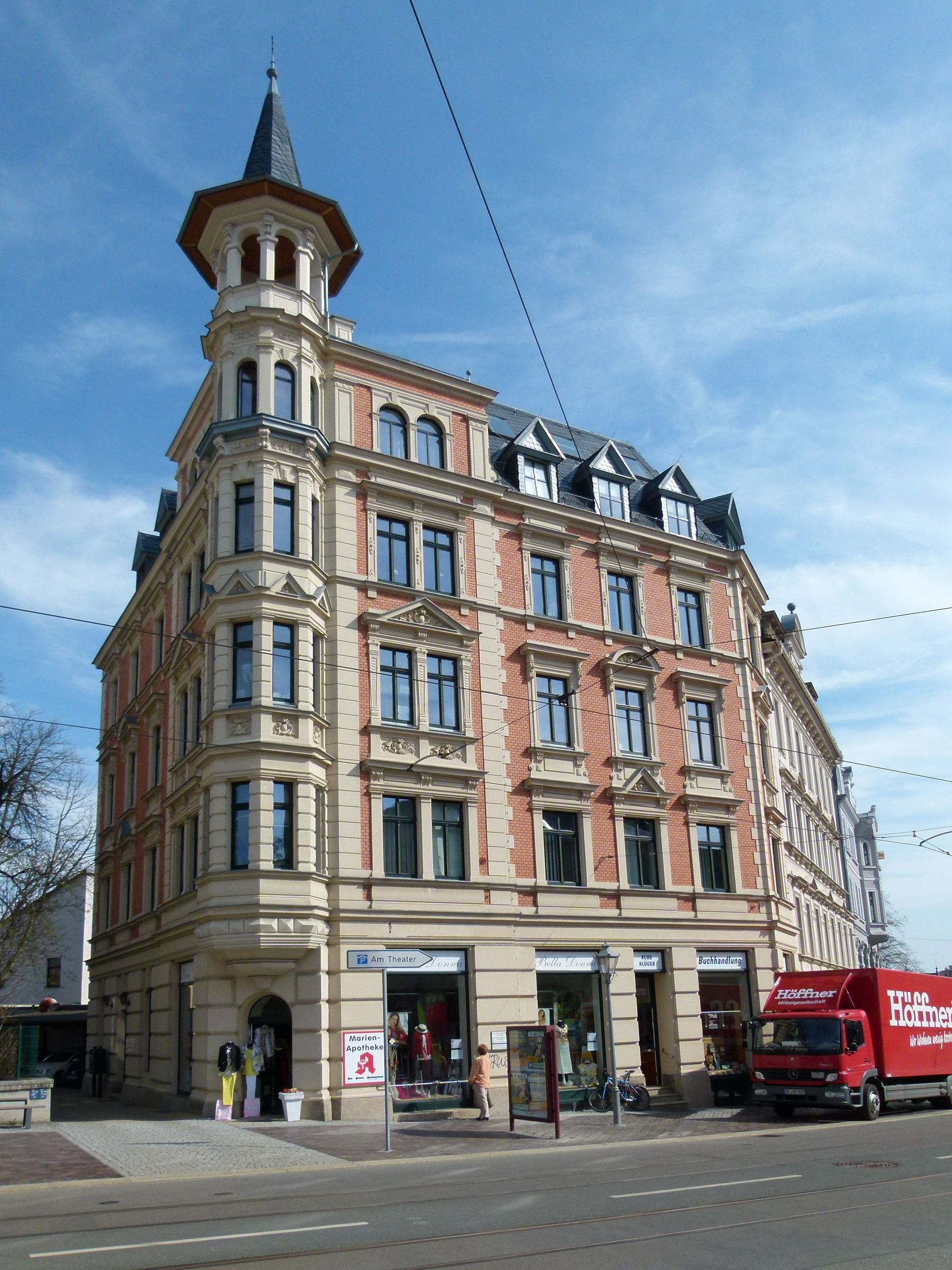
Neundorfer Straße 6, typisches repräsentatives Gründerzeitwohnhaus

Mit dem raschen Anstieg der Stadtbevölkerung gegen Ende des 19. Jahrhunderts stieg auch der Wohnraumbedarf enorm, sodass um die Jahrhundertwende zahlreiche Wohnhäuser entstanden. Charakteristisch ist die aufwändige Fassadengestaltung zur Straße hin, während die Innenräume und die Rückseiten eher funktional gestaltet wurden, um der Nachfrage nach günstigem, aber dennoch repräsentativem Wohnraum gerecht zu werden.
Eine kleine architektonische Besonderheit stellen die Häuser Lessingstraße 9 und 11 dar. 1906/1907 wurden die beiden Häuser durch die Bauunternehmer Knüpfer und Gärtner errichtet, ihre Fassaden sind fast identisch, doch unterscheiden sie sich bewusst in einzelnen Details wie z. B. dem Mädchenkopf im Zwerchgiebel. Die Fassaden stellen eine besonders gelungene Symbiose aus beiden Richtungen des Jugendstils dar: Es finden sich sowohl florale, geschwungene Elemente, z. B. im Giebel, unterhalb der Fenstersimse im 1. Obergeschoss und in den Kartuschen im Seitenrisalit, als auch geometrische, abstrakte Formen, z. B. die Lisenen am Seitenrisalit und die stilisierten Rollwerke an der Giebelbekränzung. Die einzelnen Fassadenflächen sind klar strukturiert und voneinander abgegrenzt. Sie werden aber durch die mehrfache Verwendung bzw. Variation von Ornamenten miteinander verknüpft, z. B. gleiche Motive unterhalb der unteren Fenstersimse im 1. Obergeschoss sowohl im Bereich des Risalits als auch im Bereich der Klinkerfassade.

#### Weiteres
Weitere Sehenswürdigkeiten sind die Ruine von Schloss Plauen, die bis zum Jahr 2007 als Gefängnis genutzt wurde und die nun zu einem Bildungszentrum ausgebaut wird, ferner das Schloss im Ortsteil Jößnitz, der etwa 18 Hektar große Stadtpark, das Pfortengässchen neben der Johanniskirche und die Weberhäuser an der Elster.
Im Ortsteil Reißig befindet sich eine Ringwall-Anlage als Rest einer mittelalterlichen Wasserburg.

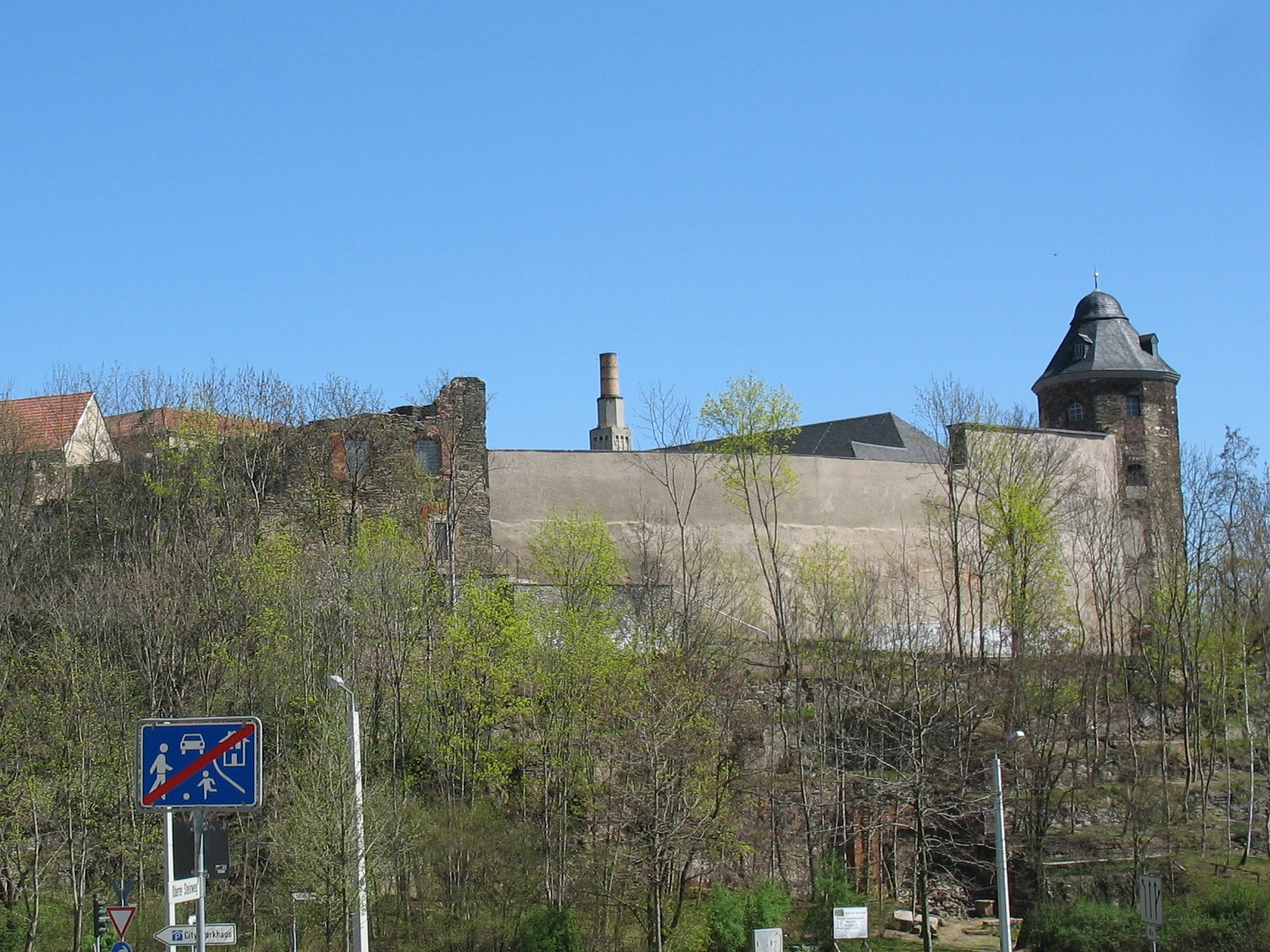
Schloss Plauen, einst Sitz der Vögte von Plauen
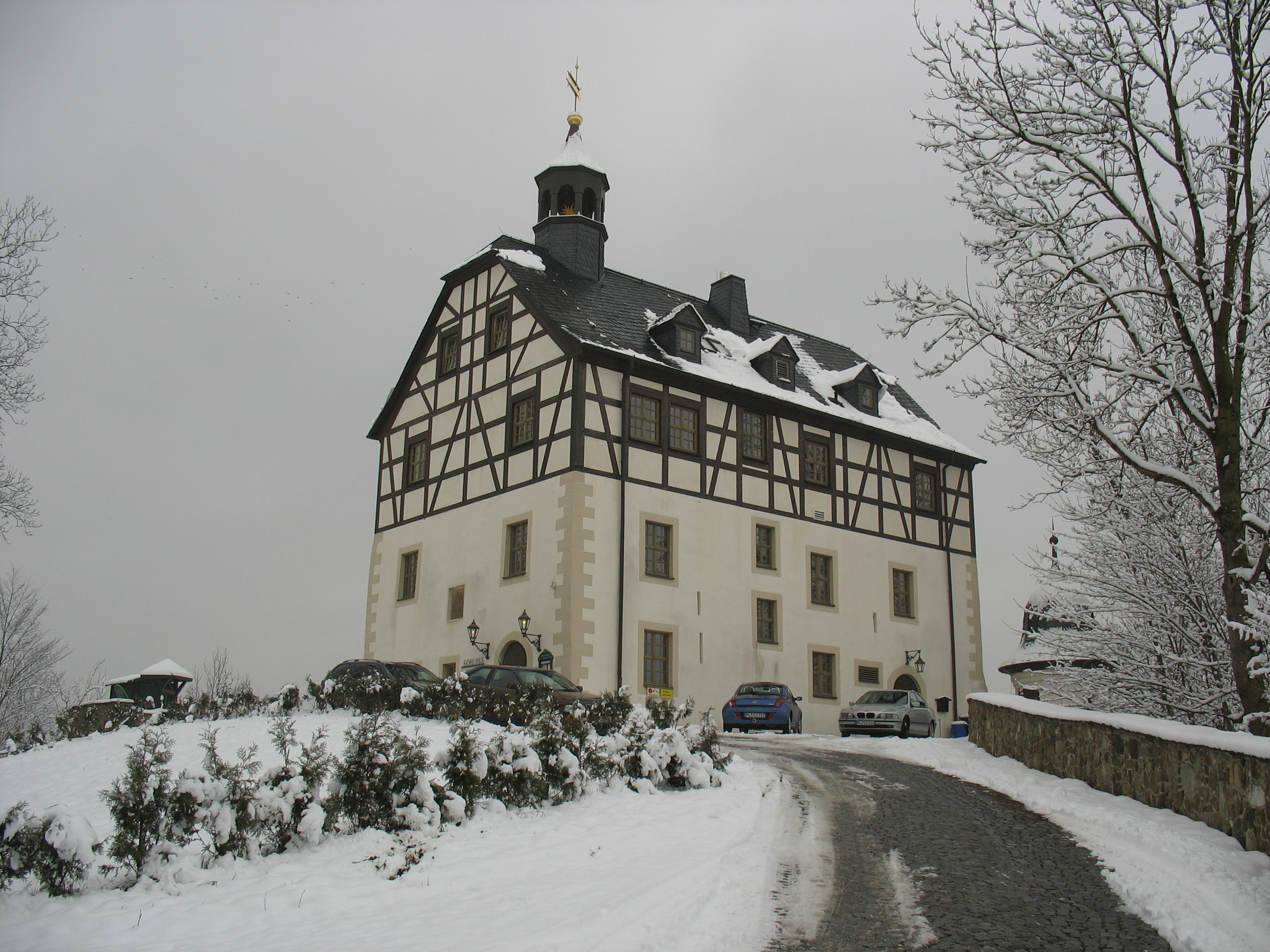
Schloss Jößnitz

### Kirchen
Neben dem Rathausturm und dem 507 Meter hohen Kemmler als landschaftlichem Bezugspunkt bildet auch die über der Stadt erhobene Johanniskirche eines der Wahrzeichen der Stadt Plauen.

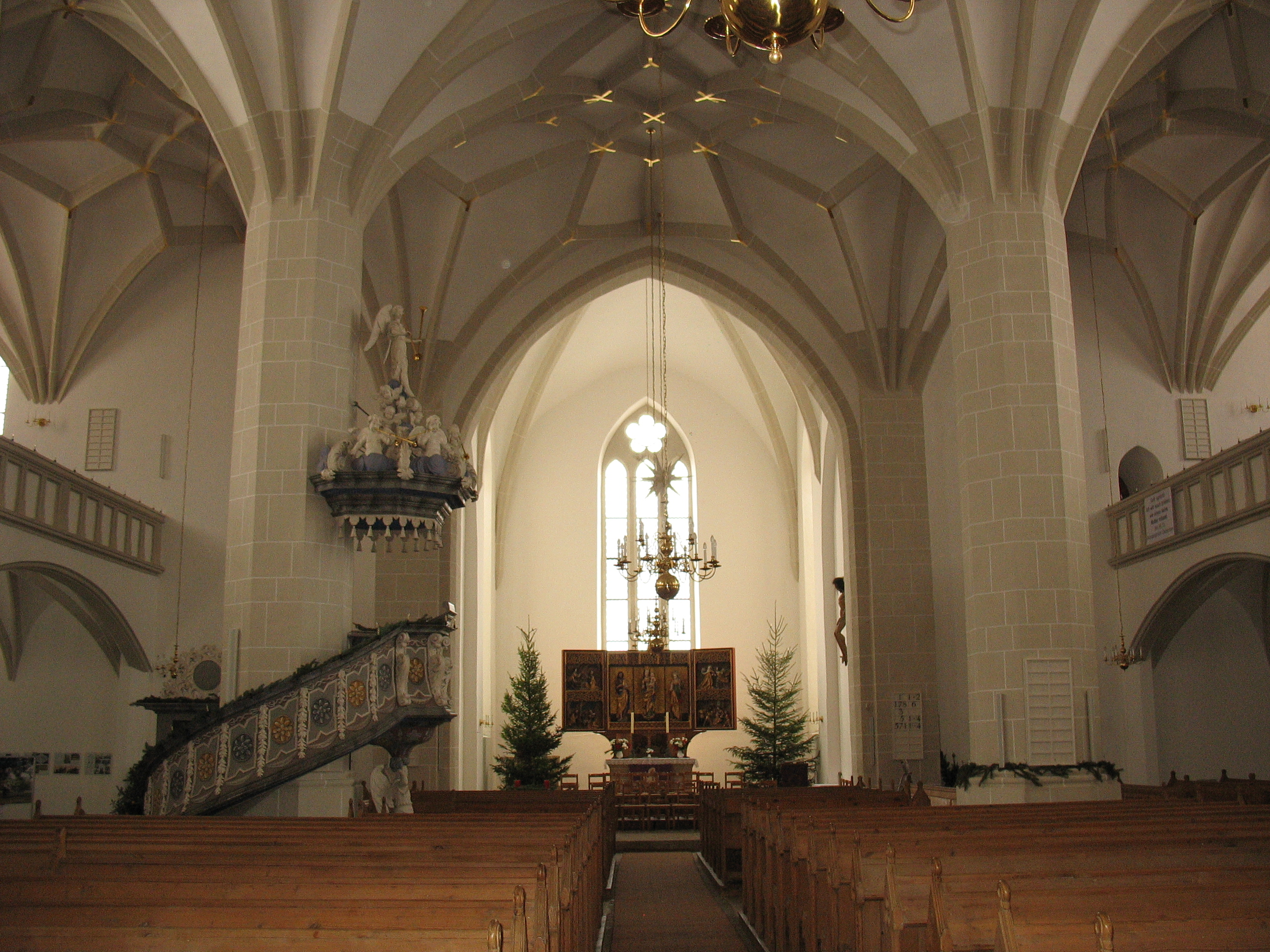
Innenraum der wiederaufgebauten Johanniskirche

Die Johanniskirche (gewidmet dem Täufer Johannes) wurde 1122 auf Befehl Kaiser Heinrichs V. vom Naumburger Bischof Dietrich geweiht. Die Weiheurkunde ist auch die erste urkundliche Erwähnung der Stadt. Der Bau geht auf den Grafen Adalbert von Everstein zurück, der die Kirche unweit seiner Burg (dem heutigen Malzhaus) errichten ließ. Um 1230 wurde die ursprünglich romanische Basilika zu einer dreischiffigen Basilika mit Querschiff erweitert. Nach einem verheerenden Stadtbrand 1548 musste das Kirchenschiff neu errichtet werden. Deshalb wurde sie zu einer spätgotischen Hallenkirche umgebaut. Um 1644 erfolgte der Anbau der beiden Turmhauben. Nach dem Zweiten Weltkrieg, in dem am 10. April 1945 der Südturm, der Dachstuhl und die Innenausstattung durch einen Luftangriff beschädigt wurden, erfolgte der Wiederaufbau von 1951 bis 1959. Nach der Wende erfolgte noch einmal eine umfassende Sanierung. Im Oktober 2012 wurde festgestellt, dass die Glocken der Kirche beschädigt sind und umgehend stillgelegt werden müssen. Neben der Johanniskirche befindet sich der Komturhof des Deutschen Ordens, der – bei den Bombenangriffen zerstört – von 2004 bis 2008 soweit wieder aufgebaut wurde, dass er im Sommer genutzt werden konnte. Im Oktober 2008 gründete sich ein Förderverein, der sich für den weiteren Ausbau des Gebäudes einsetzt.

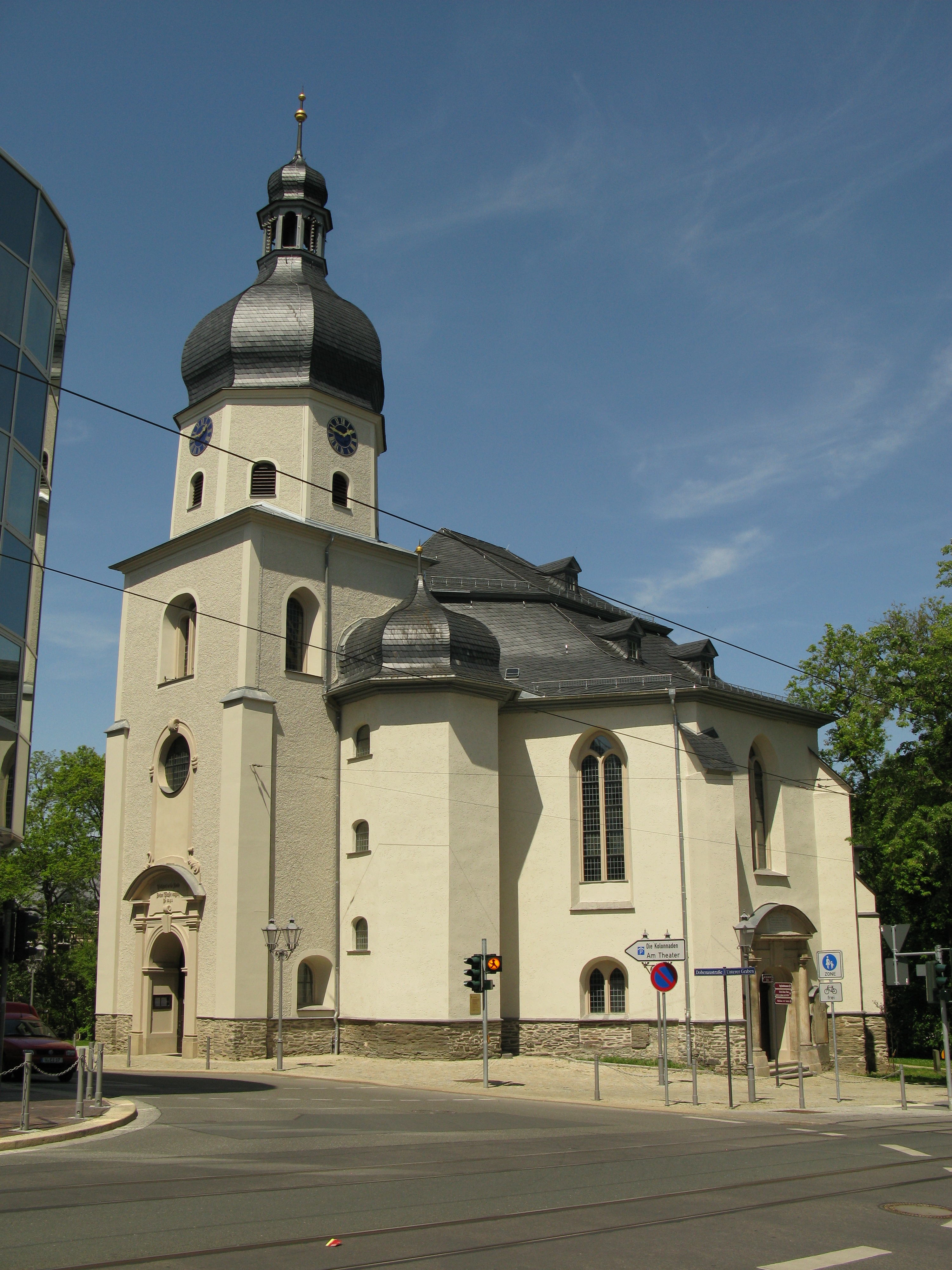
Barocke Lutherkirche

Die Lutherkirche ist die zweitälteste Kirche Plauens und eine der ältesten barocken Zentralkirchen Sachsens. Die Grundsteinlegung erfolgte am 24. August 1693. Die Weihe fand am 10. Dezember 1722 statt. Direkt neben der Kirche lag der 1548 angelegte Friedhof (Gottesacker), weshalb sie lange Zeit den Namen Gottesackerkirche trug. Zum 400. Geburtstag des Reformators Martin Luther erhielt die Kirche 1883 den Namen Lutherkirche. Die Kirche wurde als Friedhofskirche benutzt, ehe sie am 8. April 1893 mit Gründung der Luther-Gemeinde zur Gemeindekirche wurde. Die Kirche wurde bei den Bombenangriffen 1945 am Dach beschädigt und unmittelbar nach dem Krieg wieder instand gesetzt. Im Inneren befindet sich ein spätgotischer Flügelaltar eines Erfurter Meisters (entstanden um 1495), der lange Zeit in der Thomaskirche zu Leipzig stand. Im Herbst 1989 brannten vor dem Seitenportal der Kirche unzählige Kerzen. Diese wurden von den Demonstranten der Samstags-Demonstrationen dort abgestellt, da sich die Tür gegenüber dem Hauptportal des Rathauses befindet. Von 2009 bis 2011 wurde die Kirche saniert. Dabei wurde unter anderem das Dach erneuert und das Geläut ersetzt.

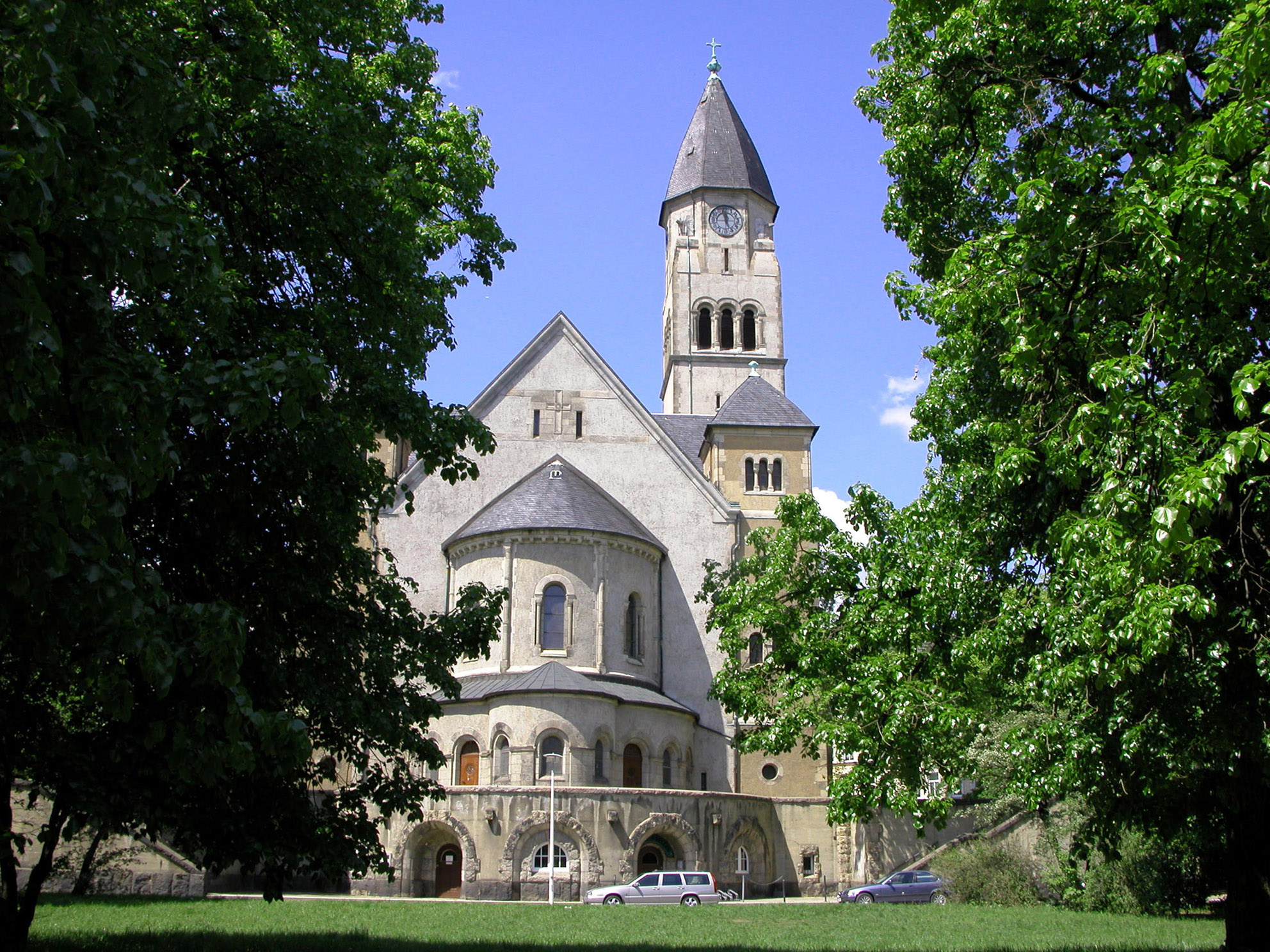
Markuskirche in Haselbrunn

Die Markuskirche im Stadtteil Haselbrunn wurde im neobyzantinischen Stil errichtet. Am 22. April 1911 fand die Grundsteinlegung statt. Die Kirche wurde auf dem Morgenberg gebaut, der dazu teilweise abgetragen wurde. Am 18. März 1912 wurde Richtfest gefeiert, und am 7. Dezember 1912 die Kirche geweiht. Den Zweiten Weltkrieg überstand die Kirche nahezu unbeschädigt. Aufgrund der abnehmenden Zahl der Gemeindemitglieder wurde in den Jahren 1963 bis 1975 eine Zwischendecke eingezogen, wodurch ein oberer Kirchsaal und im Erdgeschoss eine Winterkirche entstanden. Im Frühjahr 1989 gründete sich in der Kirche die Arbeitsgruppe Umdenken durch Nachdenken, deren Mitglieder als Wegbereiter der friedlichen Wende in Plauen im Herbst des Jahres angesehen werden können. In den letzten Jahren wurde der obere Kirchsaal aufwändig saniert, wobei nach Denkmalschutzauflagen die alte Bemalung wieder freigelegt wurde.

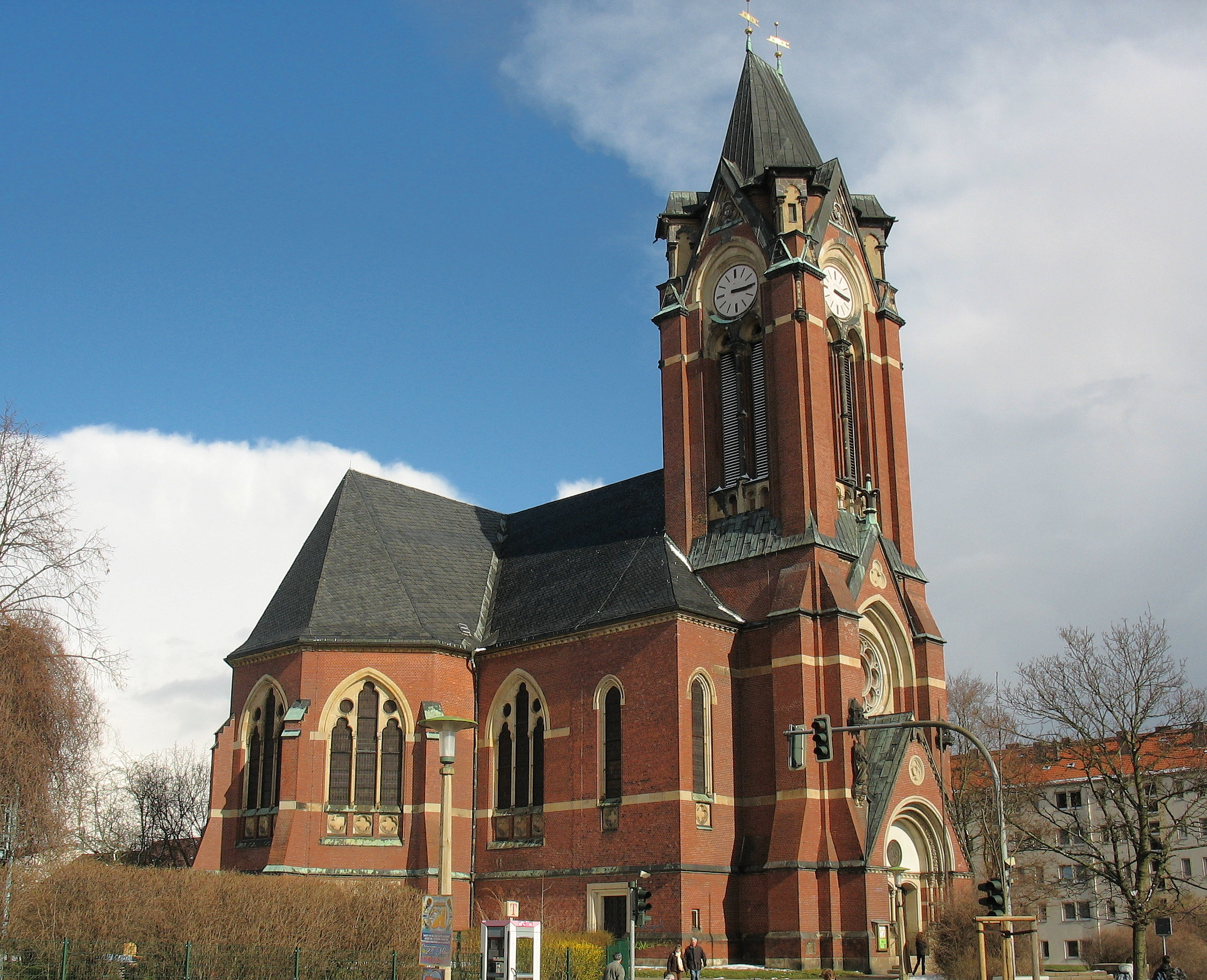
Pauluskirche

Der Grundstein der Pauluskirche wurde am 17. Juni 1895 gelegt. Sie entstand als dritte Kirche der schnell wachsenden Stadt Plauen. Am 26. August 1896 wurde Richtfest gefeiert und am 29. November 1897 die Kirche geweiht. Nachdem die Kirche in der Bahnhofsvorstadt den Zweiten Weltkrieg nahezu unbeschadet überstanden hatte, wurde sie doch noch beim vorletzten (dem dreizehnten) Luftangriff am 10. April 1945 stark beschädigt. Turmspitze und Dachstuhl des Kirchenschiffes wurden zerstört, ebenso sämtliche Fenster und die Orgel. Im Jahre 1946 begann der Wiederaufbau und 1957 konnte die Kirche zum zweiten Mal geweiht werden.
Die katholische Herz-Jesu-Kirche entstand 1901/1902 als dreischiffige Basilika im neuromanischen Stil aus hellem Werkstein und rotem Backstein nach Plänen des Leipziger Architekten Julius Zeißig. Sie wurde 1905 geweiht. Der Turm ist 48 Meter hoch. Die ehemals aufwändige Innenausmalung und die Buntglasfenster wurden im Zweiten Weltkrieg zerstört. Nach dem Krieg wurde die Kirche mehrmals renoviert. Die letzte aufwändige Renovierung erfolgte im Jahr 2008. 2003 wurde auf dem südlichen Dach des Mittelschiffs eine Photovoltaikanlage installiert.

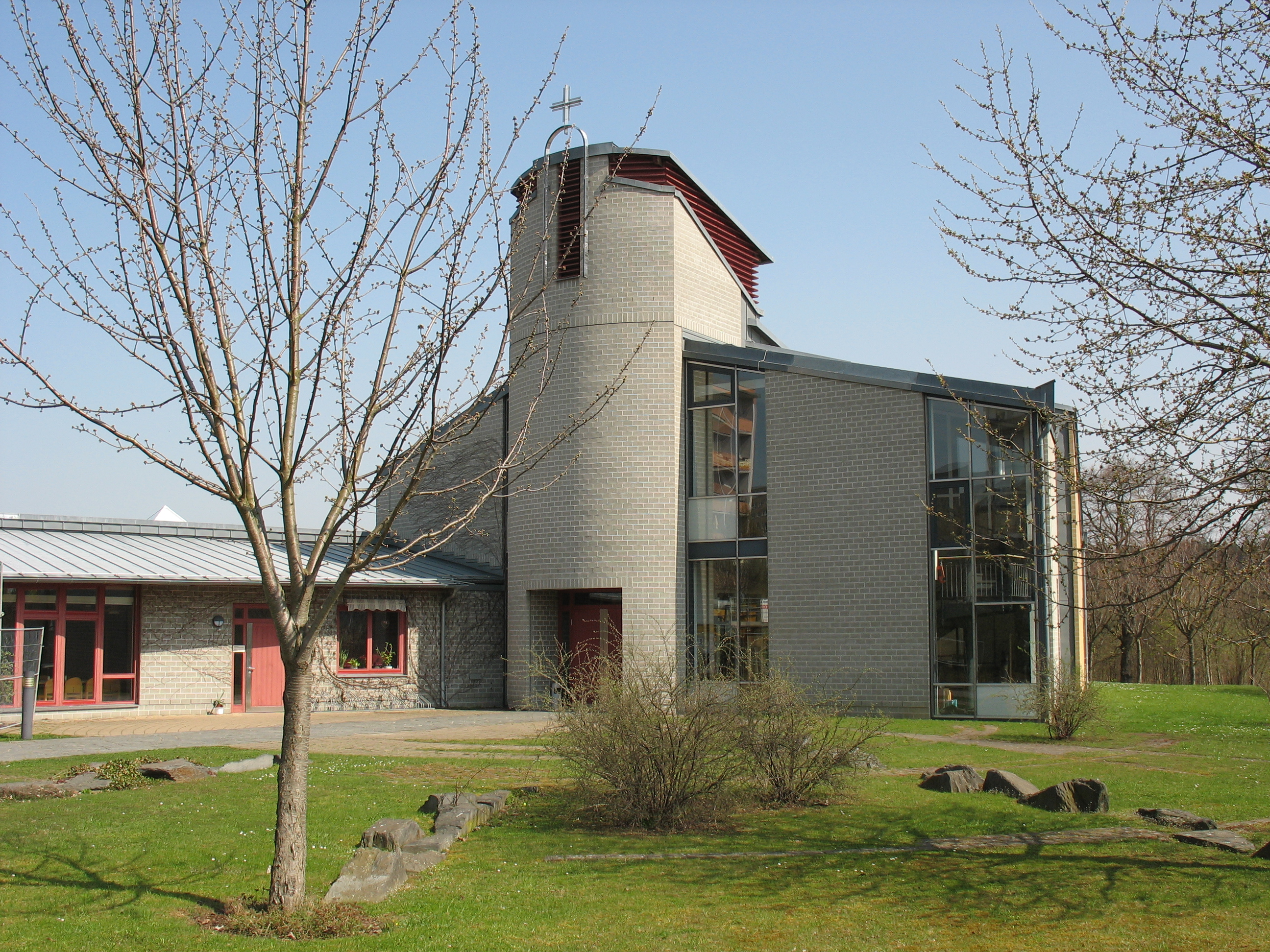
Versöhnungskirche

Nach langem Ringen wurde 1993 der Grundstein für die Versöhnungskirche im Stadtteil Chrieschwitzer Hang gelegt. Am 20. März 1994 wurde die Kirche geweiht. Im großen Fenster des Kirchenraumes wurde eine Steinplatte vom Ölberg in Jerusalem eingelassen. Die Kirche besteht aus zwei eigenständigen, kontrastierenden Baukörpern. Sie ist überwiegend aus massivem Stahlbeton gebaut und mit Betonwerkstein verkleidet. Die Kirche gehört zur Michaelisgemeinde, die in Reusa noch ein Gemeindezentrum unterhält.
Im Stadtgebiet von Plauen befinden sich noch die evangelisch-methodistische Erlöserkirche und die evangelisch-lutherische Stephanuskirche (Oberlosa) und in den Ortschaften die Dorfkirche Jößnitz, die Dorfkirche Steinsdorf, die Dorfkirche Straßberg und die Kapelle Kauschwitz.
Der jüngste Kirchenbau ist die St.-Matthäus-Kirche der Selbständigen Evangelisch-Lutherischen Kirche (SELK) im Stadtteil Haselbrunn. Die Gemeinde hatte vorher ihre Gemeinderäume in der Schumannstraße. Zum Reformationsfest 1999 konnte die Kirche geweiht werden, 2011 der Glockenturm.

### Brücken
Plauen hat, was Brücken betrifft, einige Superlative zu bieten. Dort befinden sich die größte Steinbogenbrücke der Welt und die älteste Brücke Sachsens. An der Grenze zu Jocketa befindet sich die zweitgrößte Ziegelbrücke der Welt.

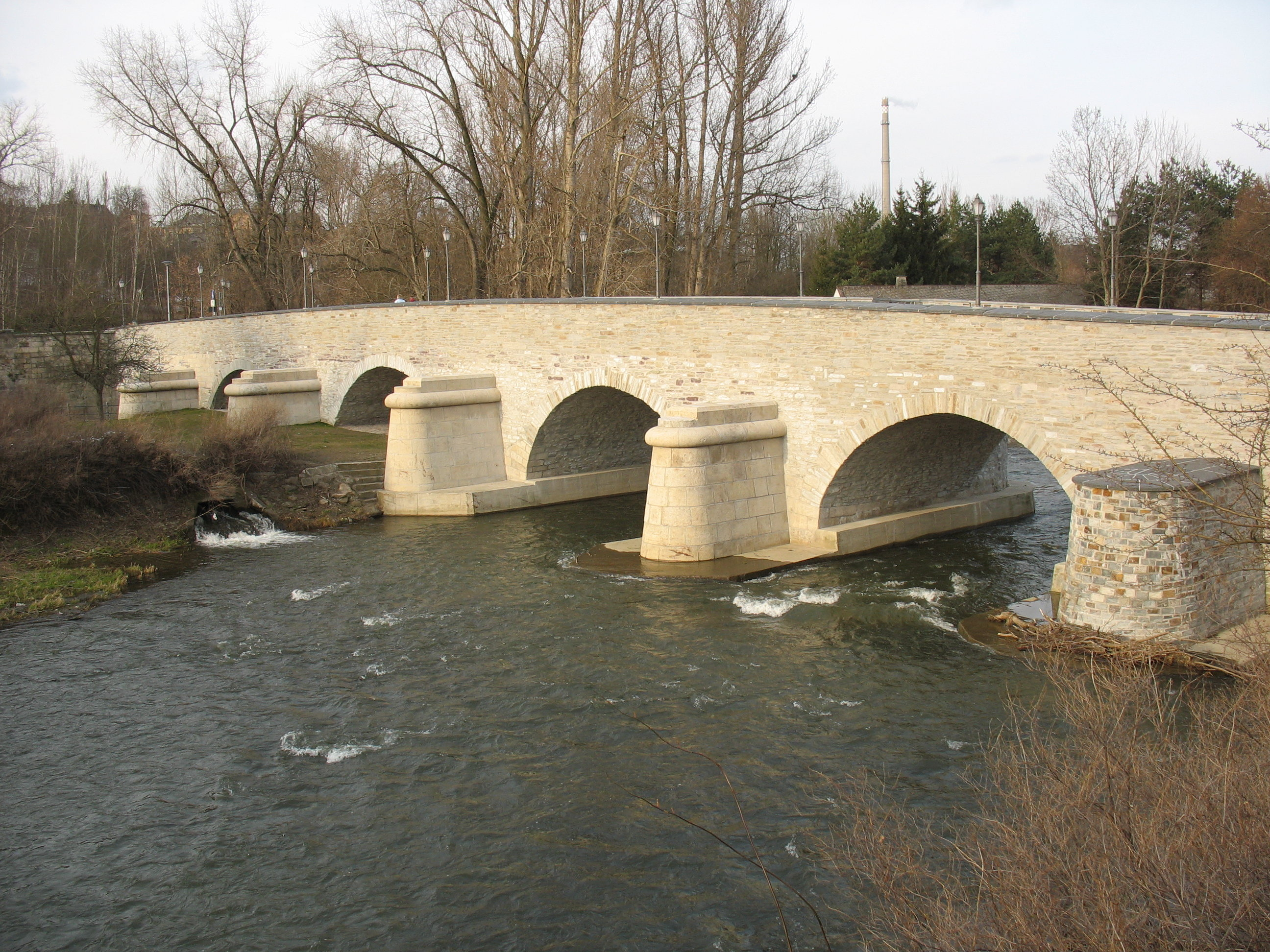
Die Alte Elsterbrücke

Die Alte Elsterbrücke wurde 1244 als Pons lapideus (steinerne Brücke) erstmals urkundlich erwähnt. Damit ist sie die älteste Brücke Sachsens. Hier trafen zwei der ältesten Handelsstraßen aus Nürnberg (Frankenstraße im Zuge der B 173) und Augsburg aufeinander und überquerten gemeinsam die Weiße Elster. Die Brücke gehörte zur alten Stadtbefestigung Plauens und überquert mit einer Länge von 75 und einer Breite von sieben Metern die Elster und den Mühlgraben. Sie besteht aus sechs steinernen Bögen und besaß früher zwei Turmaufbauten an den Enden. Um 1860 wurden diese Brückentürme mit der vor dem Brückentor stehenden Postmeilensäule abgerissen. 1888 wurde die Brücke nach einem Umbau, bei dem sie mit Stahlverstrebungen verstärkt wurde, neu geweiht und erhielt den Namen König-Albert-Brücke. Am 15. November 1894 wurde die Straßenbahnstrecke, die zunächst eingleisig über die Brücke führte, eröffnet. Ab 28. November 1903 fuhr die Straßenbahn zweigleisig. In den letzten Wochen des Zweiten Weltkrieges wurde die Südseite der Brücke durch einen Bombentreffer stark beschädigt. Nach dem Krieg wurde sie wieder aufgebaut und in Dr.-Wilhelm-Kültz-Brücke umbenannt. Nachdem der Straßenbahnverkehr drastisch zugenommen hatte, wurde in den 1970er Jahren nur wenige Meter stromaufwärts eine neue Brücke über die Elster errichtet, die im November 1973 unter dem Namen Neue Elsterbrücke für den Verkehr freigegeben wurde. Nach der Rekonstruktion 1984 wurde sie nur noch als Fußgängerbrücke freigegeben. 1986 wurde eine Nachbildung der kursächsischen Postdistanzsäule, nicht originalgetreu aus Rochlitzer Porphyr und ohne Entfernungsangaben, am südlichen Ende der Brücke aufgestellt, die an die Bedeutung der Brücke für den Handel erinnern soll. Zwischen 2006 und 2007 fanden umfangreiche Sanierungsarbeiten statt, die mit der Weihe am 15. August 2007 abgeschlossen wurden. Die bei einem Unfall Ende 2010 zerstörte Postmeilensäule wurde unter Verwendung des Wappenteiles – nun mit rekonstruierten Entfernungsangaben – neu gefertigt und im Oktober 2011 aufgestellt. Seit 2023 finden an der Neuen Elsterbrücke erneut Sanierungsarbeiten statt. Dafür wird die Brücke zum Teil abgerissen und neu aufgebaut. Teil dieser Sanierung ist auch die Erneuerung der unterirdisch gelegenen Überdeckungen für die Syra und den Mühlgraben. Die zweispurige Straßenbahnstrecke, die über die Brücke führte, wird von einer einspurigen Strecke auf dem Rest der Brücke ersetzt, um den weiteren Straßenbahnverkehr zu gewährleisten. Das Ende der Arbeiten ist voraussichtlich im April 2025 geplant.

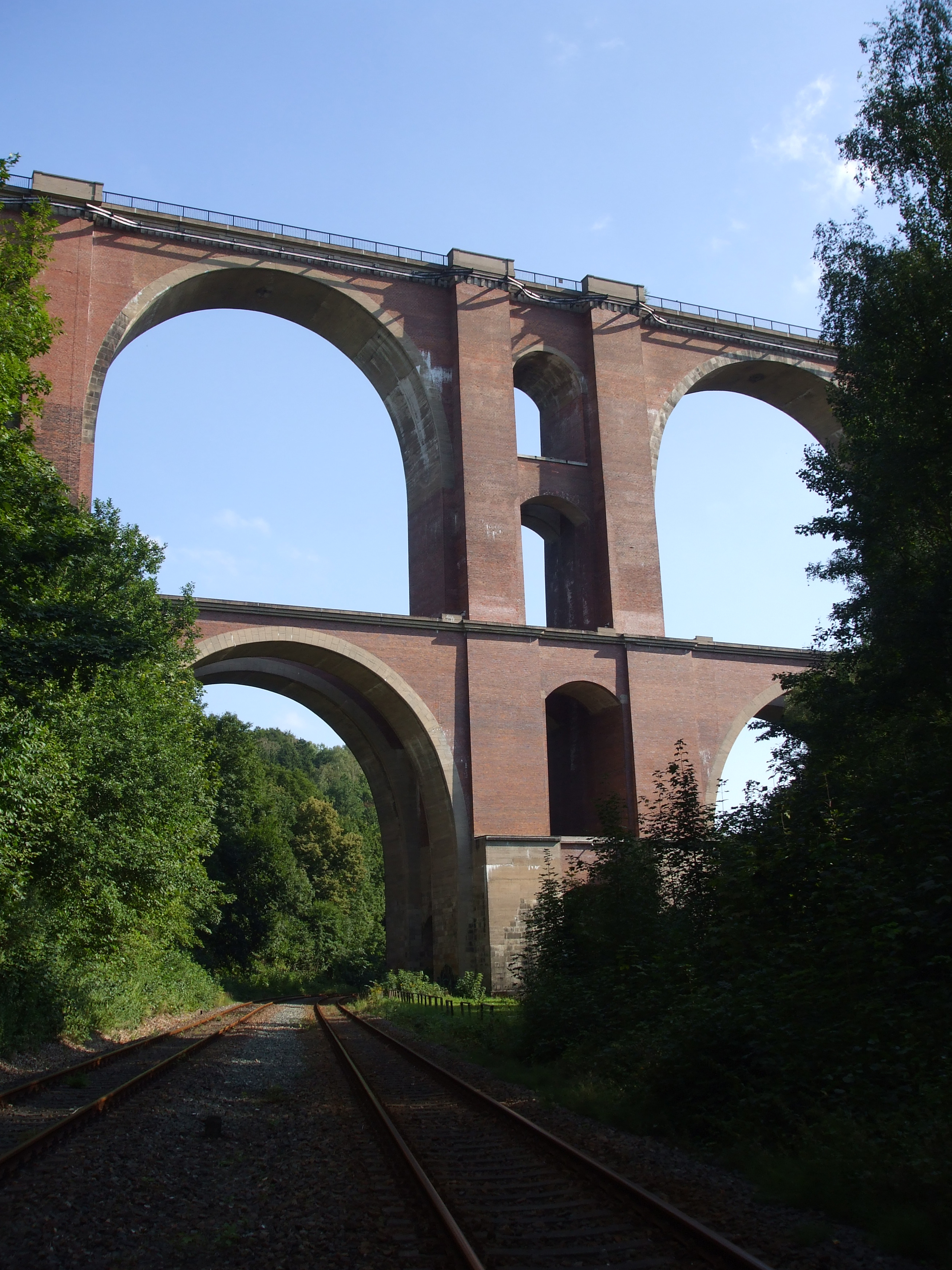
Elstertalbrücke

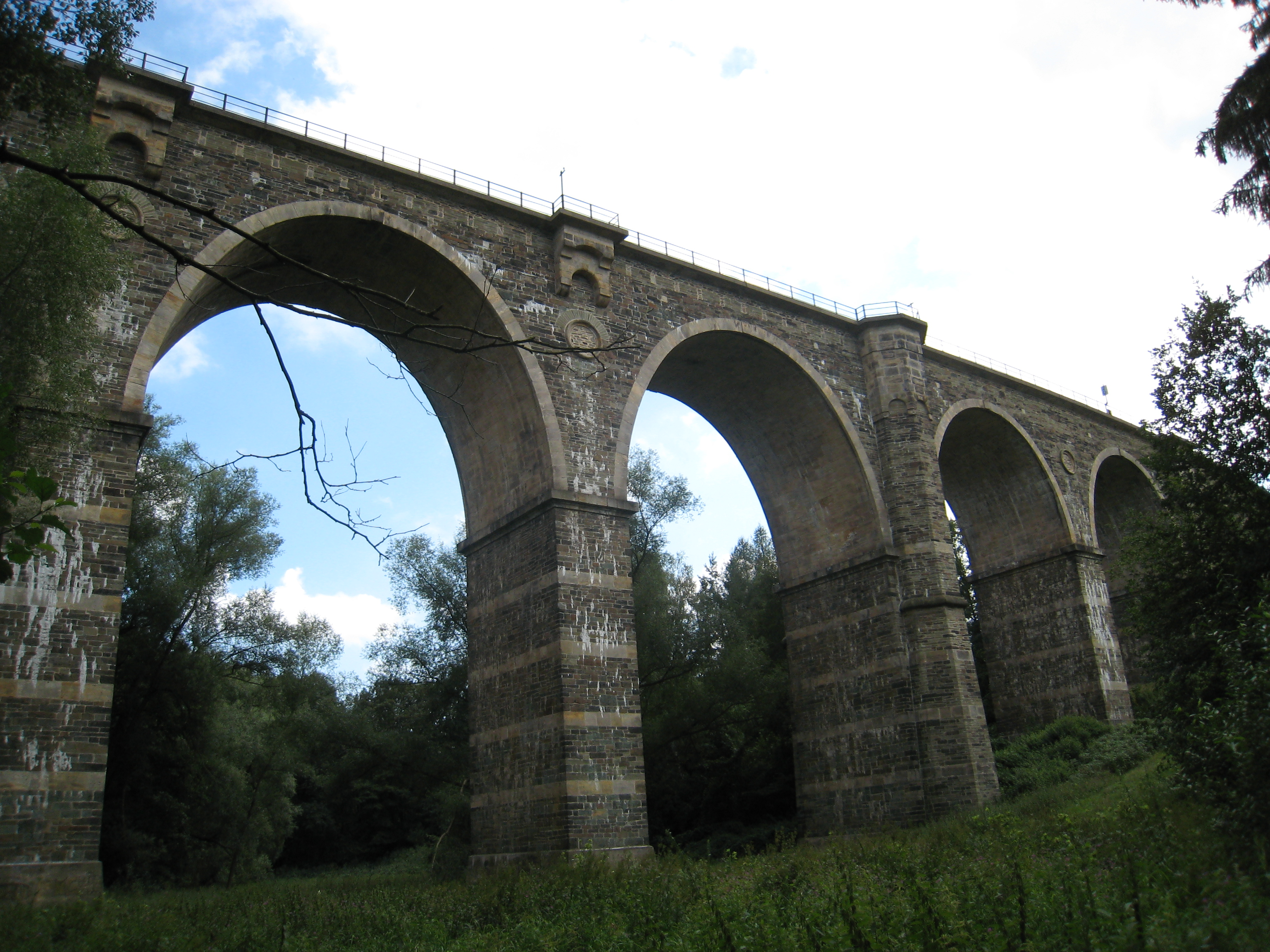
Die Syratalbrücke

Die Elstertalbrücke ist nach der Göltzschtalbrücke die zweitgrößte Ziegelbrücke der Welt. Sie befindet sich an der Stadtgrenze Plauens zwischen den Ortsteilen Jößnitz und Jocketa. Die Brücke wurde wie ihre große Schwester im Zuge des Eisenbahnbaus für die Sächsisch-Bayerische Eisenbahn errichtet. Der Grundstein für die 279 Meter lange und 68 Meter hohe Brücke wurde am 7. November 1846 gelegt. Mehrere hundert Arbeiter waren während der Bauarbeiten beschäftigt, bei denen über zwölf Millionen Ziegel verbaut wurden, ehe die Brücke am 15. Juli 1851 eröffnet wurde. In den letzten Tagen des Zweiten Weltkriegs, am 16. April 1945, wurde der mittlere Pfeiler von deutschen Wehrmachtssoldaten gesprengt. Nach dem Krieg wurde ein provisorischer Stahlpfeiler eingebaut und die Strecke konnte ab 4. Februar 1946 wieder befahren werden. Bis Oktober 1950 wurde die Brücke komplett wiederhergestellt. Die Elstertalbrücke überquert das Elstertal, in dem neben der Weißen Elster die Elstertalbahn verkehrt und besitzt zwei Etagen. Die untere Etage besteht aus fünf Pfeilern und zwei großen Bogen, die obere aus neun Pfeilern und sechs großen Bogen. Vier Pfeiler sind zu zwei Doppelpfeilern verbunden. Während auf der oberen Etage der Zugverkehr zwischen Reichenbach und Plauen rollt, befindet sich auf der ersten Etage ein Fußgängerübergang, der in das Wanderwegenetz integriert ist. Am Fuße der Brücke befindet sich der Bahnhof Barthmühle.

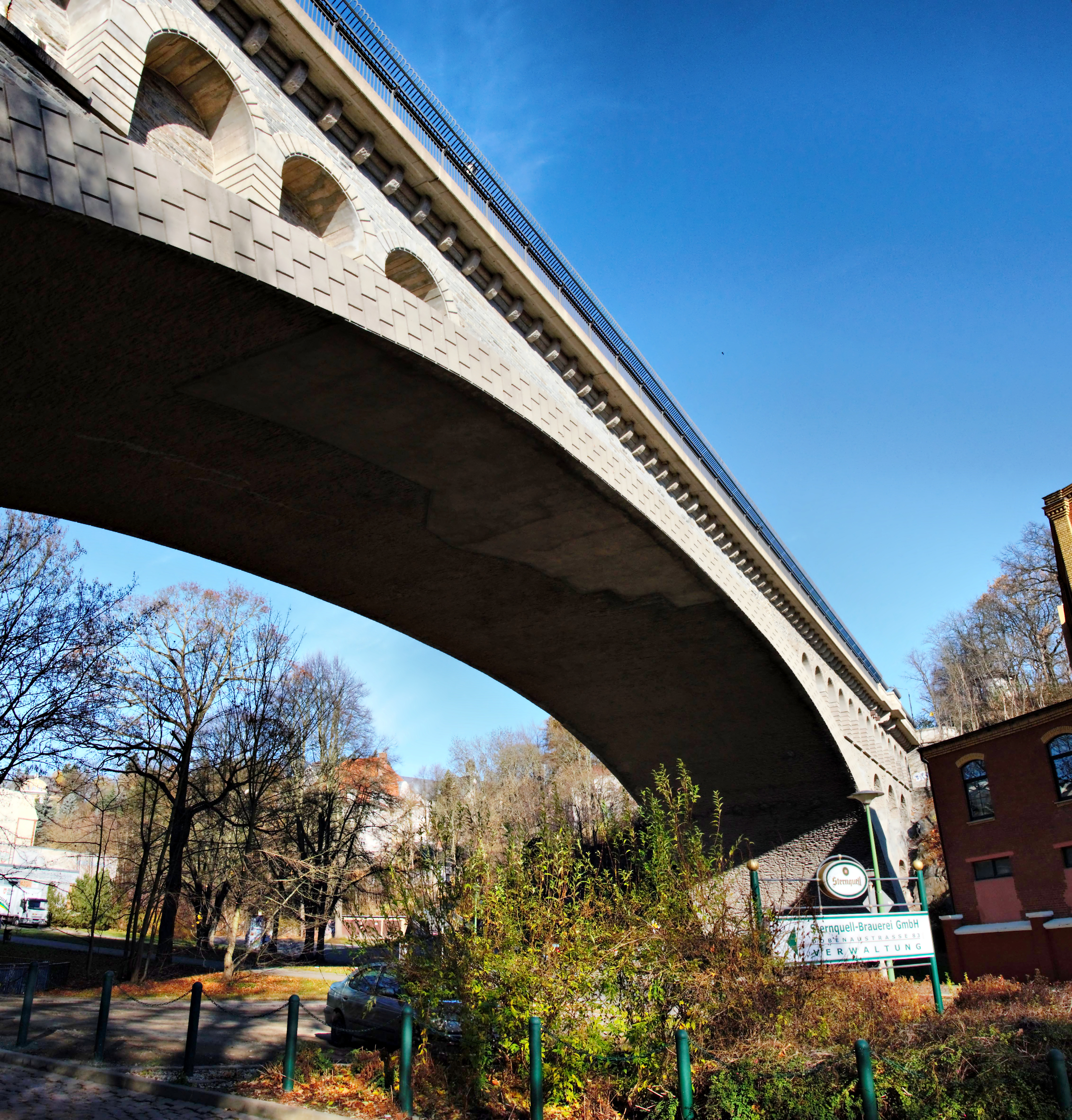
Friedensbrücke (Syratalviadukt)

Die Friedensbrücke (auch Syratalviadukt) ist mit 90 Metern Spannweite die größte Bruchsteinbogenbrücke der Welt. Die Brücke hat eine Länge von 133, eine Breite von 18 und eine Höhe von 18 Metern. Sie überspannt die Syra und eine Gemeindestraße; über sie führt die Bundesstraße 92. Nachdem es bereits seit den 1870er Jahren Planungen für den Bau einer Brücke über das Syratal gegeben hatte, wurde 1901 ein Architekturwettbewerb ausgeschrieben, bei dem
23 Entwürfe eingingen. Die Firma Liebold & Co. setzte sich mit einer Steinbogenbrücke durch, die anfangs drei Bögen vorsah. Um den Verkehr im Tal nicht zu beeinträchtigen, wurde der Entwurf noch einmal überarbeitet, sodass nur noch ein Bogen vorgesehen war. Am 26. März 1903 begannen die Schachtarbeiten für die Widerlager. Zwischen dem 1. August und dem 28. September 1903 wurde das Lehrgerüst für den Hauptbogen errichtet und am 15. Oktober desselben Jahres mit der Aufmauerung des Bogens begonnen. Diese Arbeiten waren am 26. November abgeschlossen. 1904 wurde mit dem Bau des Nebenbogens begonnen, ebenso mit den Stirn- und Flügelmauern und der Treppenanlage. 1905 wurden die Geländer montiert; das Lehrgerüst wurde entfernt. Am 24. August 1905 wurde die Brücke im Beisein des Königs Friedrich August III. auf seinen Namen geweiht. Gleichzeitig wurde die über die Brücke führende Strecke der Straßenbahn eröffnet. In den Jahren zwischen 1907 und 1938 wurden mehrmals Instandhaltungsarbeiten durchgeführt. In den letzten Wochen des Zweiten Weltkriegs wurde die Brücke bei einem Bombenangriff schwer beschädigt. Die Instandsetzung ab 1946 wurde durch die knappen Mittel an Baustoffen stark behindert, doch konnten 1949 die Bauarbeiten an der Brücke beendet werden. Beim Wiederaufbau wurden die Straßenbahnschienen abgebaut. 1984 und zwischen 2001 und 2004 wurde die Brücke saniert. Nachdem die Brücke am 7. November 1945 in Friedrich-Ebert-Brücke umbenannt worden war, heißt sie seit 29. November 1973 Friedensbrücke.
Als letzter Rest der Ende des Zweiten Weltkriegs zerstörten Vogtländischen Maschinenfabrik VOMAG besteht im südwestlichen Randgebiet eine Panzerbrücke aus massivem Stahl. Das Bauwerk steht unter Denkmalschutz und ist für Fußgänger geöffnet. Besonderes Merkmal der Brücke sind die noch zu sehenden Einschusslöcher.
Weitere teils historische Brücken über die Weiße Elster sind die Dürerbrücke, in der Nähe des Unteren Bahnhofs, die Gösselbrücke, über die die Bundesstraße 92 führt, der nur für Fußgänger geöffnete Schwarze Steg, die Stresemannbrücke, über die die vierspurige Bundesstraße 173 verläuft, sowie die Friesenbrücke in Altchrieschwitz.

### Industriebauwerke
Das Fernheizwerk in der Hammerstraße hat einen 171,7 Meter hohen Kamin, welcher das höchste Bauwerk Plauens darstellt.

### Vereinsleben
Im Stadtsportbund von Plauen sind 82 Vereine mit 9395 Mitgliedern organisiert (Stand 2007). Die bekanntesten sind der AC Atlas Plauen, der in der 1. Bundesliga der Gewichtheber erfolgreich ist, der VFC Plauen, der in der Fußball-Regionalliga Nordost spielt, der SVV Plauen der in der Deutschen Wasserball-Liga spielt, der in der Basketball-Oberliga Sachsen spielende Basketball Club Vogtland e. V., der Vogtländische Radsport Verein (VRV) mit mehreren Landesmeistertiteln und der Leichtathletik- und Triathlon-Verein (LATV) Plauen.
Der Verein Plauener Spitzenfest e. V. organisiert das jährlich stattfindende Stadtfest. Der Branchenverband Plauener Spitzen und Stickereien e. V. arbeitet auf verschiedenen Gebieten für die Förderung der Plauener Spitze. Weitere bekannte Vereine sind die NaturFreunde Plauen e. V. der Kunstverein Plauen-Vogtland e. V. das Diakonische Werk – Stadtmission Plauen, Die Kinderinsel Vogtland e. V. der Literaturverein Goethekreis e. V. und der Deutsche Kinderschutzbund Plauen e. V.

### Regelmäßige Veranstaltungen
Das größte Stadtfest ist das Plauener Spitzenfest. Es wurde erstmals im Jahr 1955 gefeiert. Initiiert wurde es ursprünglich, um dem Nationalen Aufbauwerk neue Impulse zu geben. Außerdem sollte es als Werbung für die Plauener Spitze genutzt werden. Bis 1959 fand das Fest jährlich statt. Da 1960 die 2. Arbeiterfestspiele im Bezirk Karl-Marx-Stadt und damit auch in Plauen stattfanden und von 1961 bis 1963 das Parktheater gebaut wurde, setzte man in diesen Jahren die Veranstaltung aus. Von 1964 bis 1968 wurde wieder jährlich ein Spitzenfest gefeiert. 1969 gab es wieder eine Unterbrechung auf Grund der Arbeiterfestspiele. Seit 1970 gibt es das Spitzenfest durchgängig einmal im Jahr. 2009 wurde das 50-jährige Jubiläum mit einer Festwoche gefeiert.
Zwei weitere Stadtfeste finden im Frühjahr und im Herbst statt. Beim Plauener Frühling und beim Plauener Herbst wird eine Mischung aus Bühnenprogrammen und Markttreiben geboten. Der Vogtlandradmarathon ist eine jährliche Radsportveranstaltung, die seit dem Jahr 2000 im Sommer ausgetragen wird. Im Spätsommer veranstaltet die Sternquell-Brauerei ein Brauereifest auf dem Brauereigelände in Neuensalz. In der Adventszeit findet auf dem Alt- und dem Klostermarkt und den angrenzenden Straßen der Plauener Weihnachtsmarkt statt.
Gemeinsam mit der e.o.plauen-Gesellschaft verleiht die Stadt Plauen seit 1995 regelmäßig den e.o.plauen Preis.

### Gedenkorte und Grabstätten

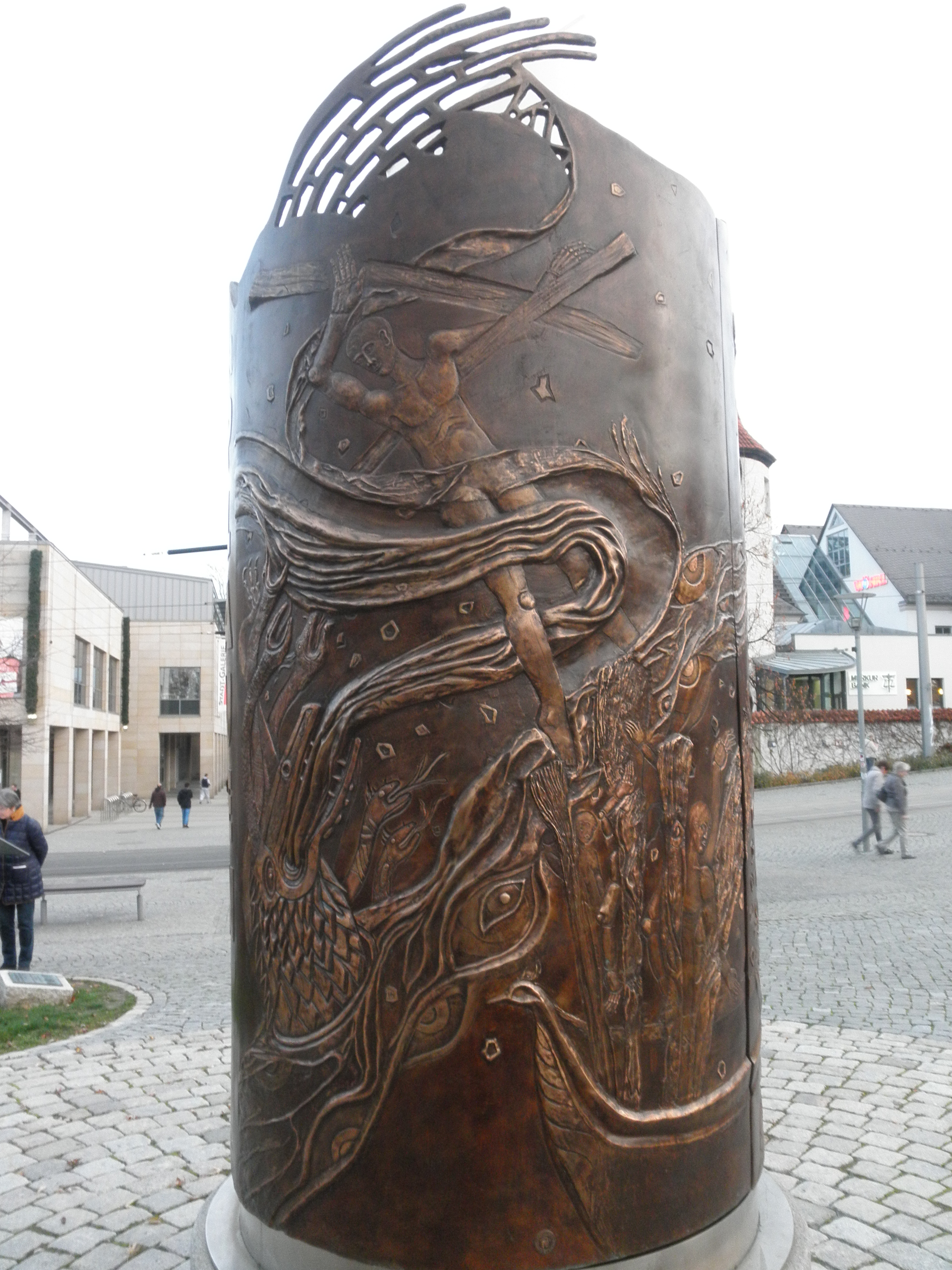
Wende-Denkmal (2010) zur Friedlichen Revolution 1989/90 in Plauen

- Auf dem Hauptfriedhof liegen oberhalb des Krematoriums je ein Grabfeld (B und C) für in Plauen verstorbene Soldaten des Ersten und des Zweiten Weltkrieges. Zwischen relativ wenigen erhaltenen Grabsteinen finden sich freie Flächen. Eine Stele trägt die Inschrift: „Den Opfern beider Kriege“.
- Auf dem Hauptfriedhof, in der Mitte weiter oberhalb des Krematoriums, liegt das sehr unauffällige Massengrab mit Opfern der Luftangriffe auf Plauen (Grabfeld D nach dem Lageplan des Friedhofs). Es gibt keine Einzelgrabsteine und keine Namen der Toten. Das Denkmal am oberen Rand des Grabfeldes trägt die Inschrift: „UNSERE TOTEN MAHNEN. BANNT DEN KRIEG. 1944–1945“. Daraus geht nur indirekt hervor, dass die Bombenopfer gemeint sind und hier liegen.
- Eine „Grab- und Gedenkstätte für die (292) Opfer des Explosionsunglücks am 19. Juli 1918“ (Grabfeld A) in einer Plauener Kartuschierfabrik befindet sich links oberhalb des Krematoriums.

In Plauen und den heute zur Stadt gehörenden Ortsteilen existieren, trotz der umfangreichen Beseitigungen nach Ende des Zweiten Weltkrieges, nach wie vor viele Kriegerdenkmäler, die zum Teil in ihrer Widmung eine Ausweitung erfahren haben.
- Gedenkstein neben der Lutherkirche im Ortsteil Dobenau zu Ehren von 930 russischen Soldaten, die in der Völkerschlacht bei Leipzig gefallen oder später ihren Verletzungen erlegen sind.[80]
- Kriegerdenkmal zu Ehren der im Ersten Weltkrieg gefallenen Soldaten auf dem Friedhof I in der Reißiger Vorstadt.[81]
- Kriegerdenkmal zu Ehren der im Ersten Weltkrieg gefallenen Soldaten an der Hauptstraße im Ortsteil Straßberg.[82]
- Denkmalensemble für die im Ersten und Zweiten Weltkrieg gefallenen Soldaten Am Anger im Ortsteil Neundorf.[83]
- Kriegerdenkmal zu Ehren der im Ersten Weltkrieg gefallenen Soldaten An den Teichen im Ortsteil Zwoschwitz.[84]
- Kriegerdenkmal zu Ehren der im Ersten und Zweiten Weltkrieg gefallenen Soldaten an der Zwoschwitzer Straße im Ortsteil Kauschwitz.[85]
- Kriegerdenkmal zu Ehren der im Ersten Weltkrieg gefallenen Soldaten und den Opfern von Krieg und Gewalt in den Jahren 1939–1945 am Windberg im Ortsteil Großfriesen.[86]
- Kriegerdenkmal zu Ehren der im Ersten Weltkrieg gefallenen Soldaten an der Taltitzer Straße im Ortsteil Meßbach.[87]
- Kriegerdenkmal zu Ehren der im Ersten Weltkrieg gefallenen Soldaten an der Straße Um die Teiche im Ortsteil Thiergarten.[88]
- Kriegerdenkmal zu Ehren der im Ersten Weltkrieg gefallenen Soldaten an der Möschwitzer Straße im Ortsteil Chrieschwitz.[89]
- Kriegerdenkmal zu Ehren der im Ersten und Zweiten Weltkrieg gefallenen Soldaten an der Bahnhofstraße im Ortsteil Jößnitz.[90]
- In Plauen befinden sich weiterhin mehrere Gedenkstätten zur Erinnerung an die jüdische Gemeinde und die Opfer des Faschismus. In der Feierhalle des Jüdischen Friedhofes am Oberjößnitzer Weg, die 1987 zur Dokumentation der Geschichte der Juden der Stadt eingerichtet wurde, befinden sich Gedenktafeln zur Geschichte der jüdischen Gemeinde und zu den Opfern der Shoa, die bereits 1948 angebracht wurden. 1988 wurde eine Bronzetafel am Gemeindehaus der Siebenten-Tags-Adventisten an der Senefelder Straße/Ecke Engelstraße angebracht, zum Gedenken an das 1930 an dieser Stelle errichtete Gemeindezentrum mit Synagoge, die beim Novemberpogrom 1938 zerstört wurde. Die Künstler Petra Pfeuffer und Dietmar Ohme gestalteten den 1993 eingeweihten Gedenkstein an der evangelisch-methodistischen Erlöserkirche in der Straße der deutschen Einheit/Ecke Gottschaldstraße zur Erinnerung an die in den „Judenhäusern“ des Viertels zusammengepferchten jüdischen Familien vor ihrer Deportation in die Vernichtungslager. Zur Erinnerung an den im KZ Auschwitz ermordeten letzten Vorsteher der Israelitischen Religionsgemeinde, Isidor Goldberg,[91] wurde 1996 eine Gedenktafel an seinem letzten Wohnhaus in der Krausenstraße 2 angebracht. An ihn und andere jüdische Bürger erinnern auch einige Straßennamen der Stadt. Auf dem Friedhof I an der Jößnitzer Straße befindet sich seit 1988 ein weiterer Gedenkstein zur Erinnerung an das jüdische Leben in Plauen.
- Auf dem Plauener Hauptfriedhof an der Kleinfriesener Straße wurde 1950 ein Ehrenmal für alle Opfer des Faschismus errichtet. Dort sind Opfer verschiedener Herkunft und unterschiedlicher Länder begraben.
- Am Treppenaufgang zum Oberen Bahnhof befindet sich eine Gedenktafel an den Reichsbahner und Widerstandskämpfer Paul Dittmann, der 1942 an den Folgen der erlittenen Zuchthaushaft verstarb. Am Gutsheinrichteich im Ortsteil Thiergarten steht ein Gedenkstein für den 1932 von SA-Männern ermordeten Arbeiter Willy Thoß. Eine ähnliche Tafel für die 1931 erschossenen Arbeitersportler Martin Groh und Kurt Hommel am Komthurhof/Ecke Hofwiesenstraße wurde 1996 vom Kulturamt auf Grund von Bauarbeiten sichergestellt.
- An den Zeichner e.o.plauen, der sich 1944 seiner drohenden Hinrichtung durch den Freitod entzog, sowie an seinen Freund, den Redakteur Erich Knauf, erinnern die e.o.plauen-Gesellschaft und ein Straßenname. Dagegen wurde die Erinnerung an den Kommunisten Rudolf Hallmeyer nach 1990 aus dem öffentlichen Raum entfernt. Auch die Gedenkstätte in den Arrestzellen des ehemaligen Polizeigefängnisses im Keller des Rathauses in der Herrenstraße existiert nicht mehr.
- Auf dem Schlossberg erinnern zwei Gedenktafeln an die Opfer politischer Justiz in SBZ/DDR und an die Jugendlichen, die von hier aus 1945 (und danach) den Weg in sowjetische Speziallager antreten mussten und zum Teil nicht wiederkamen.
- Das Wende-Denkmal von Plauen, ein „Bürgerdenkmal zur Friedlichen Revolution 1989“, wurde 2010 eingeweiht.[92] Es liegt schräg gegenüber dem Neuen Rathaus und wird von fünf Stelen flankiert, die Jahreszahlen mit besonderer Bedeutung in der DDR symbolisieren (1953, 1961, 1968, 1989, 1990).
- Ein „Weg der Friedlichen Revolution 1989“ führt an für dieses Ereignis in Plauen bedeutsamen Orten entlang.

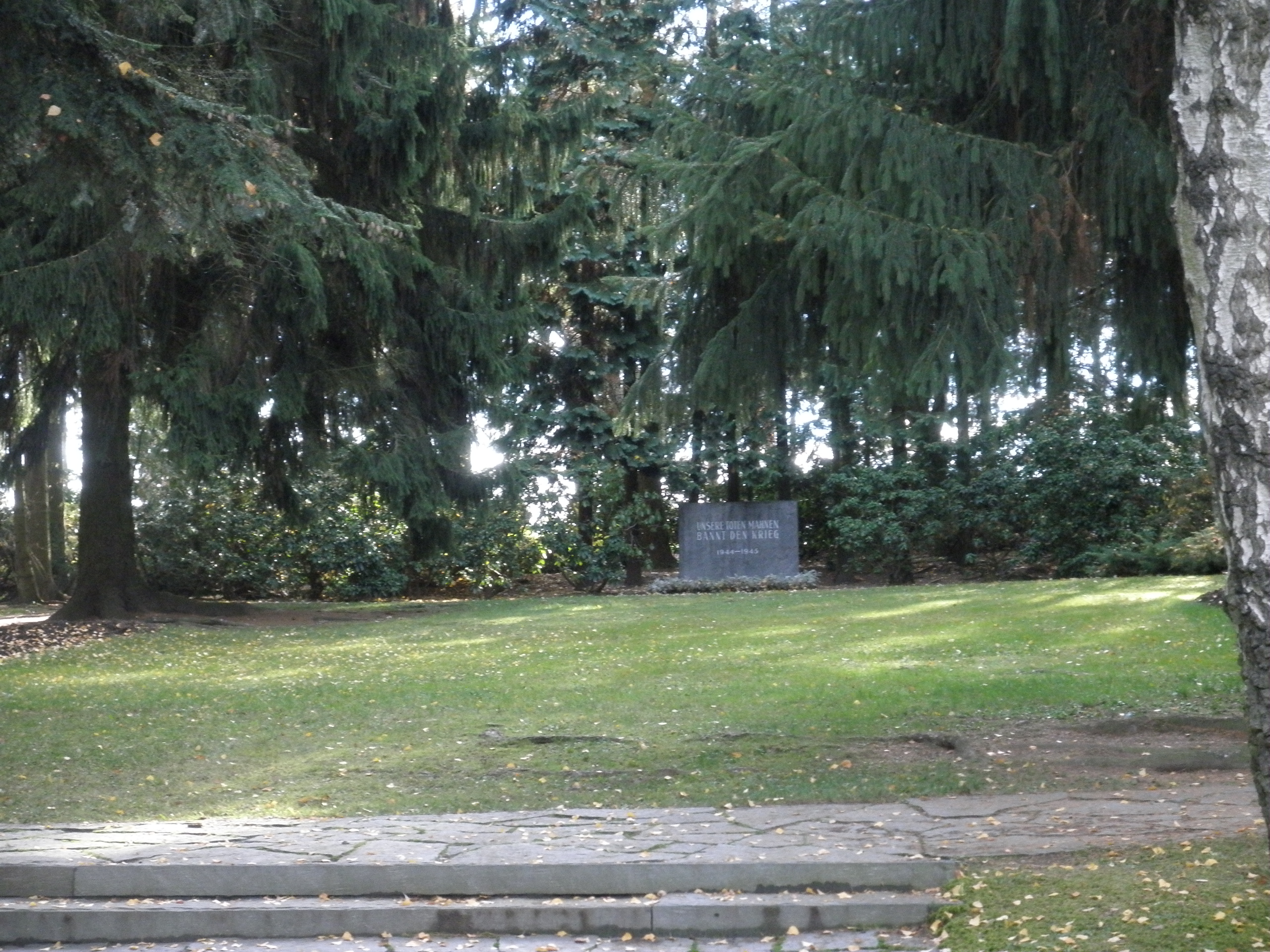
Gräberfeld Bombenopfer 1944/45 (Hauptfriedhof)
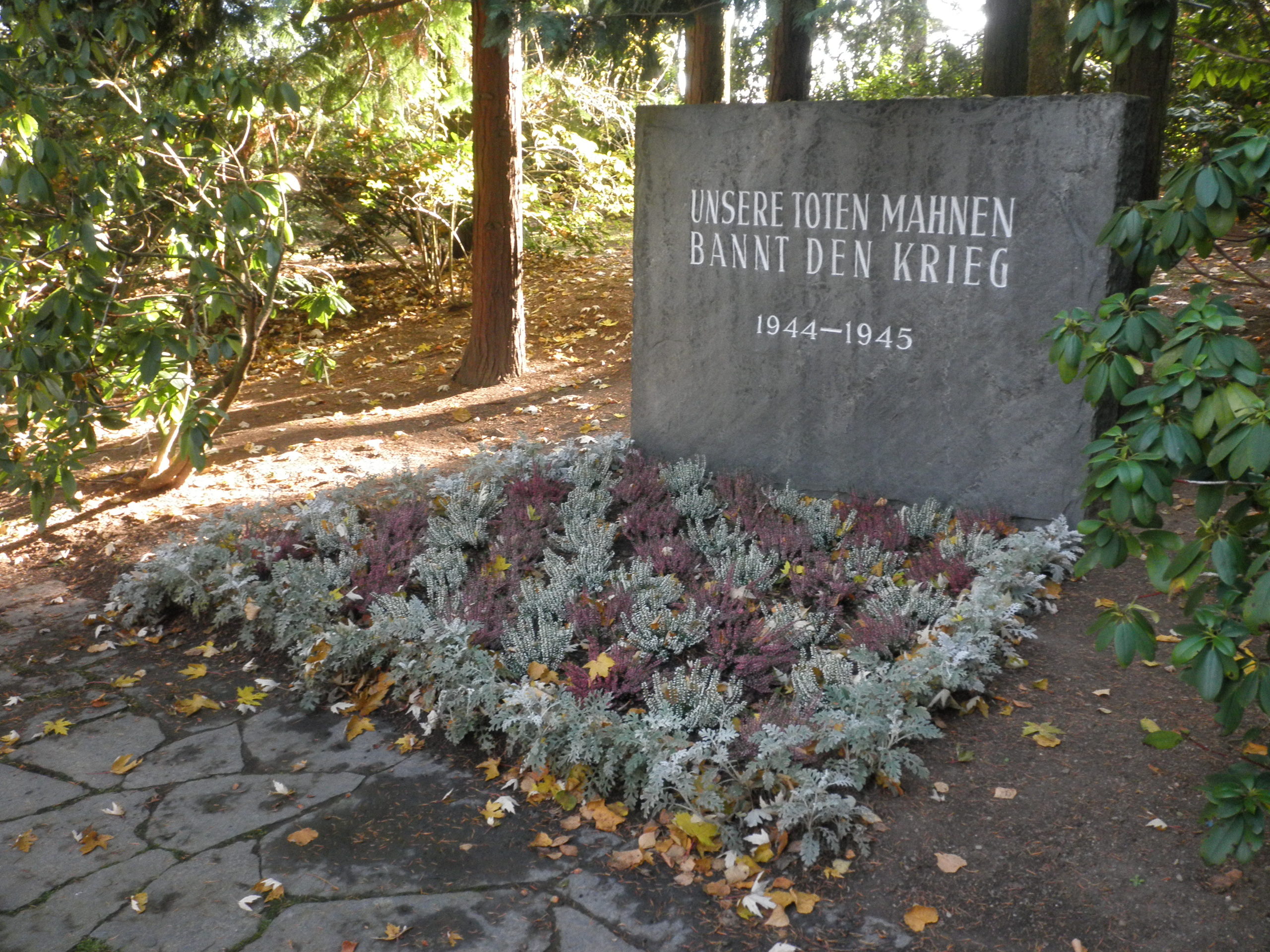
Denkmal für die Bombenopfer 1944/45 (Hauptfriedhof)
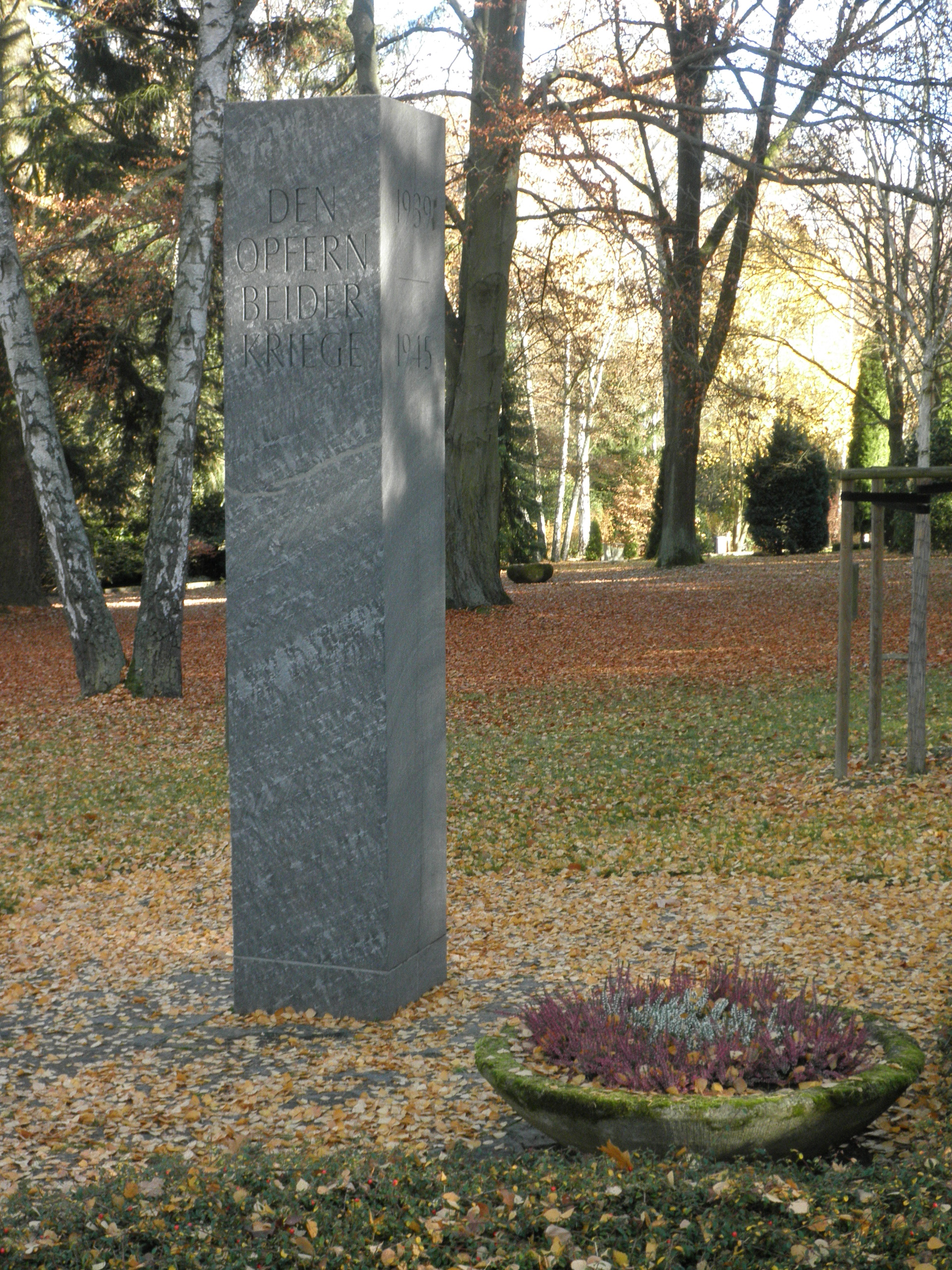
Denkmal für die Gefallenen beider Weltkriege (Hauptfriedhof)
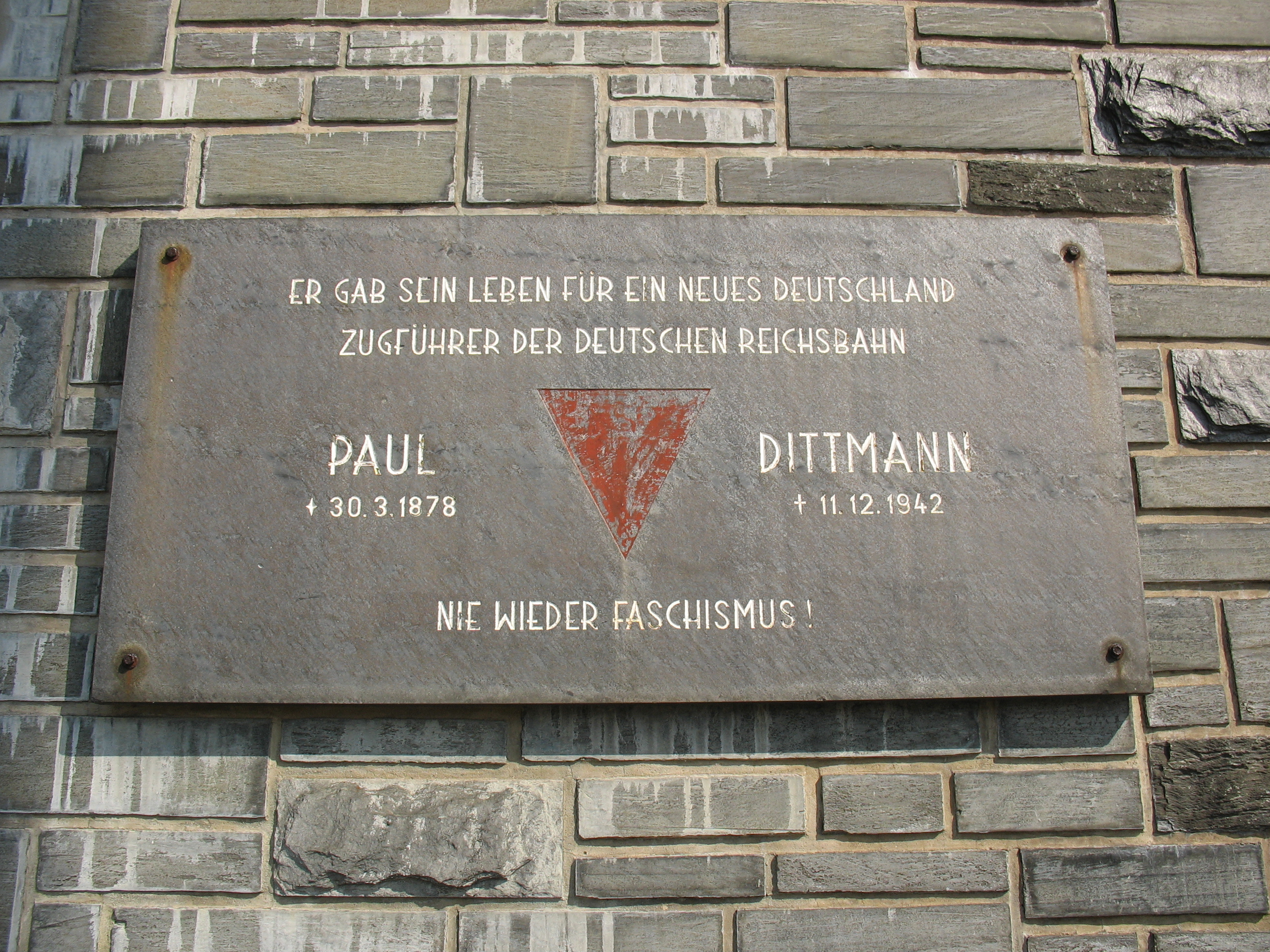
Gedenktafel für Paul Dittmann, NS-Widerstandskämpfer
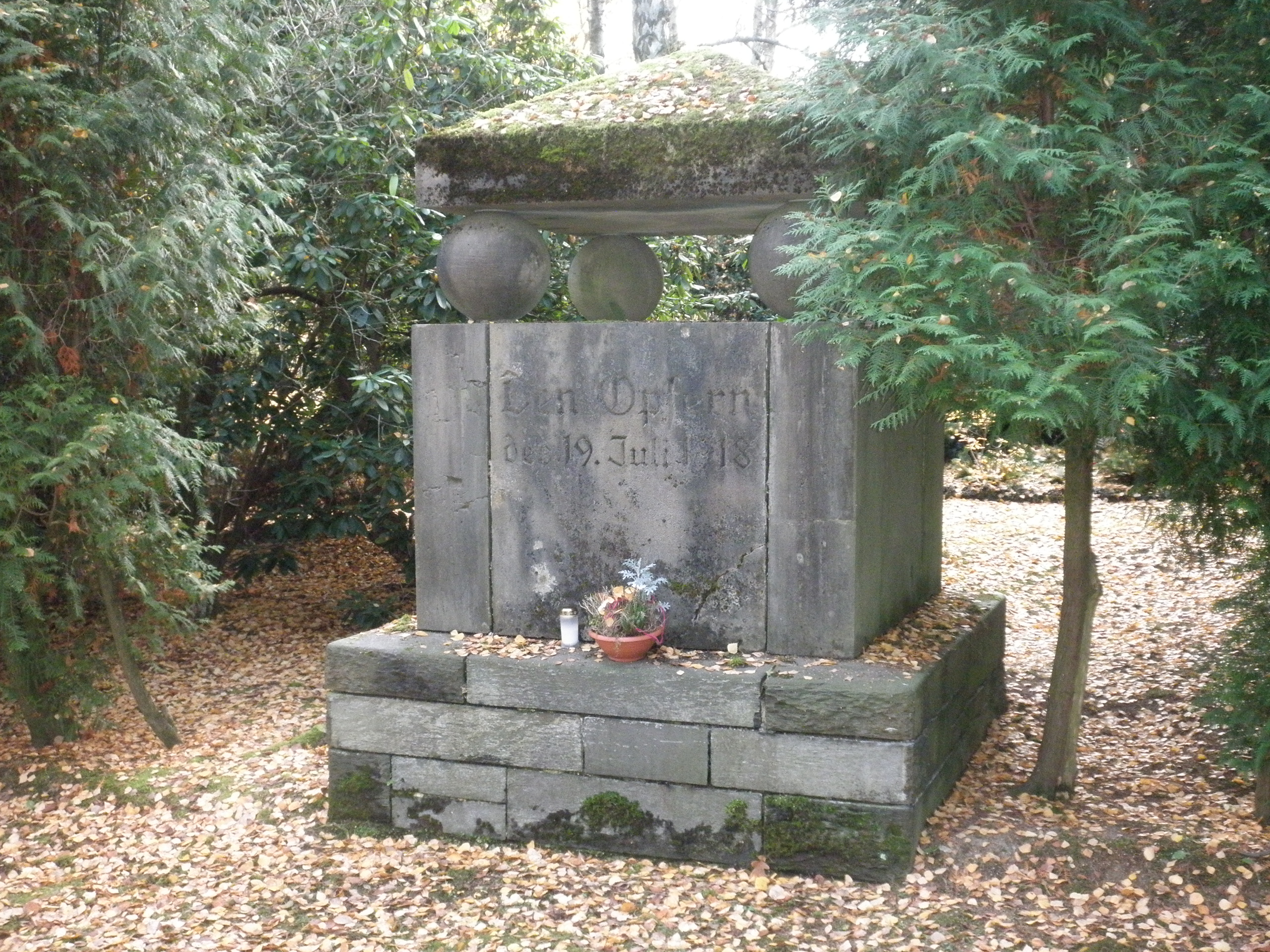
Denkmal für die Opfer des Explosionsunglücks 1918 (Hauptfriedhof)
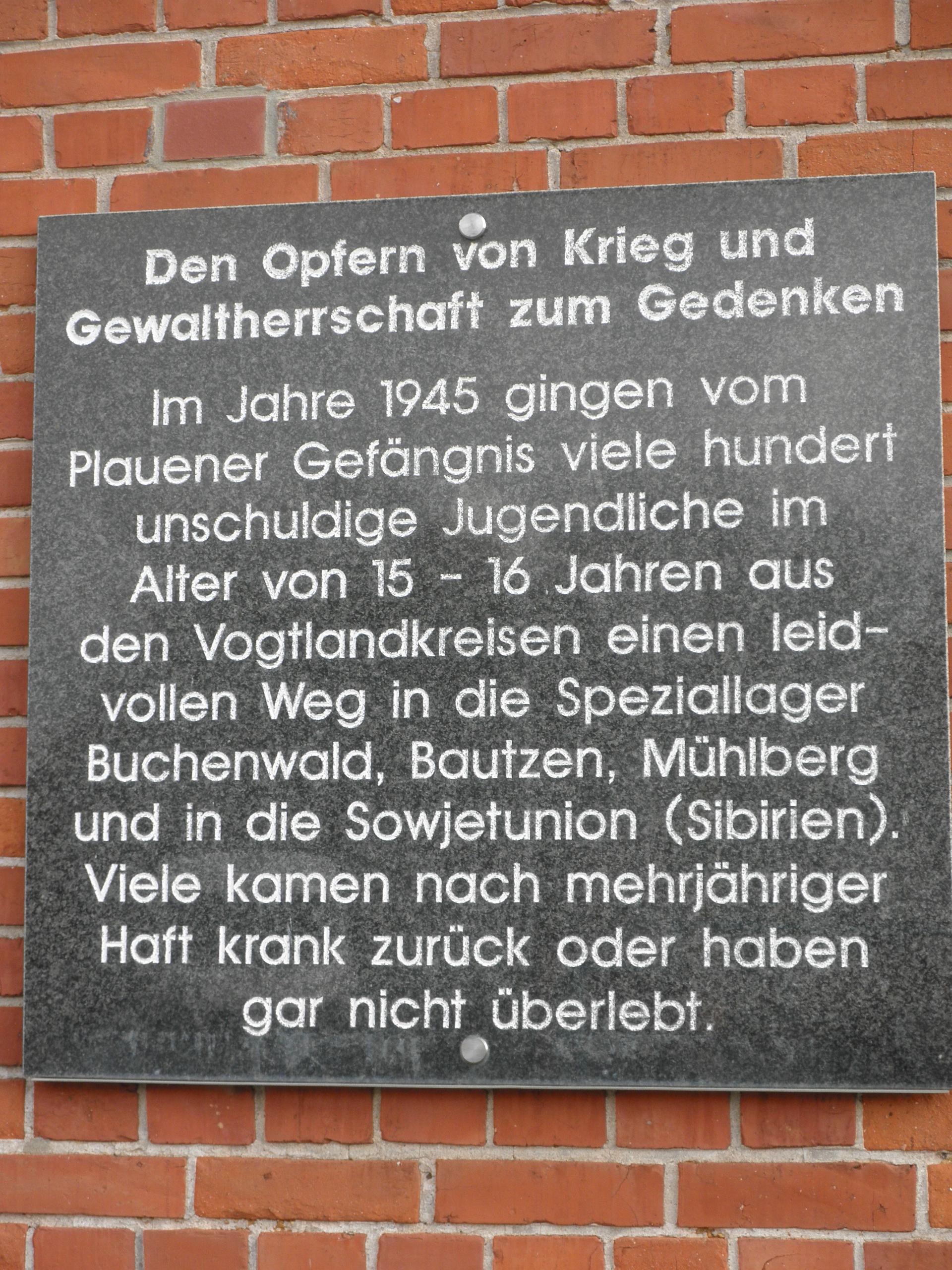
Gedenktafel für Jugendliche, die in sowjetische Speziallager deportiert wurden
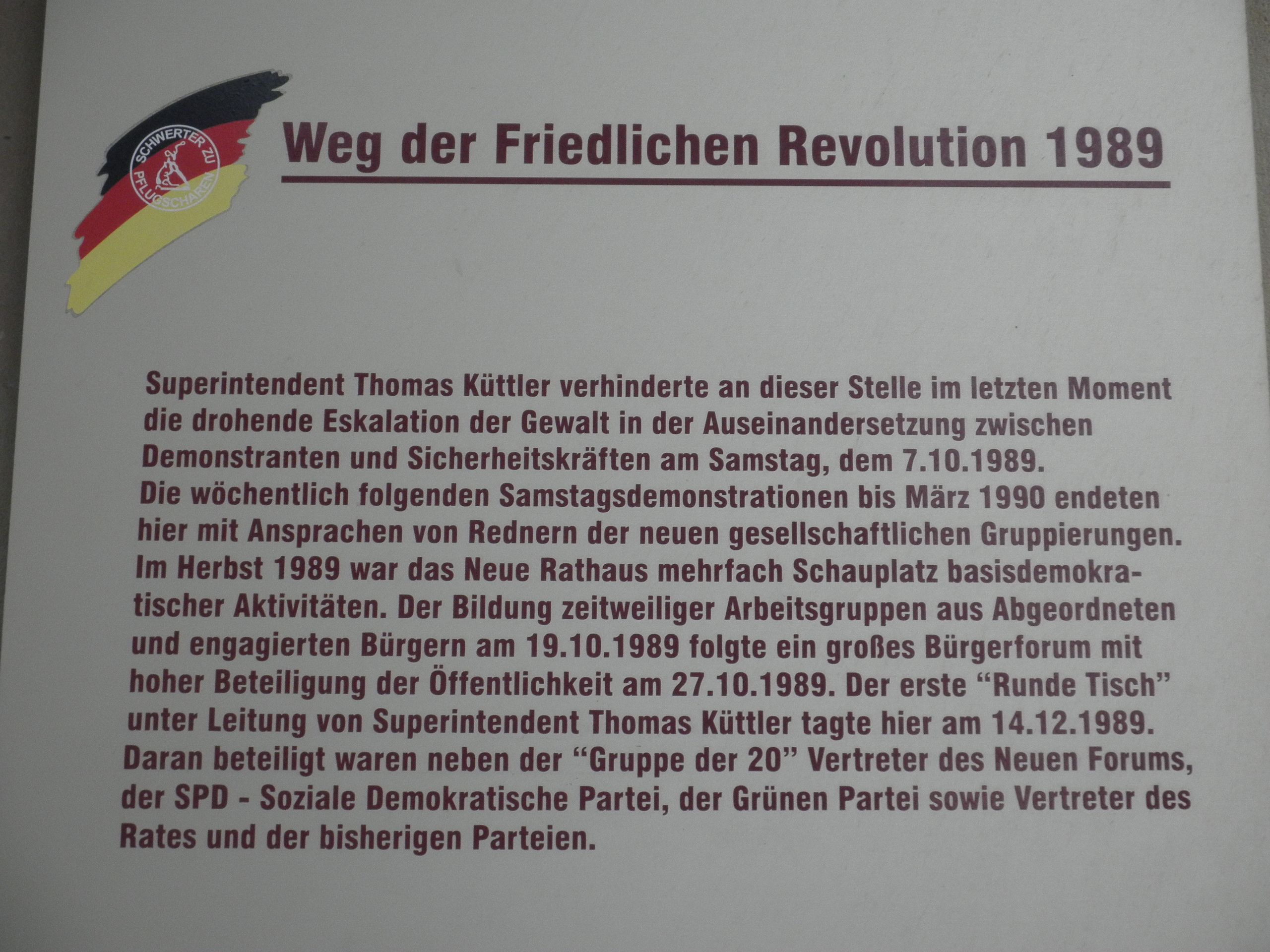
Weg der Friedlichen Revolution in Plauen

## Infrastruktur

### Bildung

#### Historie (Beispielsjahr 1920)

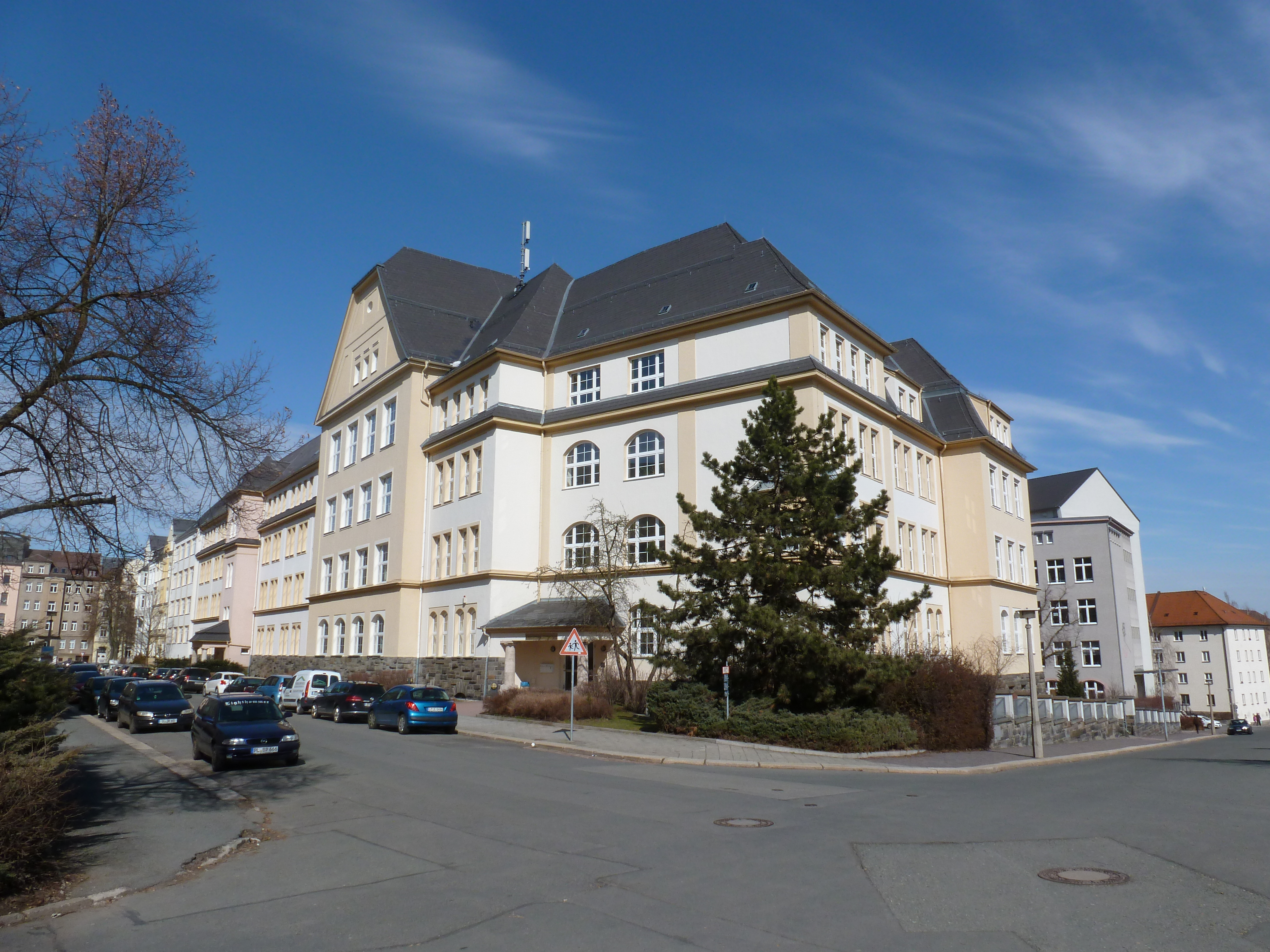
Diesterweg-Gymnasium

1920 gab es in Plauen mehrere Fachschulen: die Sächsische Staatsbauschule, die Staatliche Kunstschule für Textilindustrie, die Vogtländische Stickerfachschule, die Öffentliche Handelslehranstalt, die Städtische Gewerbeschule, die Plauener Musikschule und die Esperantoschule.  Außerdem gab es 16 Bürgerschulen (Volksschulen), zwei katholische Bürgerschulen, eine Hilfsschule, vor allem für Ungelernte zwei Knaben-Fach- und Fortbildungsschulen, drei Allgemeine Mädchen-Fortbildungschulen und eine Volkshochschule.

#### Gegenwart
In Plauen befinden sich zwölf Grundschulen, von denen die Grundschule Karl Marx eine der größten Grundschulen Sachsens ist. Im Stadtgebiet befinden sich zudem fünf Oberschulen und zwei Gymnasien. Am Lessing-Gymnasium werden ein mathematisch-naturwissenschaftliches Profil und ein sprachliches Profil angeboten. Das Diesterweg-Gymnasium bietet neben dem Gymnasium für die Klassen 5 bis 12 ein Vogtlandkolleg für die Erwachsenenbildung an. Das Abitur kann dort entweder im regulären dreijährigen Schulbetrieb oder berufsbegleitend, im Abendunterricht, erworben werden. Außerdem gibt es eine Förderschule, die Käthe-Kollwitz-Schule.
Die Berufsakademie Plauen wurde 1999 gegründet und wurde im Dezember 2006 als siebter Studienstandort in das Sächsische Berufsakademiegesetz aufgenommen. Seit 2010 können die Abschlüsse Bachelor of Arts (Gesundheits- und Sozialmanagement), Bachelor of Arts (Handel und Internationales Management) und Diplom-Ingenieur/in (BA) (Technisches Management) erreicht werden. Im Jahr 2011 wurde zusätzlich der Studiengang Lebensmittelsicherheit mit dem Abschluss Diplom-Wirtschaftsingenieur/in (BA)  oder Bachelor of Science aufgenommen.

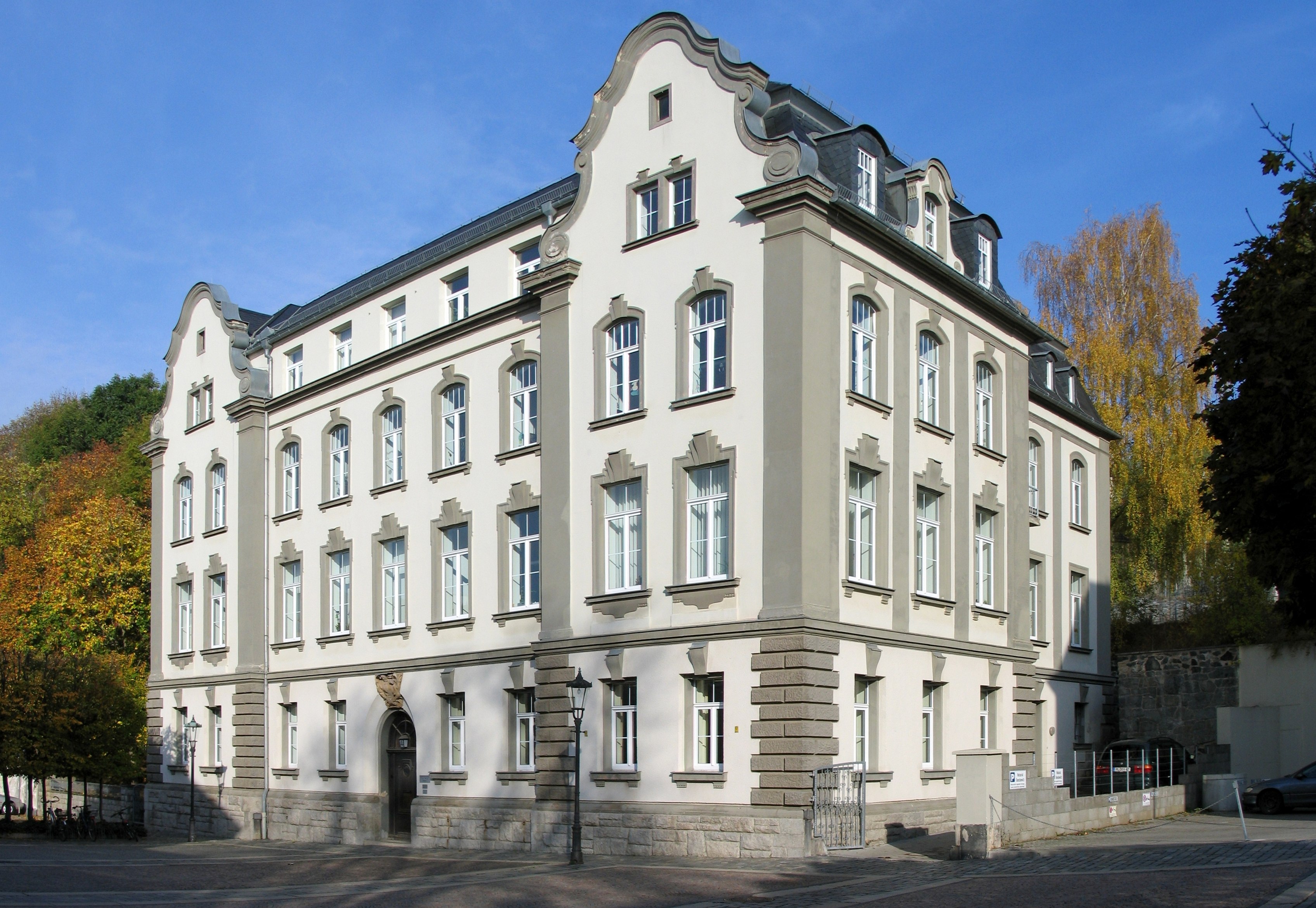
Vogtlandkonservatorium

Das Berufsschulzentrum (BSZ) e.o.plauen für Technik und Gestaltung umfasst neben der Berufsschule, der Berufsfachschule und der Fachoberschule auch ein berufliches Gymnasium und eine Fachschule. Die Textil-, Design- und Medienausbildung setzt die Tradition der Kunstschule Plauen fort. Die Ausbildung in zwanzig weiteren Berufen der Industrie und des Handwerks runden das Angebot ab.
Die gleichen Schularten, jedoch im Bereich Wirtschaft und Gesundheit, gibt es am BSZ Anne Frank. Die Fachschule für Wirtschaft der Gothaer Bildungsgesellschaft Gobi bildet den Staatlich Geprüften Betriebswirt aus. Eine Zusatzausbildung zum Erwerb der Fachhochschulreife kann entweder in Vollzeit oder in berufsbegleitender Teilzeit absolviert werden. Verschiedene weitere Berufs- und berufsbildende Schulen unterschiedlicher Fachrichtungen vervollständigen das Bildungsangebot.
Die Musikschule „Vogtlandkonservatorium ‚Clara Wieck‘“ geht auf eine 1952 gegründete Musikschule zurück, der 1969 der Name Clara Wieck verliehen wurde.

### Verkehr

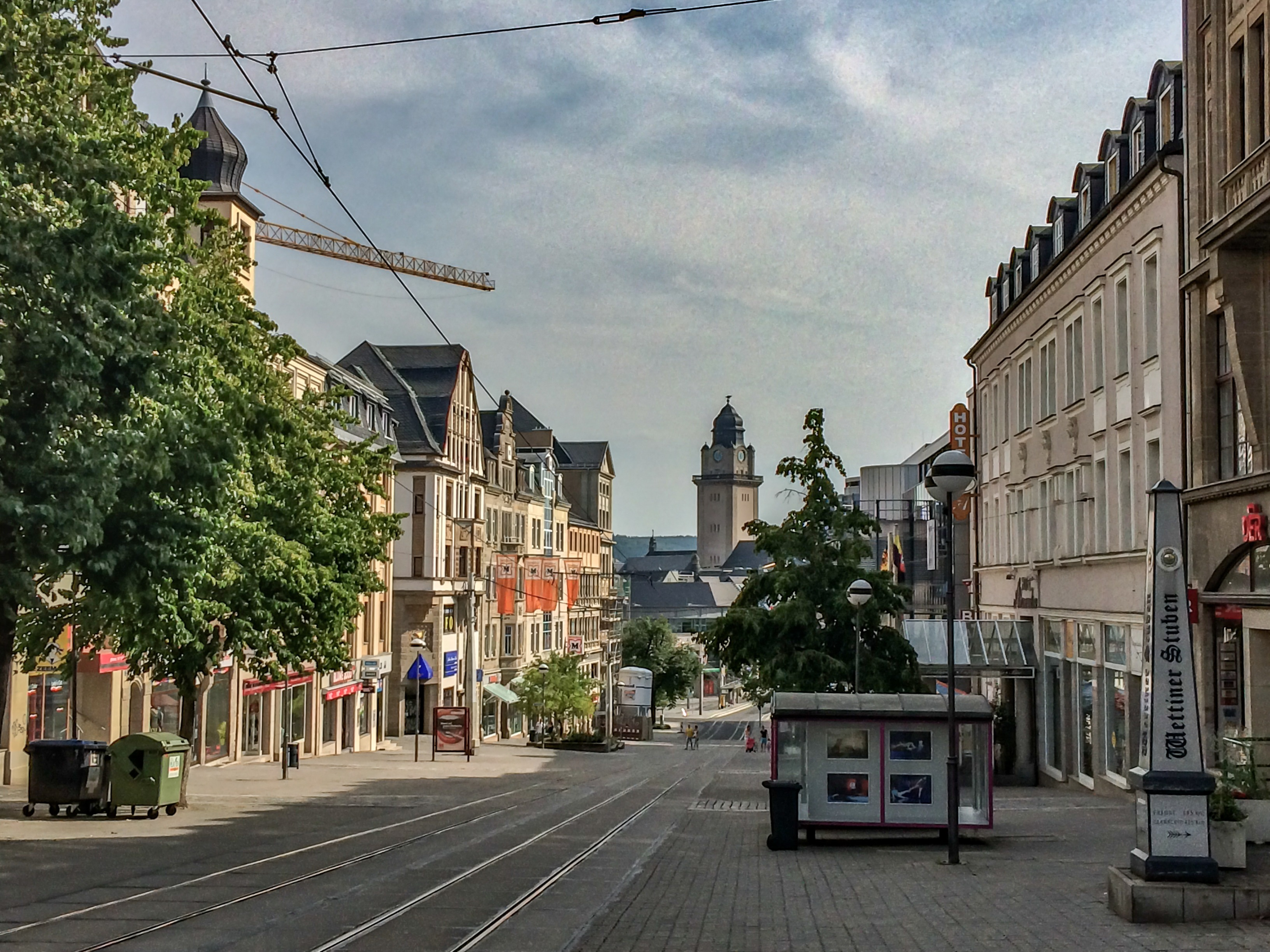
Bahnhofstraße mit verschiedenen Verkehrswegen

#### Straßenverkehr
Die Stadt verfügt über Straßen mit einer Gesamtlänge von 396 Kilometern. Durch das südöstliche Stadtgebiet führt die A 72 Hof–Chemnitz mit den Anschlussstellen Pirk, Plauen-Süd und Plauen-Ost. Von der A 72 führt am Dreieck Hochfranken die A 93 in Richtung Süden nach Regensburg.
Die A 9 München–Berlin erreicht man von Plauen aus nach ca. 35 Kilometern über die A 72 in südwestlicher Richtung am Dreieck Bayerisches Vogtland oder in nordwestlicher Richtung nach ca. 32 Kilometern über die B 282 an der Anschlussstelle Schleiz. Die A 4 Dresden–Eisenach erreicht man nach ca. 80 Kilometern auf der A 72 in östlicher Richtung. Durch die Stadt führen die Bundesstraßen 92 und 173. Die B 173 verbindet Plauen mit den Nachbarstädten Zwickau und Hof, die B 92 mit Gera und der Tschechischen Republik. Am Plauener Gewerbegebiet bei Neuensalz beginnt die B 169, als Abzweig von der B 173. Sie führt über Chemnitz nach Cottbus. In Plauen-Kauschwitz zweigt von der B 92 die B 282 ab, führt zur Anschlussstelle Schleiz der A 9 und bildet mit der B 92 einen Teil der Europastraße 49.

#### Bahnverkehr

Oberer Bahnhof

In der Stadt liegen fünf von Personenzügen bediente Bahnstationen: der Obere Bahnhof sowie die Haltepunkte Mitte, West, Jößnitz und Straßberg. An den vier Haltepunkten hält ausschließlich die Vogtlandbahn.
Der neue Haltepunkt „Plauen-Mitte“ wurde am 7. September 2015 nach über einjährigem Bau eröffnet und liegt zwischen dem Unteren Bahnhof und dem ehemaligen Haltepunkt Chrieschwitz. Letzterer wurde im Jahr 2006 wegen Sicherheitsmängeln an einer Gleisbrücke geschlossen. Mit der Eröffnung des neuen Haltepunkts wurden der Untere Bahnhof und der Haltepunkt Plauen-Zellwolle geschlossen. Durch den Neubau einer Straßenbahnhaltestelle ist er ein zentraler Verknüpfungspunkt zum öffentlichen Personennahverkehr.
Durch Plauen führen die Eisenbahnstrecken Leipzig–Hof (Teil der Sachsen-Franken-Magistrale) und Plauen–Adorf–Cheb. Die Elstertalbahn Gera–Greiz–Weischlitz führt über den Haltepunkt Plauen Mitte und mündet in Weischlitz in die Bahnstrecke Plauen–Cheb ein.
Ab Juni 2001 war Plauen vorübergehend eine Station im ICE-Streckennetz der Deutschen Bahn. Da die ICE-Strecke Nürnberg-Dresden nicht durchgängig elektrifiziert war, kam der dieselbetriebene ICE TD zum Einsatz, der auf der kurvenreichen Strecke durch die Neigetechnik seine Vorteile unter Beweis stellen sollte. Nach häufigen Pannen wurde er bereits im Dezember 2002 wieder aus dem Fahrplanbetrieb gestrichen. Eine Zuggarnitur des elektrisch betriebenen Bruders des ICE TD, des ICE T, wurde im Nachgang auf den Namen Plauen/Vogtland getauft. Die Taufe fand allerdings wegen der fehlenden Oberleitungen in Reichenbach im Vogtland statt. Übergangsweise verkehrten lokbespannte IC-Züge bzw. in IC-Farben umlackierte Triebwagen der Baureihe 612 als Intercitys. Seitdem besitzt Plauen keinen Anschluss mehr an das Fernverkehrsnetz der Deutschen Bahn. Zwischen Dezember 2006 und Juni 2016 verkehrte auf der vorherigen IC-Strecke der Franken-Sachsen-Express als Regionalexpress, der im Auftrag der Deutschen Bahn von der DB Regio betrieben wurde. Ab Juni 2016 wurde die Strecke von der Mitteldeutschen Regiobahn übernommen, die die Strecke mit Coradia-Continental-Triebwagen betreibt.
Zwischen 2012 und 2013 wurde Plauen an das elektrische Netz der Bahn angeschlossen. Damit wurden die Voraussetzungen geschaffen, Plauen nach Inbetriebnahme des City-Tunnels in Leipzig ins Netz der S-Bahn Mitteldeutschland integrieren zu können (der Tunnel ist nicht für Dieselfahrzeuge freigegeben). Von Herlasgrün bis zum Oberen Bahnhof wurde die Strecke im Jahr 2012 elektrifiziert, wobei einige Straßenbrücken über die Bahn auf dem Streckenabschnitt aufgrund zu geringer Höhe für Oberleitungen abgebrochen und je nach Bedarf ersetzt werden mussten. Die Weiterführung der Elektrifizierung bis Hof erfolgte im Jahr 2013. Zum Fahrplanwechsel 2013/14 wurde die elektrifizierte Strecke zwischen Reichenbach und Hof offiziell in Betrieb genommen.

#### Stadtverkehr

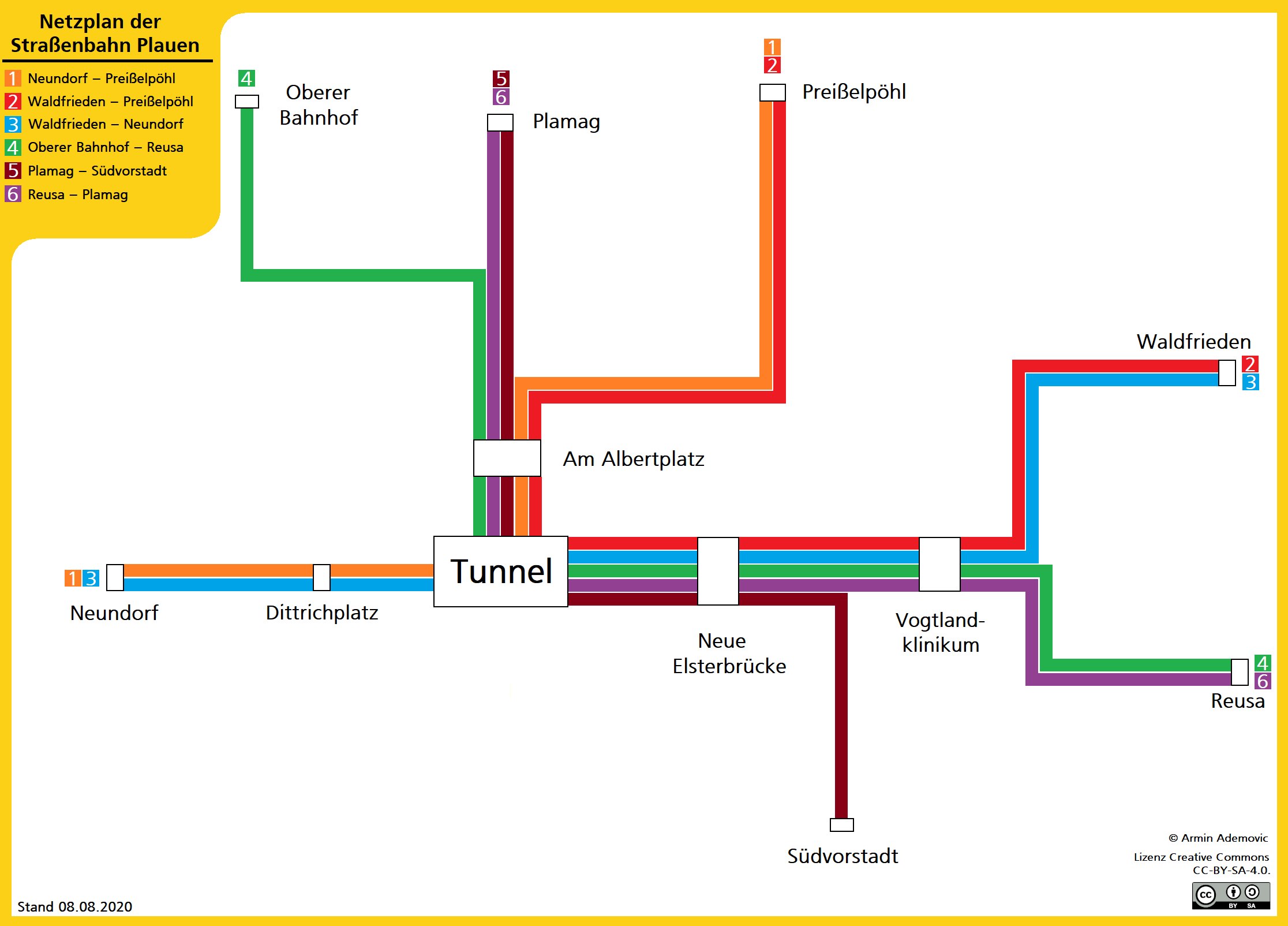
Netzplan der Straßenbahn Plauen

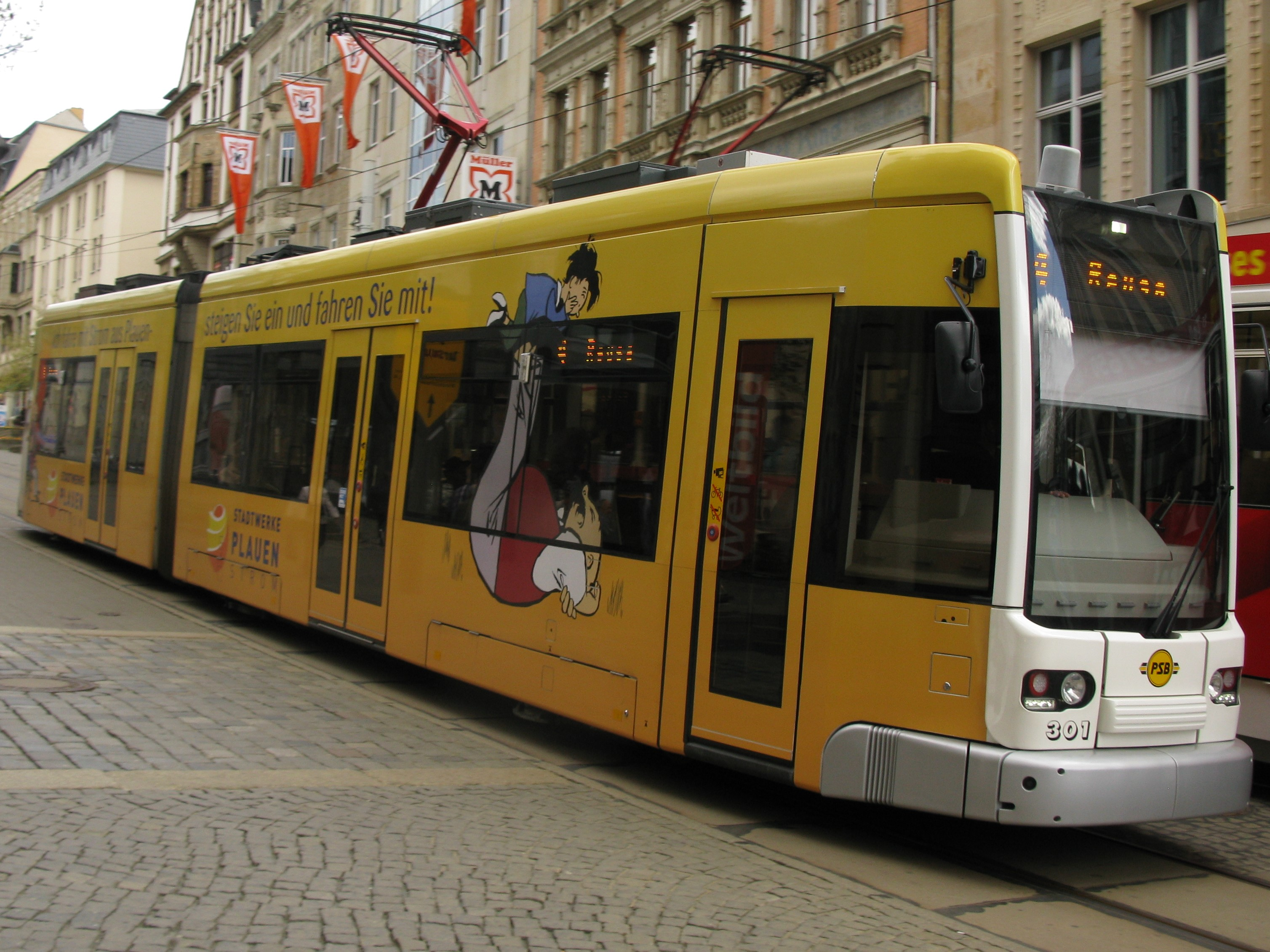
Triebwagen der Plauener Straßenbahn an der zentralen Haltestelle „Tunnel“

Der Stadtverkehr in Plauen wird hauptsächlich von fünf Straßenbahnlinien (Linie 1, 2, 3, 5 und 6) und zwei Stadtbuslinien der Plauener Straßenbahn GmbH durchgeführt. Ab 20:30 Uhr verkehren vier „Nachtbus“-Linien und ein RufBus, die die über den Tag verkehrenden Straßenbahn- und Buslinien ersetzen. Sonn- und feiertags ersetzt das Anruf-Linien-Taxi (ALiTa) zwischen fünf und acht Uhr den Straßenbahnverkehr.
Auf den Linien der Plauener Straßenbahn verkehren im 37,6 Kilometer langen Schienennetz 15 Tatra-Straßenbahnzüge des Typs KT4D-M und 9 Flexity-Niederflurbahnen. Komplettiert wird das Angebot mit 6 Niederflurbussen. Auf dem Postplatz im Stadtzentrum befindet sich die Zentralhaltestelle Tunnel, die von allen Straßenbahnlinien angefahren wird und deren Bezeichnung auf den hier „übertunnelten“ Syrabach hinweist. Sechs Gleise sind dort in Dreiecksform angeordnet.

#### Regionalbusverkehr
Der Regionalbusverkehr in Plauen ist größtenteils vertaktet und wird hauptsächlich vom Plauener Omnibusbetrieb GmbH durchgeführt. Die Regionalbusse übernehmen teilweise Stadtverkehrsfunktionen, da die meisten äußeren Ortsteile nicht von Stadtbussen bedient werden. Insbesondere die westlichen Stadtteile werden größtenteils durch den RufBus im Regionalverkehr erschlossen.
Stand: 13. Februar 2022
| Linie | Endpunkte                         | Verlauf                                         | Verkehrsunternehmen     | Klassifizierung    |
| ----- | --------------------------------- | ----------------------------------------------- | ----------------------- | ------------------ |
| 40+   | Plauen ↔ Steinsdorf               | Reißig – Jößnitz                                | Plauener Omnibusbetrieb | PlusBus            |
| 42    | Plauen ↔ Zeulenroda               | Syrau – Mehltheuer – Pausa                      | Plauener Omnibusbetrieb | TaktBus            |
| 45    | Plauen-Neundorf ↔ Plauen-Neundorf | Zwoschwitz – Kauschwitz – Plauen Park – Rößnitz | Plauener Omnibusbetrieb | RufBus             |
| 47    | Plauen-Neundorf ↔ Weischlitz      | Thossen – Mißlareuth – Reuth – Kloschwitz       | Plauener Omnibusbetrieb | RufBus             |
| 48    | Plauen-Neundorf ↔ Weischlitz      | Kürbitz – Kloschwitz – Possig                   | Plauener Omnibusbetrieb | RufBus             |
| 50+   | Plauen ↔ Rodewisch                | Taltitz – Oelsnitz – Falkenstein – Auerbach     | Plauener Omnibusbetrieb | PlusBus            |
| 63    | Plauen ↔ Plohn                    | Neuensalz – Treuen – Lengenfeld                 | Plauener Omnibusbetrieb | TaktBus            |
| 70+   | Plauen ↔ Rodewisch                | Theuma – Bergen – Falkenstein – Auerbach        | Plauener Omnibusbetrieb | PlusBus            |
| 74    | Plauen ↔ Thoßfell                 | Jocketa – Neudörfel – Helmsgrün                 | Plauener Omnibusbetrieb | RufBus / SaisonBus |
| 90+   | Plauen ↔ Aschberg                 | Oberlosa – Oelsnitz – Schöneck – Klingenthal    | Plauener Omnibusbetrieb | PlusBus            |
| 92    | Plauen ↔ Bad Elster               | Oelsnitz – Adorf                                | Plauener Omnibusbetrieb | TaktBus            |
| 143   | Plauen ↔ Schleiz                  | Syrau – Mehltheuer – Mühltroff                  | KomBus                  |                    |
| 163   | Plauen ↔ Hirschberg               | Weischlitz – Reuth – Tanna – Gefell             | KomBus                  |                    |

#### Flugverkehr
Plauen ist durch den Verkehrslandeplatz Hof-Plauen aus der Luft erreichbar, der sich in etwa vierzig Kilometer Entfernung im Stadtteil Pirk südwestlich der Stadt Hof befindet. Der etwa zwanzig Kilometer östlich gelegene Flugplatz Auerbach dient hauptsächlich dem Flugsport, wird jedoch auch für Geschäftsflüge genutzt. Die nächsten Flughäfen mit internationalen Linienverbindungen sind der rund 150 Kilometer nördlich gelegene Flughafen Leipzig/Halle, der 150 Kilometer östlich liegende Flughafen Dresden sowie der etwa 160 Kilometer südwestlich liegende Flughafen Nürnberg. Am etwa 80 Kilometer entfernten Leipzig-Altenburg Airport wurden die Linienflüge eingestellt.

#### Fuß- und Radverkehr
Zusammen mit zwei anderen Kommunen war Plauen Modellstadt für das Vorhaben „Fußgänger- und fahrradfreundliche Stadt“ des Umweltbundesamtes. Das Projekt, das 2004 abgeschlossen wurde, diente hauptsächlich dazu, Wege zu finden, wie durch Einsatz kostengünstiger und unkonventioneller Mittel der Rad- und Fußgängerverkehr attraktiver gestaltet werden kann. Im Ergebnis wurde ein Routennetz für Radfahrer aus 15 Alltagsrouten und 4 touristischen Routen mit entsprechenden Querverbindungen entwickelt. Diese Routen wurden mit entsprechenden Wegweisern ausgerüstet. Plauen liegt unter anderem am Elster-Radweg und am Vogtland Panorama Weg. Außerdem endet an der alten Elstertalbrücke der Uranus-Weg, der zur Rodewischer Sternwarte führt.
Fahrräder werden, wie überall im Verkehrsverbund Vogtland, kostenlos in Bussen und Bahnen befördert.

## Wirtschaft

### Ansässige Unternehmen

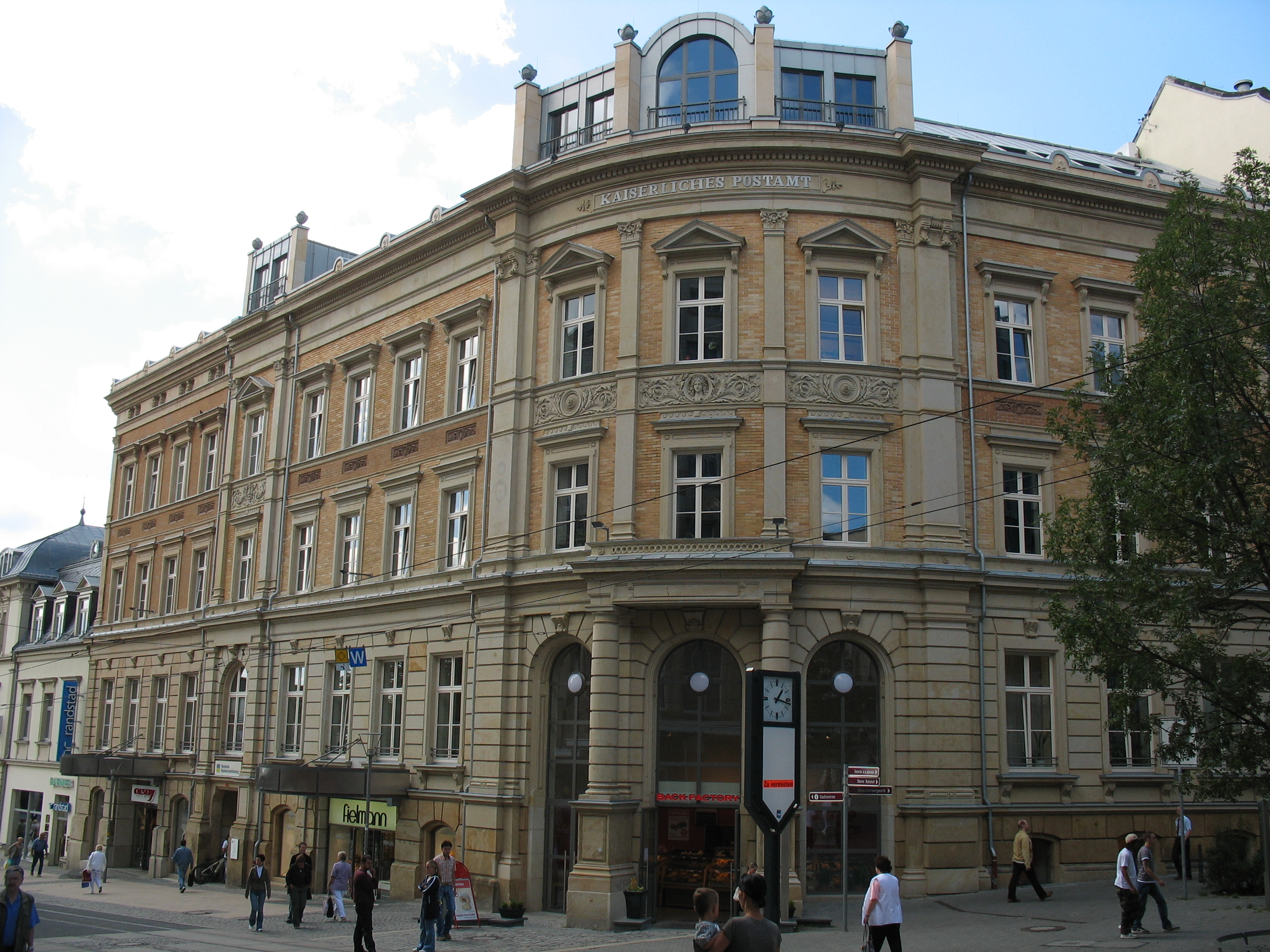
Ehemaliges Kaiserliches Postamt – heute Geschäftshaus

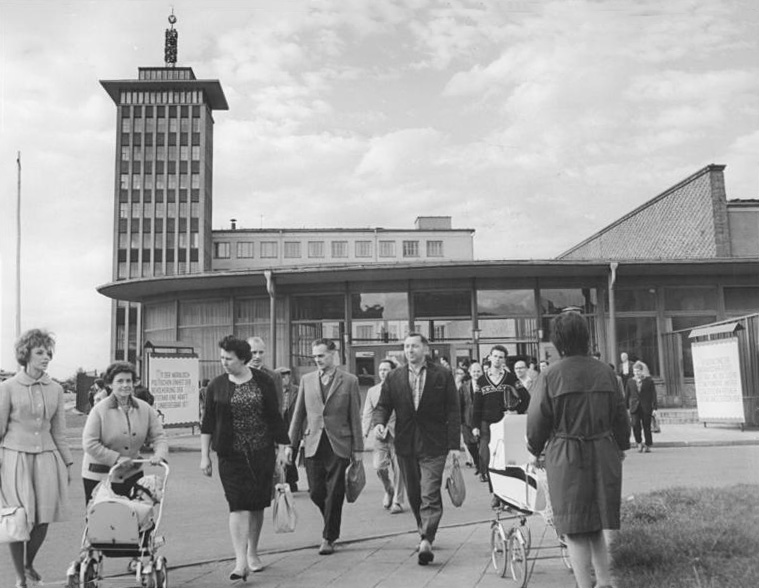
VEB Werkzeugmaschinenfabrik Vogtland (heute WEMA VOGTLAND Technology GmbH) im Jahre 1965

Die Stadt Plauen ist untrennbar mit der Plauener Spitze verbunden. Der Name ist eine eingetragene Marke des Branchenverbandes Plauener Spitzen und Stickereien e. V. zu dem mehrere Hersteller gehören, unter anderem auch die Modespitze Plauen GmbH. Die Firmen stellen in Plauen und im Umland die unterschiedlichsten Erzeugnisse aus Spitzenstoffen her. Die Palette reicht von Tischdecken über Accessoires bis hin zu Damenoberbekleidung und Brautkleidern. Bis 1990 war Plauen der Sitz des Kombinats Deko, in dem eine Vielzahl von volkseigenen Betrieben der Deko-Textilherstellung zusammengefasst war.
Weiterhin befand sich auch der Sitz des Kombinats Musikinstrumente in Plauen.
Die Wurzeln der WEMA VOGTLAND Technology GmbH reichen zurück bis zur VOMAG. Als Maschinenbau-Unternehmen für spanende Metallbearbeitung agiert die WEMA weltweit und stellt Werkzeugmaschinen für fast alle großen Automobilhersteller und deren Zulieferer her. Seit August 2010 unterhält das Unternehmen auch eine Niederlassung in den USA, in Belvidere.
Die Plamag Plauen GmbH befand sich im Norden Plauens an der Grenze zum Ortsteil Kauschwitz und war einer der größten Arbeitgeber der Region. Dort wurden Druckmaschinen hergestellt. Nach der Insolvenz der manroland Druckmaschinen AG wurde das Werk als eigenständige Gesellschaft ausgegliedert und trug seit Februar 2012 wieder seinen alten Namen. Es wird mit verschiedenen potentiellen Investoren über einen Verkauf des Werkes verhandelt, das vorerst als Zulieferer für das von der Possehl-Gruppe übernommene Augsburger manroland-Werk fungierte. Am 19. Dezember 2012 gab der Insolvenzverwalter bekannt, dass das Werk endgültig geschlossen werde. Seit 4. Februar 2013 wird das 200.000 m² große Gelände als Industriepark Plamag Plauen vermarktet.
Die Neoplan Omnibus GmbH Plauen ging 1991 aus einem Werk zur Reparatur von Ikarus-Bussen hervor. Dort waren 2010 etwa 700 Mitarbeiter beschäftigt. Nachdem Neoplan 2008 in die MAN Nutzfahrzeuge AG eingegliedert wurde, gab es 2010 zunächst Diskussionen, ob in Plauen wegen der Verlagerung von Teilen der Produktion nach Polen massiv Stellen abgebaut werden sollen. Dort erfolgten übergangsweise Karosseriemontage und Innenausbau der Busse, deren Gerippe in Polen gefertigt werden. In den Jahren 2011 bis 2013 sollte das Werk mit etwa 20 Millionen Euro ausgebaut werden. Nachdem 2014 große Teile der Fertigung in die Türkei verlagert wurden, wurde die Fertigung in Plauen eingestellt. Stattdessen wurde auf der Fläche bis 2021 ein sogenanntes „Bus modification center“ betrieben. 2021 übernahm der Fahrzeugbauer Binz aus Ilmenau das Werk mit 120 Beschäftigten. Es sollen Spezialfahrzeuge z. B. für THW und Rettungsdienst gefertigt werden.
Im Westen der Stadt, nahe Neundorf, befindet sich das Werk der vosla GmbH (VOgtländische SpezialLAmpen). Dort werden Speziallampen hergestellt. Hervorgegangen aus einem Narva-Standort, gehörte sie seit 1991 zur Philips Technologie GmbH. Im Sommer 2011 wurde die Produktionslinie für H4-Lampen von Philips ins polnische Pabianice verlagert. Damit schrumpfte die Mitarbeiterzahl auf rund 300. Seit September 2012 gehört das Unternehmen zur Bavaria Industries Group.
Die Plauen Stahl Technologie GmbH stellt mit etwa 130 Mitarbeitern Stahlkonstruktionen und Brücken her. Der ehemalige VEB Stahlbau wurde nach der Wende von der Lentjes AG übernommen und 2001 an die mg capital GmbH verkauft. 2003 wurde die heutige Firma gegründet. Sie ist aktiv im Brückenbau, errichtete unter anderem die Elbebrücke Niederwartha und war an der Sanierung der Fleher Brücke beteiligt. Außerdem wurden Teile der Hamburger Messe und eine Messehalle der Messe Düsseldorf errichtet.
Die Sachsendruck Plauen GmbH stellt mit etwa 80 Mitarbeitern (Stand: 2014) unterschiedliche Druckerzeugnisse her. 1991 wurde der ehemalige VEB von der Sebaldus-Gruppe und später von der schlott gruppe übernommen. Seit 2016 gehört der Betrieb im Zentrum Plauens zur Pinguin-Gruppe.

Logo der Sternquell-Brauerei Plauen

Die Sternquell-Brauerei GmbH Plauen gehört zur Brau Holding International und beschäftigt etwa 160 Mitarbeiter. Die Brauerei hat Standorte im Zentrum Plauens, nahe der Friedensbrücke, und im Gewerbegebiet Neuensalz. Es werden zehn unterschiedliche Biersorten gebraut.
Die Vogtlandmilch GmbH stellt mit den Handelsmarken Vogtlandweide und Sachsenland Molkereiprodukte und Erfrischungsgetränke her. Das Unternehmen mit etwa 120 Mitarbeitern ist der einzige Schulmilchabfüller in Sachsen (Milchnummer: SN 008). Nach der Wende ging der 1928 als Vogtländische Milchhof AG gegründete Betrieb an die Sachsenmilch AG; die bis dahin auf fünf Betriebe verteilte Produktion wurde in Plauen konzentriert. Im Zuge der Übernahme der Sachsenmilch AG durch die Müller-Gruppe kauften 1994 die Gesellschafter, die Erzeugergemeinschaft Milch Plauen und Molkereigenossenschaft Glauchau, die Anteile an der Vogtlandmilch GmbH zurück und halten diese bis heute.
Die Wohnungsbaugesellschaft Plauen (kurz WbG) ist die gemeinnützige Kommunale Wohnungsgesellschaft der Stadt Plauen. Die Stadt Plauen ist alleiniger Gesellschafter und hat ihr die Verantwortung übertragen, jedem Bürger bezahlbaren Wohnraum zur Verfügung zu stellen (öffentliche Daseinsvorsorge), sich an der Stadtentwicklung und am Erhalt von funktionierenden Stadtstrukturen zu beteiligen. Die Genossenschaft ist Vermieter von 7.738 Wohnungen und 177 Gewerbeeinheiten.
In Plauen befinden sich zwei Krankenhäuser: die Helios Vogtland Klinikum Plauen GmbH als einziges Krankenhaus der Schwerpunktversorgung im Vogtland und das Krankenhaus Bethanien als Krankenhaus der Regelversorgung.

### Tourismus

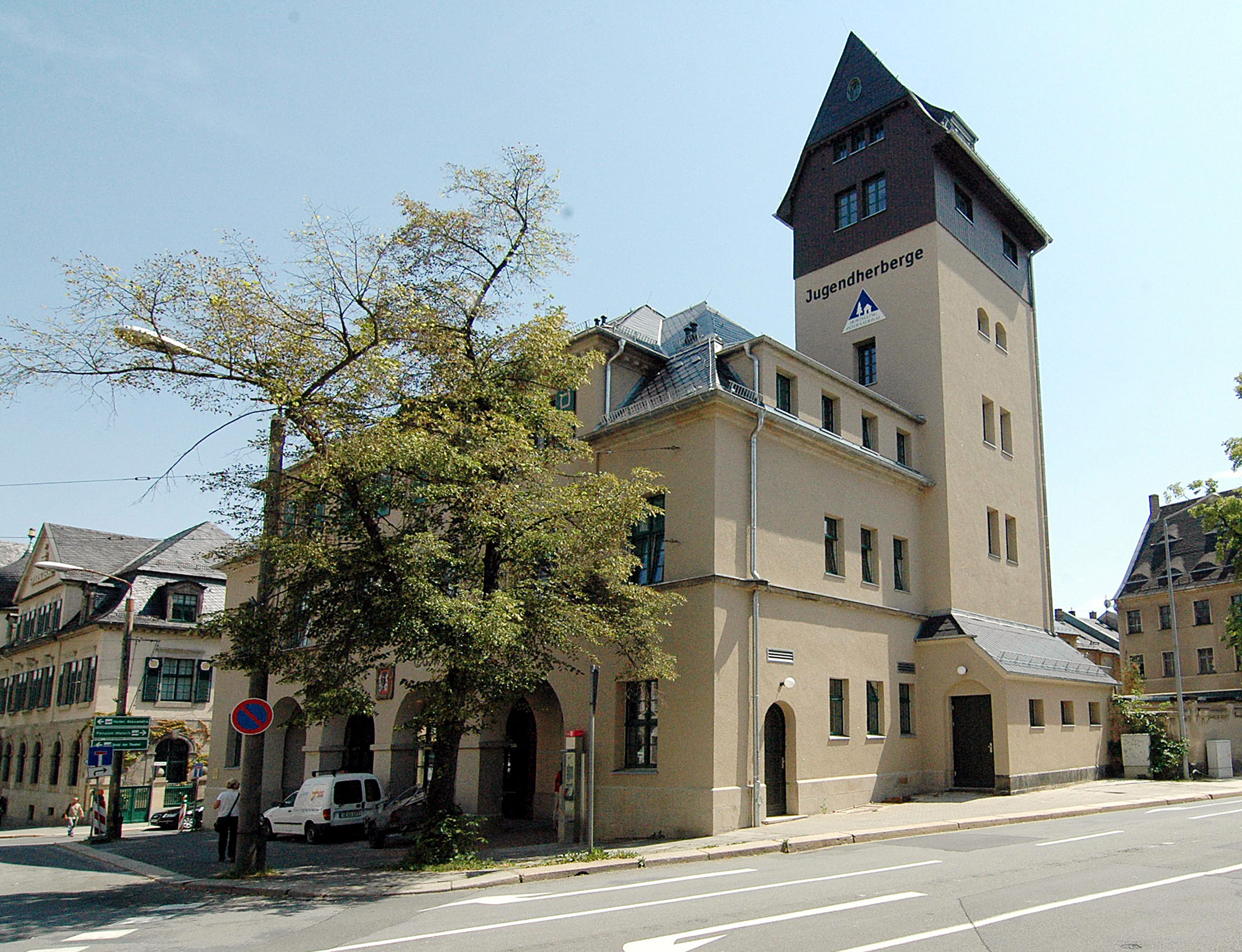
Jugendherberge in der Alten Feuerwache

Plauen ist Ausgangspunkt ausgedehnter Wanderungen im Vogtland. Durch das Stadtgebiet verlaufen mehrere Wander- und Radwanderwege, zum Beispiel der Fernwanderweg E3 mit dem Bergwanderweg Eisenach–Budapest, der Vogtland Panorama Weg, der Elster-Radweg und der Radfernweg Euregio Egrensis.
An der Hainstraße im Syratal, in der Nähe der Friedensbrücke befindet sich die 1959 eingeweihte Parkeisenbahn Plauen. Gegründet als Pioniereisenbahn, wird sie inzwischen von einem Verein betrieben.
In der Elsteraue, in der Nähe der Alten Elsterbrücke, liegt mit der AREA241-Skateplaza einer der größten Skateparks Deutschlands. Dort befinden sich Treppen in verschiedenen Höhen, Breiten und Schwierigkeitsgraden. Auch auf zahlreichen Banks, Ledges, Rails, und Curbs kann die Geschicklichkeit unter Beweis gestellt werden.
Seit 2007 befindet sich die Jugendherberge der Stadt im Stadtzentrum. Dazu wurde die alte Feuerwache in eine Unterkunft mit 135 Betten in 48 Zimmern umgebaut. Die Originalausstattung, wie zum Beispiel die Rutschstange, blieb erhalten.
In der Tourist-Information können Stadtführungen gebucht werden, bei denen auch der 64 Meter hohe Rathausturm bestiegen werden kann.

### Medien

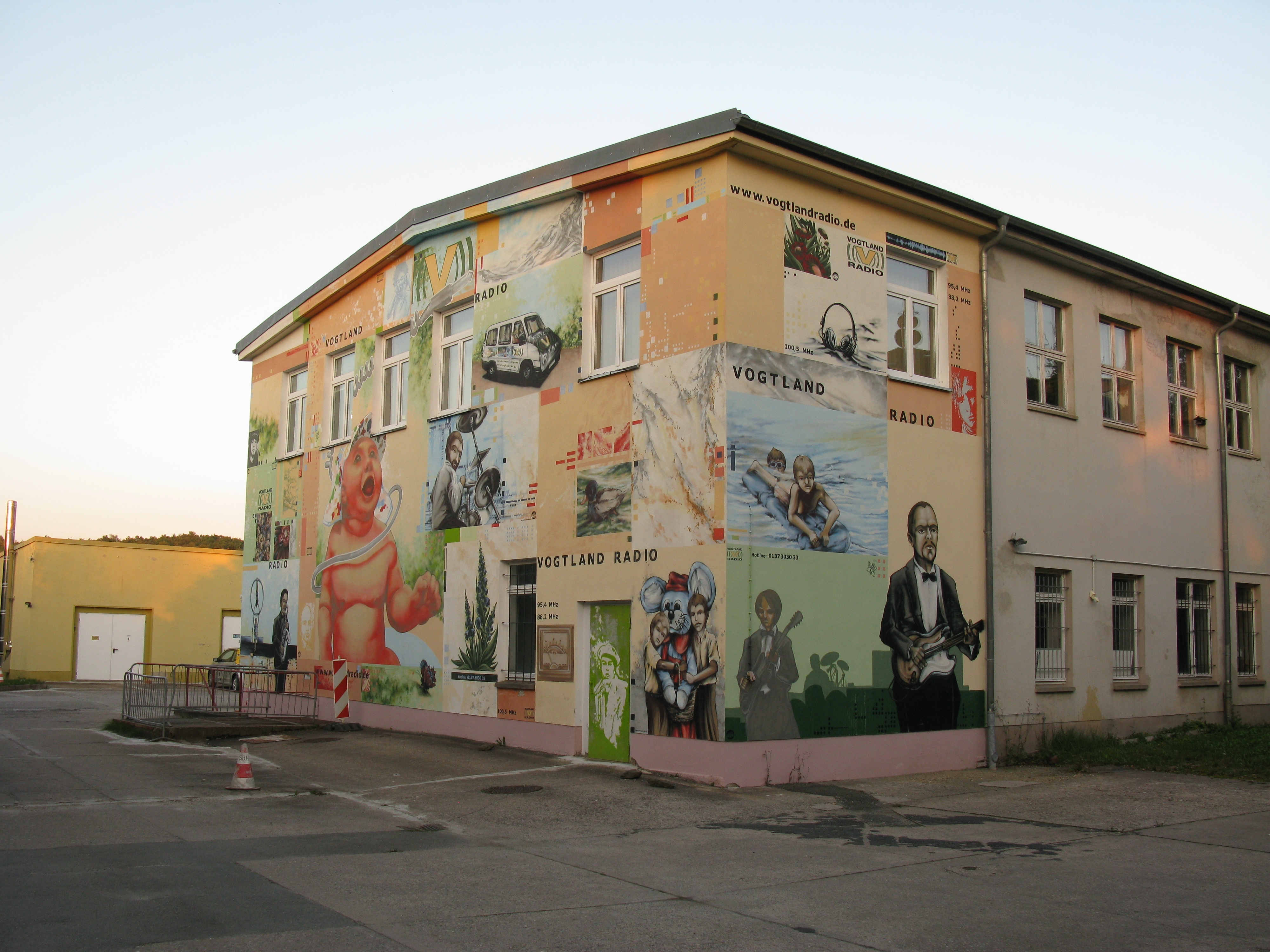
Funkhaus von Vogtlandradio in Haselbrunn

Im Stadtteil Neundorf befand sich der Sitz des Vogtland-Regional-Fernsehens (VRF). Der Sender produzierte von 1994 bis 2016 ein wöchentlich wechselndes Programm mit Berichten aus der Region.
Der regionale Radiosender Vogtland Radio hat seinen Sitz in Plauen-Haselbrunn. Er sendet seit 1998 ein eigenes und unabhängiges 24-stündiges Hörfunkprogramm für das gesamte Vogtland in Ostthüringen, Westsachsen und Oberfranken. Außerdem betreibt der Radiosender MDR Sachsen ein Regionalstudio in Plauen.
In Plauen erscheinen zwei Tageszeitungen, der Vogtland-Anzeiger in Plauen mit einer Auflage von etwa 7000 Exemplaren und eine Lokalausgabe der in Chemnitz erscheinenden Freien Presse mit einer Auflage von etwa 16.000 Exemplaren.
Seit Frühjahr 2007 berichtet das private Online-Magazin Spitzenstadt.de täglich aktuell aus der Stadt. Mit aktuellen Nachrichten aus Politik, Wirtschaft, Sport und Kultur ergänzt es den offiziellen Internet-Auftritt der Stadt.

## Persönlichkeiten

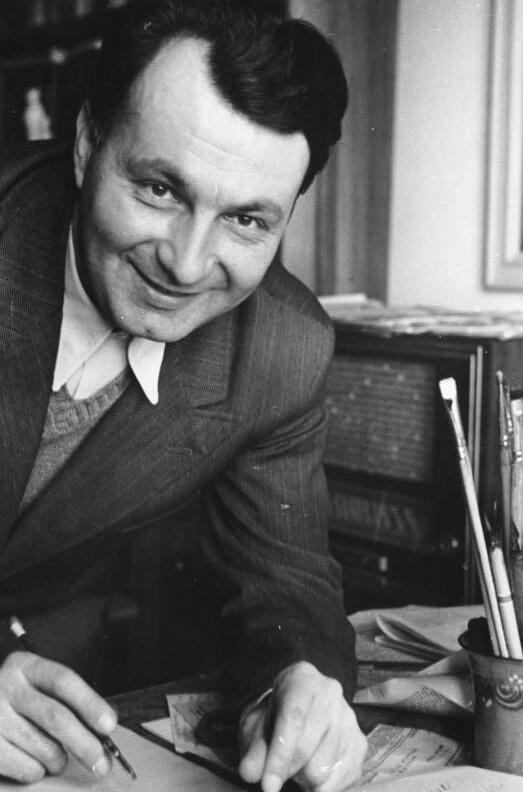
Der Cartoonist Erich Ohser alias e.o.plauen

Plauen ist wie alle größeren Städte mit zahlreichen Persönlichkeiten verbunden. In der Politik gab es sowohl positive als auch negative Beispiele. Mit Heinrich dem Älteren und Heinrich Reuß von Plauen stellten die Herren von Plauen gleich zwei Hochmeister des Deutschen Ordens. Im Zweiten Weltkrieg spielte der Plauener Fabrikant Martin Mutschmann als Gauleiter in Sachsen dagegen eine unrühmliche Rolle. Jörg Schneider verfasste 1989 den Aufruf „Kommt zur Demonstration am 7. Oktober!“ Von 2004 bis 2019 saß mit Frank Heidan ein Mitglied der Gruppe der 20, der Bürgervertretung des Wendeherbstes 1989, im Landtag.
Herausragend auf wissenschaftlichem Gebiet ist der Theologe und Astronom Georg Samuel Dörffel. Er wies in seinem Werk Astronomische Beobachtung des großen Cometen, welcher A. 1680 und 1681 erschienen schon Jahre vor der newtonschen Gravitationstheorie nach, dass sich die Kometen auf parabolischen Bahnen bewegen, in deren Brennpunkt die Sonne steht.
Auf dem Gebiete des Sportes haben sich besonders die Olympiasieger Kurt Helbig (Gewichtheben), Angelika Bahmann (Kanuslalom) und Kornelia Ender (Schwimmen) hervorgetan.
Auch einige Kulturschaffende hat Plauen hervorgebracht, so zum Beispiel den Kirchenmusiker und Komponisten Johannes Petzold, die Schauspieler Claudia Loerding und Stefan König, den Kabarettisten Olaf Schubert und den Arbeiterfotografen Walter Ballhause.
Der wohl bekannteste Plauener ist der Cartoonist Erich Ohser. Der Schöpfer der Vater-und-Sohn-Geschichten machte die Stadt durch seinen Künstlernamen „e.o.plauen“ bekannt. In Untergettengrün/Vogtland geboren, wuchs er in Plauen auf, ging dort zur Schule und absolvierte in den letzten Jahren des Ersten Weltkrieges eine Schlosserlehre.